# Dějiny Řecka

Státní znak Řecké republiky

Dějiny Řecka jsou nejdéle zaznamenanými dějinami ze všech evropských zemí. Historický vývoj této oblasti je písemně doložen již od 2. tisíciletí př. n. l. Avšak již v 7. tisíciletí př. n. l. nacházíme na řeckém území první neolitické osady. Z rozvoje kultury a hospodářství se zpočátku těšila zejména Kréta, kde se tamní mínojská civilizace již vyznačovala stavbou paláců, kolem nichž vyrůstala menší města a které byly sídlem místních vládců. Po úpadku Kréty nastoupila, nyní již v pevninském Řecku, kultura mykénská. Zdejší vládci často bojovali mezi sebou, ve společnosti panovaly značné sociální rozdíly. Mykénská kultura padla za oběť nájezdům mořských národů a Dórům, kteří se zde spolu s dalšími kmeny usadili. Následný hospodářský a kulturní úpadek je označován jako temné období.
K novému rozkvětu dochází až v souvislosti s řeckou kolonizací a vývojem antické řecké polis. Řecko během archaického a klasického období dosáhlo obrovského kulturního, mocenského a hospodářského vzestupu – antická řecká kultura se stala jedním ze základů naší civilizace. Řekové dokázali úspěšně ubránit během řecko-perských válek svoji samostatnost vůči perské říši Achaimenovců. Následné války mezi řeckými městskými státy (zejména mezi Spartou a Athénami) vedly k mocenskému oslabení a k ovládnutí větší části Řecka makedonským králem Filipem II. Jeho synovi Alexandrovi se podařilo vyvrátit perskou říši a jeho vojska dospěla až k břehům Indu. O něco později ale Alexandr umírá ve svém sídelním městě Babylónu, území říše si mezi sebou rozdělují jeho vojevůdcové – diadochové. Nastává helénistické období, během něhož se navzájem ovlivňují řecká a orientální kultura.
V 2. století př. n. l. se Řecko stává součástí římské říše, ale řečtina nadále fungovala jako obecný dorozumívací jazyk na mnoha místech ve východním Středomoří. Římská říše se poté roku 395 rozpadá na dvě části – Západořímskou a Východořímskou. Východořímská či také byzantská říše nadále po jistou dobu vzkvétá a postupem času se zde stále více prosazuje řecká kultura. Byzanc hrála po značnou část středověku roli evropské velmoci. Tento státní útvar zanikl roku 1453, kdy jeho hlavní město dobyla vojska osmanské říše. Po ovládnutí většiny Řecka Osmané dále rozšířili své území do Levanty, Egypta, severní Afriky, Arábie, zbytku Balkánu a části Uherska. Centrem umění se stává Kréta, která se nachází pod benátskou správou. Významnou vrstvou se v 17. století stávají fanarioti, snažící se o nové povznesení řeckého národa.
V 18. století dochází k novému rozvoji řecké kultury, takzvanému národnímu obrození. Řečtina se stává dorozumívacím jazykem v některých částech Balkánu a také Levanty. S úpadkem hospodářství a rostoucím daňovým a politickým útlakem se stupňovala nespokojenost řeckého obyvatelstva s osmanskou nadvládou, vedoucí až k otevřenému povstání. O toto povstání se zasloužila především tajná společnost Filiki Eteria. Samotná revoluce a řecký boj za nezávislost vypukl roku 1821. Následuje éra moderního řeckého státu, zahrnujícího prozatím Peloponés, pevninské Řecko a ostrovy v Egejském moři. Po většinu 19. století bylo Řecko státním zřízením monarchií. Vystřídaly se tu dvě dynastie – Wittelsbachové a Glücksburgové. Řecké království se dočkalo v balkánských válkách značných územních zisků – pod řeckou vládu se dostala Makedonie, Epirus a Kréta. Během první světové války bojovalo Řecko na straně Trojdohody. V meziválečném období se načas ustanovila republika, ta ale byla ve 30. letech nahrazena opět královstvím a autoritativním režimem. Za druhé světové války bylo Řecko okupováno armádami Třetí říše a jejími spojenci. Postupně proti okupantům sílil odpor, který vyústil ve zformování povstaleckých armád. Postup boje za osvobození ale komplikovaly spory zejména mezi komunistickými a pravicovými partyzány. Po stáhnutí německých vojsk tyto konflikty pokračovaly nadále a vyhrotily se až do podoby občanské války, která skončila vítězstvím příznivců pravicového roajalistického režimu. Vláda 50. a poloviny 60. let nebyla zcela demokratického charakteru. Přes liberalizační pokusy se demokracii naplno prosadit nepodařilo, navíc všechny reformy byly zvráceny roku 1967 pučem několika důstojníků, jenž vyústil v nastolení nového autokratického režimu zvaného vláda řeckých plukovníků či vojenská junta. Vlivem hospodářských potíží a zahraničně politických neúspěchů došlo ke svržení režimu a nastolení demokratické vlády. S novým politickým vývojem se ustanovily dvě významné řecké strany Nová demokracie a PASOK, které dlouho ovlivňovaly politický vývoj v Řecku.

## Pravěké Řecko

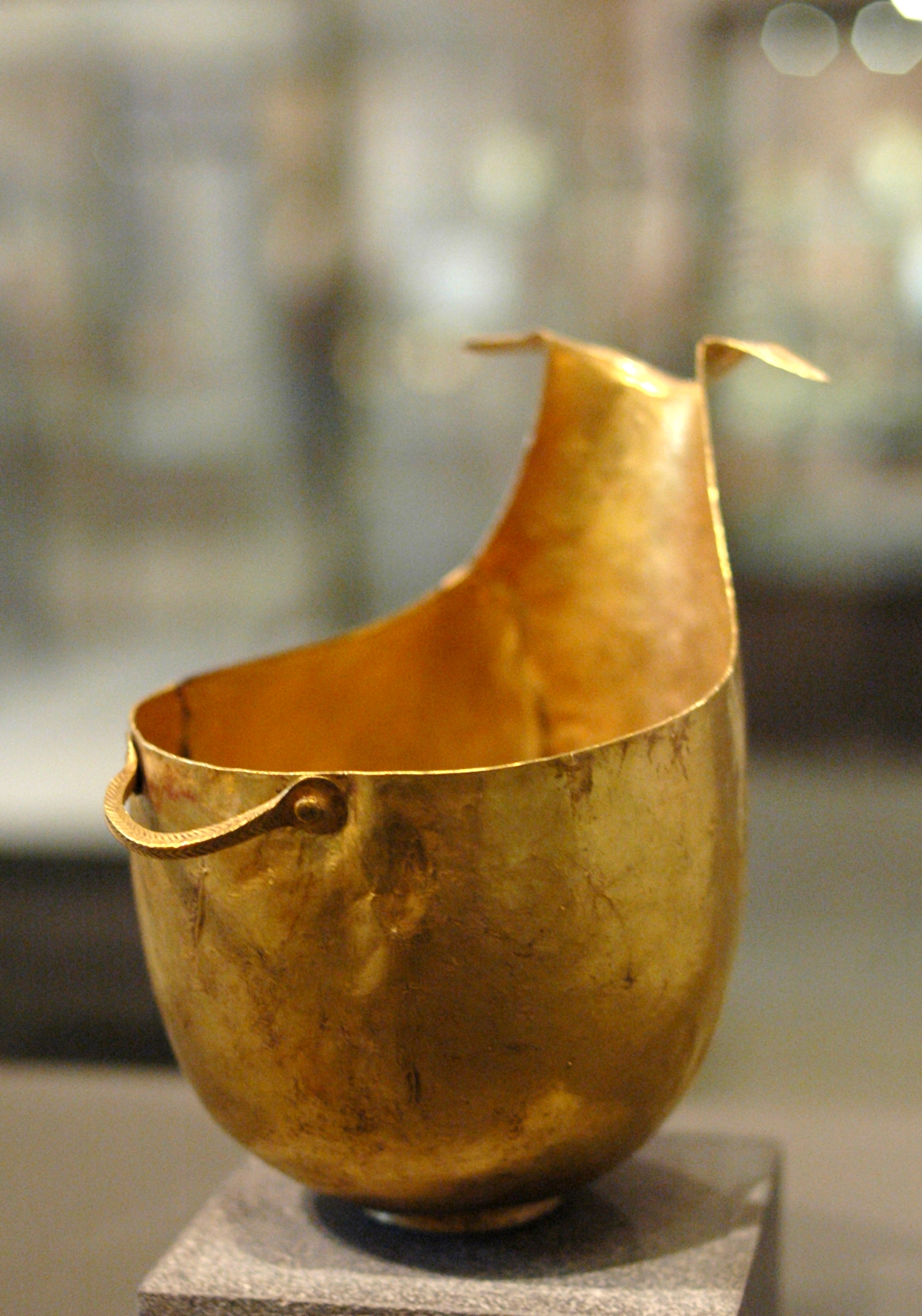
Zlatá nádoba pocházející z období kolem roku 2200 př. n. l.

### Neolit
První neolitické osady se v Řecku objevují již v 7. tisíciletí př. n. l. Tamější obyvatelé se živili chovem ovcí, vepřů, skotu a koz, pěstovali také obilí, což je dokázáno nálezy kamenných srpů a drtidel. Během následujících dvou tisíciletí do Řecka pronikají z Předního východu nové technologie a objevy, například hliněné nádoby či tkalcovská závaží. Objevují se také sošky zvířat či ženských postav zpodobňujících bohyni plodnosti.

### Doba bronzová
Civilizace řecké doby bronzové jsou označovány jako egejské, jedná se o civilizaci mínojskou, kykladskou a heladskou, později mykénskou, na řecké pevnině, blízká jim byla i kultura Tróje a Kypru. Doba bronzová počala v egejské oblasti nejdříve na počátku 3. tisíciletí na Kykladách, těžících z výhodných přírodních podmínek. V druhé čtvrtině 3. tisíciletí se znalost bronzu rozšířila do pevninského Řecka a na Krétu a vznikla tak heladská a mínojská civilizace. Na počátku 2. tisíciletí začíná velký rozvoj Kréty, s jejíž civilizací splývá kykladská kultura. Heladská civilizace byla v rané až střední fázi ovlivněna příchodem předřeckého etnika a vznikla civilizace mykénská, která ovládla i Krétu. Na přelomu 13. a 12. století egejské civilizace zanikly pod vlivem vpádu mořských národů a následovalo takzvané temné období.
Jednotlivé egejské kultury jsou tradičně děleny na tři období, rané, střední a pozdní a ty dále členěny na další tři úseky označované římskými číslicemi. Jemnější dělení používá k označení fází písmena, případně ještě arabské číslice.

#### Mínojská kultura

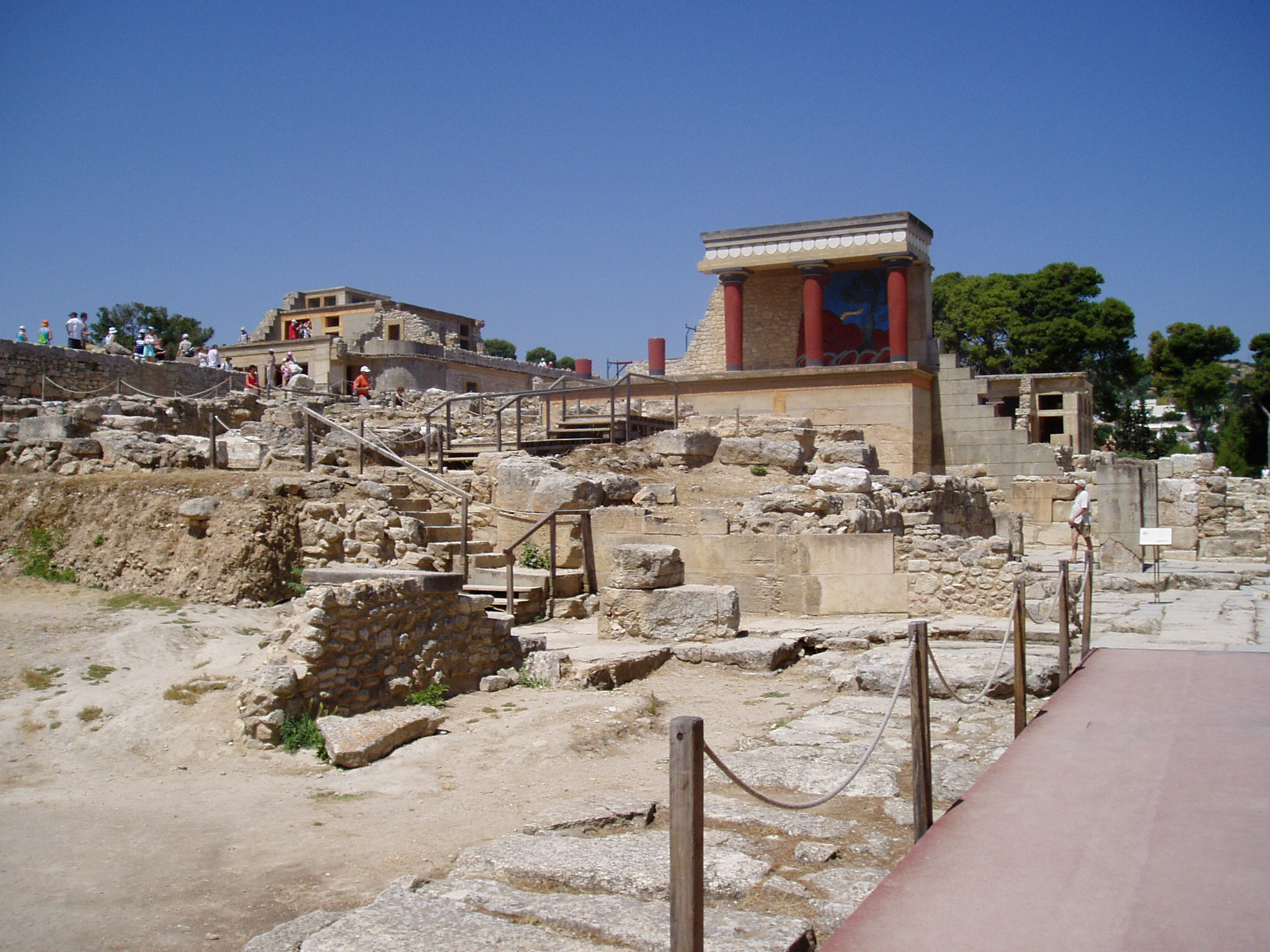
Zbytky paláce v Knóssu

Krétská mínojská civilizace udržovala v době bronzové již obchodní styky s Egyptem. Ty také ovlivnily další kulturní vývoj ostrova. Na Krétě se podobně jako v dalších zemích na východě vytvořil typ palácového hospodářství, kde bylo sídlo panovníka administrativním a ekonomickým centrem rozsáhlejší oblasti. Na rozdíl od ostatních paláců Předního východu nebyla tato sídla opevněná. Místo toho stály paláce dál od moře, což mělo zabránit náhlému nepřátelskému útoku.
Na Krétě se během mínojského používalo několik druhů písma. Prvním bylo piktografické používané na pečetidlech, tabulkách i nádobách, druhým bylo lineární písmo A, které již mělo slabičný charakter. Třetím písmem je lineární písmo B používané po ovládnutí Kréty achájskými kmeny.
Od počátku 2. tisíciletí př. n. l. probíhá na Krétě výstavba velkých paláců (Knóssos, Faistos, Mallia). V 17. století př. n. l. postihlo Krétu zemětřesení. Paláce na ostrově byly ovšem záhy obnoveny. V rámci mínojské kultury zastával významnější postavení zejména palác Knóssos. Pád této civilizace byl způsoben až výbuchem sopky Théry. Zničená panovnická sídla ovládli nájezdníci z pevniny – Achájové. Po obsazení ostrova se krétská kultura začíná postupně měnit, ve výrobě zbraní a hrnčířství převládají rysy tehdejšího pevninského Řecka. Ujímá se také nový typ zápisu – lineární písmo B, pomocí kterého je již zachycena archaická řečtina.

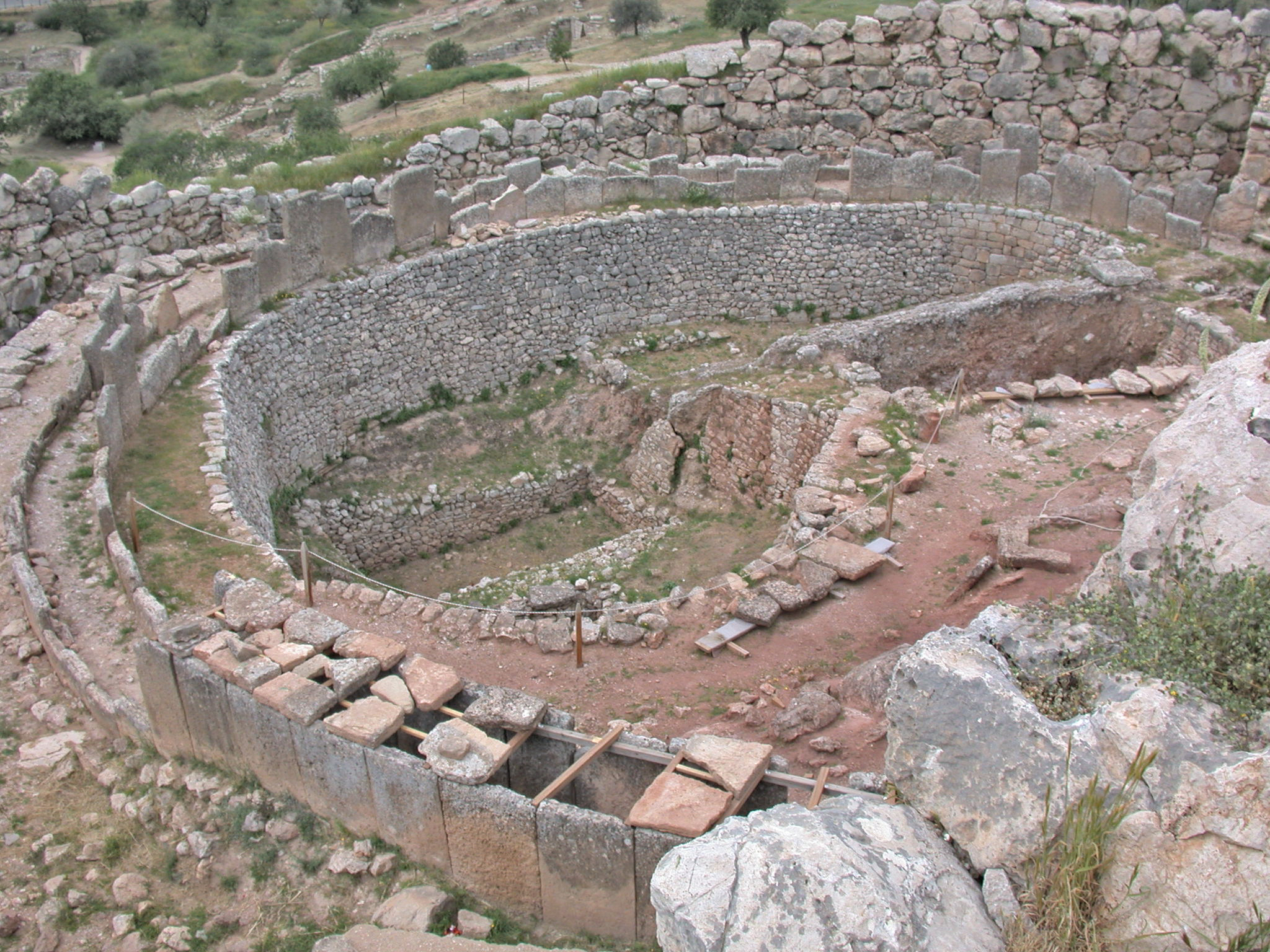
Královské hrobky v Mykénách

#### Mykénská kultura
Mykénská civilizace se vyvíjela s určitým zpožděním oproti mínojské. Její vrchol nastává ve 14. až 13. století př. n. l. Z této doby se již zachovala monumentální opevnění a paláce. Tím nejznámějším jsou právě Mykény, které daly jméno celému období. Jednotliví panovníci vedli často proti sobě války, takže pro obranu paláce bylo mohutné opevnění nutností. Dalším významným sídlištěm byl Tíryns, hrady se ale nacházely také v Athénách, Spartě, Argu, Thébách a na dalších místech.
Podobně jako na Krétě i zde existovalo palácové hospodářství, společnost byla značně sociálně polarizovaná, mezi vládnoucí vrstvou a jejich poddanými byly značné rozdíly. Řekové přejali od Kréťanů lineární písmo B, které podobně jako na Krétě sloužilo k zápisu archaické řečtiny.
Tato civilizace byla postupně zničena ve dvou vlnách na přelomu 13. a 12. století – první tvořily takzvané mořské národy, druhou Dórové a severozápadní Řekové. Ti se zde na rozdíl od prvních nájezdníků již usadili. Nadcházející úpadek řeckých řemesel, umění a obchodu je znám jako temné období.

## Řecko ve starověku

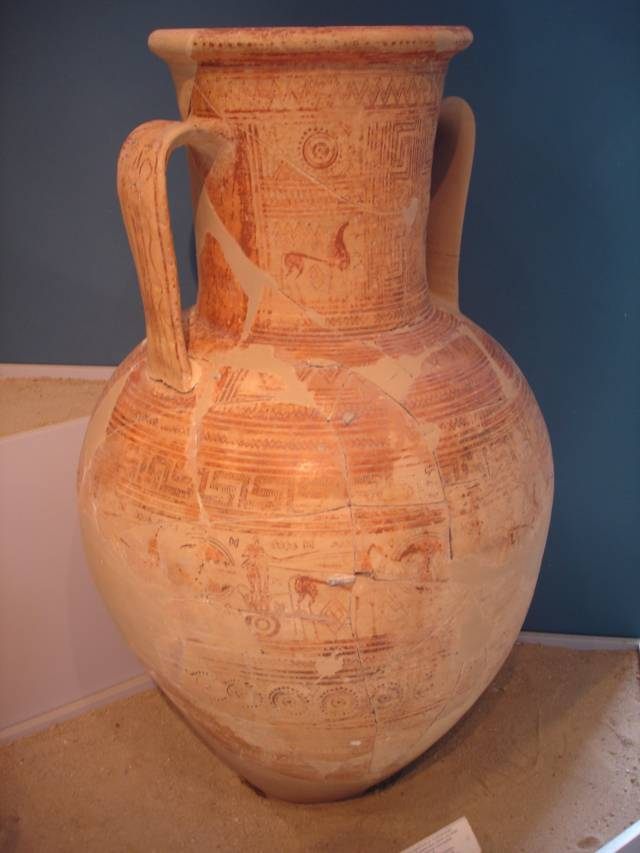
Amfora zdobená geometrickými vzory pocházející z 8. století př. n. l.

### Doba temna
Doba po příchodu Dórů a dalších kmenů je pro úpadek řemesel a obchodu známa jako temné období. Krom špatného hospodářského vývoje zažilo Řecko i velké etnické proměny. Na některých místech se počet obyvatel snížil na desetinu, zároveň některé kmeny začaly osidlovat jiná území. Iónové původně žijící v Attice a Euboii osídlili značné množství ostrovů v Egejském moři, stejně jako západní pobřeží Malé Asie. Dórové se při svém postupu Řeckem usadili na Peloponésu a podobně jako Iónové i na některých egejských ostrovech (Kréta, Rhodos) a v jihozápadní části Malé Asie. Achájové, původní obyvatelé Řecka a tvůrci Mykénské kultury, se udrželi na některých místech Peloponéského ostrova a krom toho i na Kypru.
V kulturní oblasti se přes zkázu Mykénské civilizace udržela jisté kontinuita, která je dobře dokumentována v oblasti keramiky. Na submykénský styl keramiky vyvinutý po zkáze mykénských sídlišť následně navazuje protogeometrický styl, ze kterého se vytváří rychle se šířící geometrický styl dokládající nový rozkvět hrnčířské výroby v 9. století př. n. l. Řecko se tak pomalu vzpamatovávalo z dřívějšího úpadku a jeho obyvatelé navazovali styky s jinými národy, zejména s vyspělou civilizací syrské oblasti. Od Syřanů a Féničanů převzali hláskové písmo a přizpůsobili je pro své potřeby. Tímto způsobem vznikla řecká alfabeta.

### Řecká kolonizace a vývoj antické polis

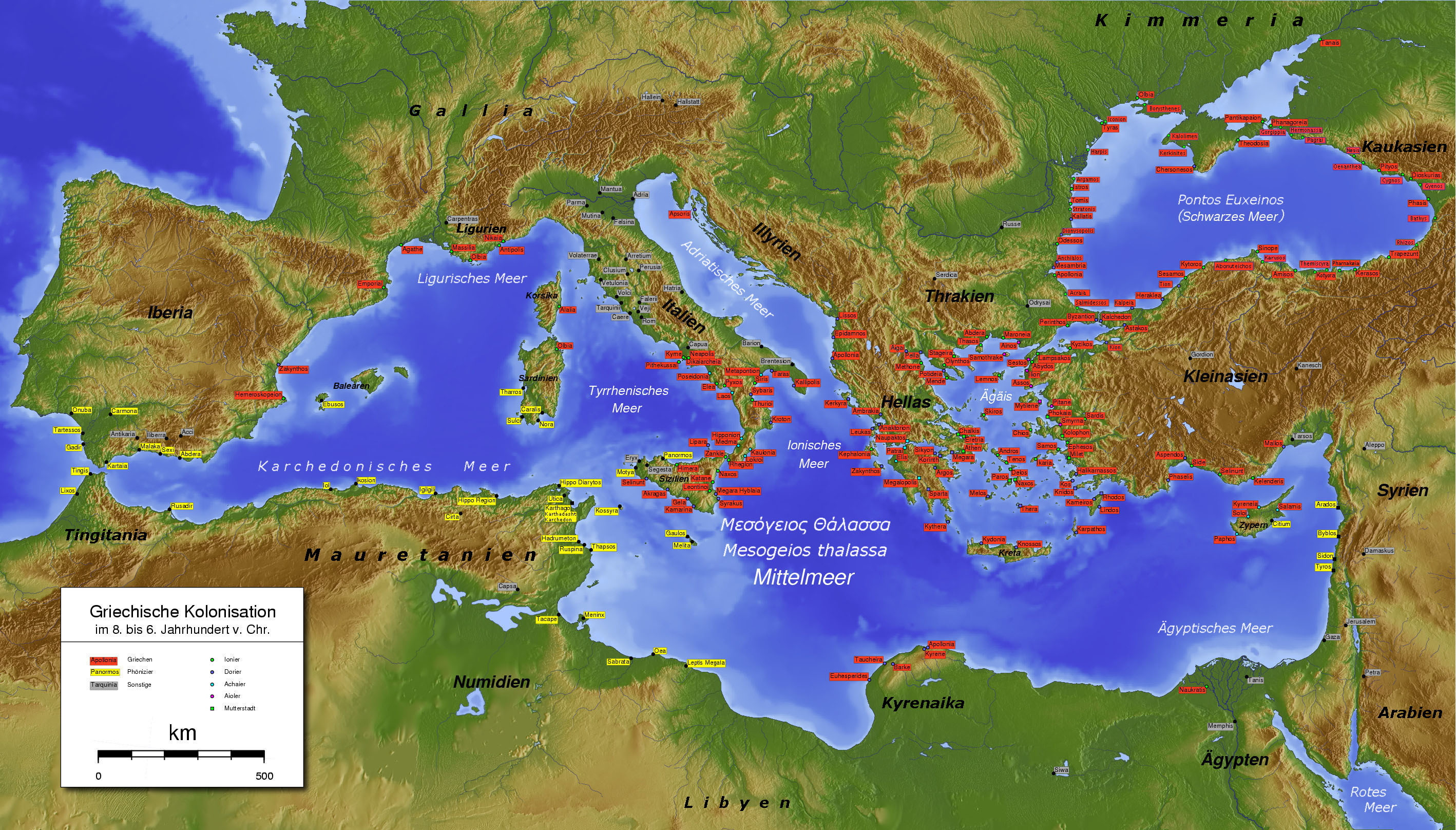
Řecké osady (červeně) během 8. až 6. století př. n. l.

Od 8. do 6. století př. n. l. dochází v Řecku k opětovnému hospodářskému oživení. Řada měst překonává původní kmenové uspořádání společnosti a postupem času se tak vytváří základy systému městského státu neboli polis. Charakteristickým rysem takového státu bylo vlastnění zdejší půdy občany. V období kolonizace mnoho obyvatel pocházejících z řeckých měst zakládalo většinou za podpory svého domovského města (metropole) vlastní osady ve vzdálených oblastech. Cílem této kolonizace bylo zejména pobřeží Černého moře, jižní Itálie a Sicílie, další kolonie se vytvářely také na severu Afriky a na pobřeží dnešní Francie či Španělska.
Ve značné části obcí podílejících se na kolonizaci začalo postupně docházet ke společenským změnám. Moc vládce byla limitována poradními sbory, jehož členy se stávali aristokraté. Zároveň s tím se utvářely funkce státních hodnostářů s vymezenými pravomocemi a délkou spravování úřadu. Sociálních proměn a zejména rozbrojů také někdy využívali příslušníci aristokracie k získání vlády nad obcí, čehož dosahovali zpravidla pomocí ozbrojeného převratu. Tito vládcové s neomezenou mocí (tyranové) se snažili zajistit následnictví i pro své potomky, takže pečovali o hospodářský i kulturní život jejich obce.
Z mnoha státních celků ovlivňovaly historický vývoj dva vlivné městské státy – Athény a Sparta. V Athénách se díky správním reformám Solóna a Kleisthéna postupně utvořil systém demokracie a rozvrstvení obyvatelstva podle majetku. Naopak Sparta udržovala pod svou vládou značné množství nesvobodných rolníků – Heilótů a sami Sparťané tvořili vládnoucí skupinu obdařenou mnoha privilegii.

### Řecko-perské války

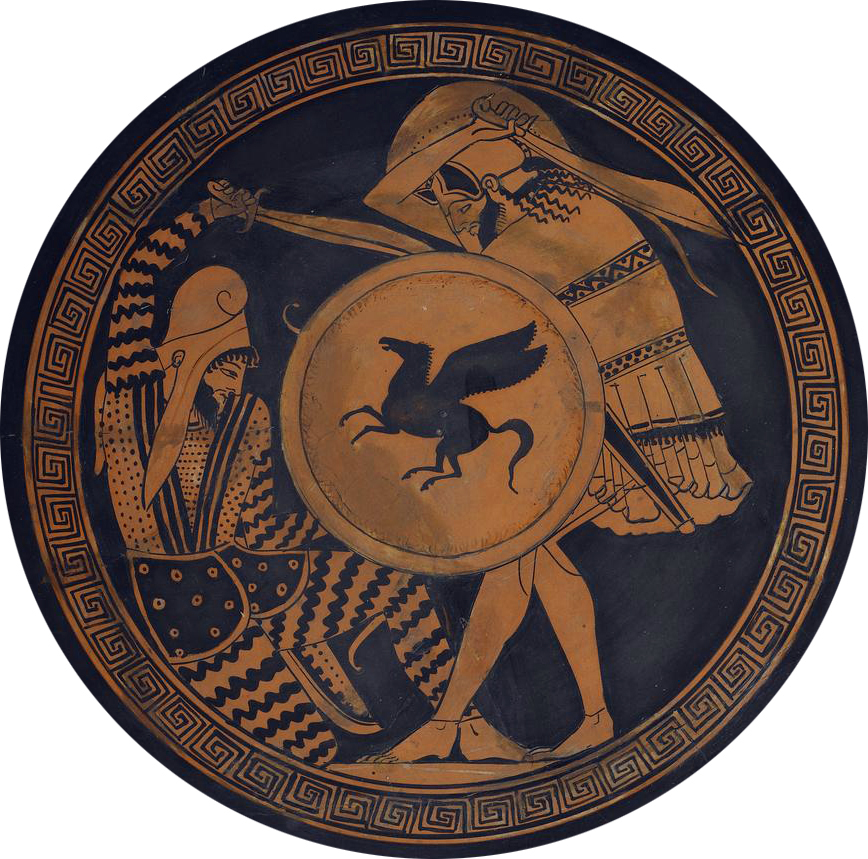
Souboj mezi Řekem a Peršanem

Mapa řecko-perských válek
Perská říše
řecké státy stavící se na odpor Persii
neutrální státy
perští vazalové

V 6. století př. n. l. se řecké osady na maloasijském pobřeží Egejského moře dostaly pod perskou nadvládu. Roku 500 př. n. l. vyhlásil tyran Aristagoras nezávislost na Perské říši a jeho příkladu následovaly další maloasijské obce. Peršané však ohniska povstání postupně zlikvidovali. Perský vládce Dareios I. využil situace a rozhodl se pro trestnou výpravu do Řecka. Roku 490 př. n. l. přistála perská armáda na Euboii a dobyla Eretrii. Obyvatelé města byli prodáni do otroctví. Proti invazní armádě se vydalo vojsko Athéňanů, kteří Peršany v bitvě u Marathónu porazili. Peršané se ještě jednou pokusili zaútočit, tentokrát na Athény, a to s pomocí svého loďstva. Athénská armáda se však stačila vrátit zpět a druhý perský pokus o útok byl opět korunován neúspěchem. Po vítězství u Marathónu neobyčejně vzrostla prestiž Athén. Athéňané si však byli vědomi toho, že případná perská expanze může pokračovat. Z tohoto důvodu začali budovat válečné loďstvo.
Další perský útok nastal o deset let později. Dvěma hlavními organizátory obrany byli Sparťané a Athéňané. Za místo bitvy byl zvolen Thermopylský průsmyk. Obránci odolávali proti mnohonásobné přesile dva dny, dokud část perského vojska neobešla horskými stezkami řecké pozice. Ústup kryl spartský král Leonidás s vojskem ze Sparty, Théb a Thespií – všichni v boji padli. Mezitím probíhala námořní bitva mezi řeckým a perským loďstvem u Artemísia. Po zjištění, že Řekové u Thermopyl prohráli, se řecká flotila stáhla k Salamíně. Zde proběhla další bitva, v níž tentokrát Řekové zvítězili. Peršané utrpěli těžké ztráty a perský král Xerxés I. se stáhl s částí vojska a zbytkem loďstva zpět do Malé Asie. S perským vojskem stále sídlícím v Řecku se Řekové střetli ve vítězné bitvě u Platají, kde s definitivní platností odvrátili perskou hrozbu.

### Peloponéská válka a následné boje o moc

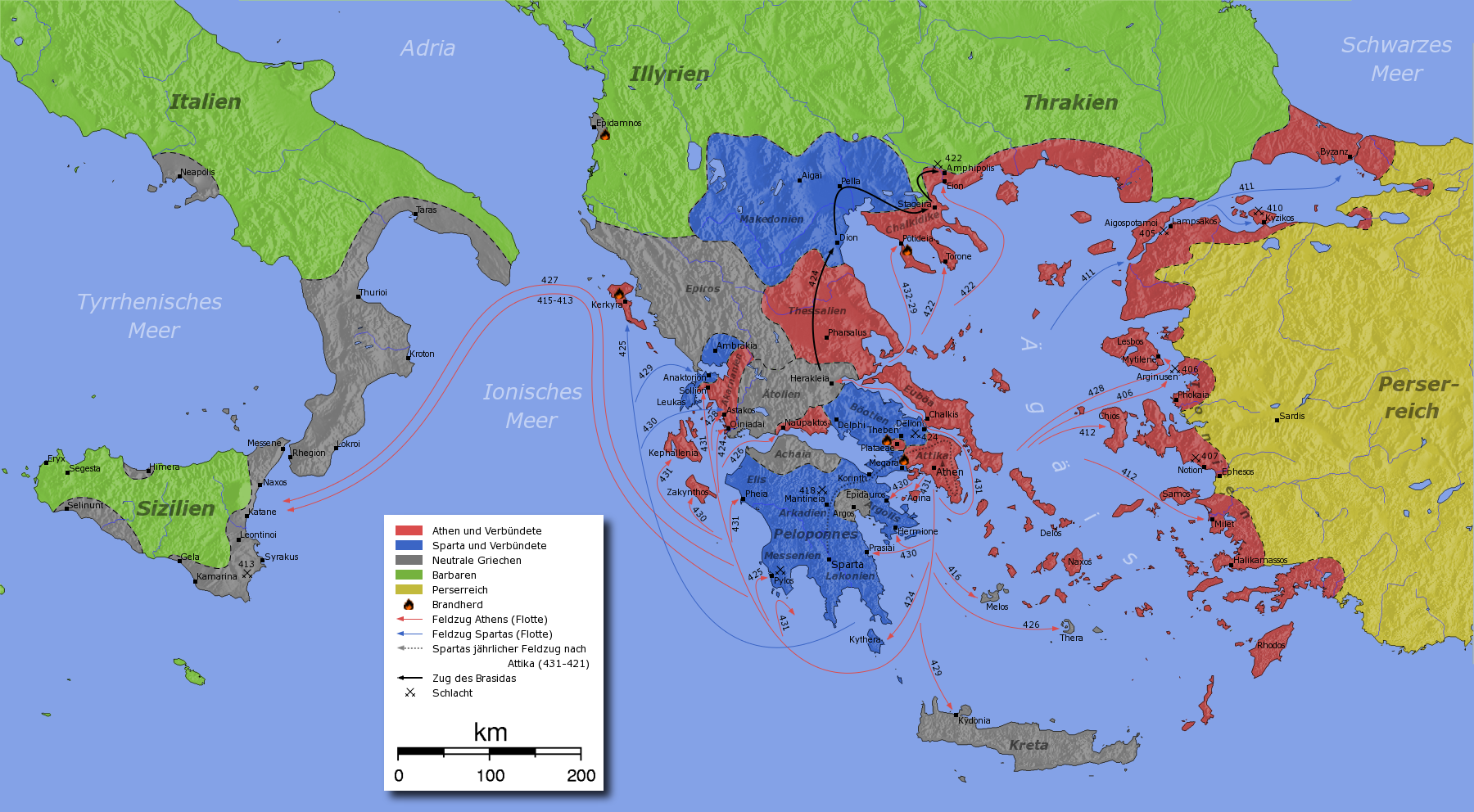
Řecko v období peloponéské války:
Athény a spojenci
Sparta a spojenci
neutrální řecké obce
barbaři
perská říše

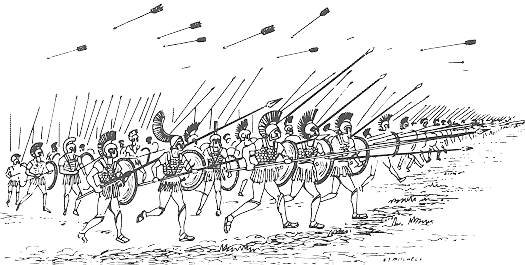
Útok řecké falangy

Po odražení perského útoku vytvořili Athéňané námořní spolek, který měl nadále bojovat s perskou říší. Činnost spolku, kde měli Athéňané hlavní slovo, však vyvolával nevraživost Korintu, spartského spojence. Spolu s tím se i prohlubovaly rozdíly mezi Athénami (vedenými v té době athénským státníkem Periklem) a Spartou, protože v Athénách byly prosazeny demokratické reformy umožňující podíl na vládě většímu množství občanů. Ve 30. letech 5. století př. n. l. se spory vyhrotily a přerostly v ozbrojený konflikt známý jako Peloponéská válka. Prvních několik let podnikali Sparťané útoky na athénské území, takže se část rolnictva musela stáhnout za hradby propojující athénský přístav Pireus se samotným městem. Zde ve stísněných podmínkách pravděpodobně propukla tyfová[nepřesný odkaz] epidemie Po dalších bojích byl se Spartou roku 421 př. n. l. uzavřen mír. Ten ale netrval dlouho. Athéňané se o několik let později pokusili pokořit významného spartského spojence – sicilské město Syrakusy. To se jim však nepodařilo, navíc po připlutí spartské pomoci utrpěli Athéňané u Syrakus roku 413 př. n. l. zdrcující porážku. Za přispění Peršanů, obávajících se sílící athénské moci, spartské loďstvo vyhrálo nad athénskou flotilou v bitvě u Aigospotamoi. Athénský námořní spolek se záhy rozpadl. Samotné Athény kapitulovaly po několikaměsíčním obléhání roku 404 př. n. l. a nezbylo jim, než se podvolit spartské nadvládě.

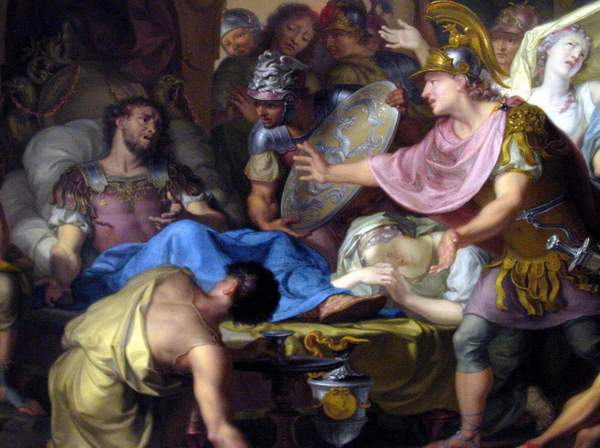
Epameinóndova smrt

Po vítězství začala Sparta dosazovat do dobytých obcí oligarchické vlády většinou čítající deset mužů, na něž dohlížela spartská posádka. V Athénách se chopila moci prospartská vláda třiceti tyranů, jejichž útlaku a pronásledování padlo za oběť přes 1500 obyvatel. Záhy však byli vyhnáni a v Athénách se dočkalo obnovení demokratické zřízení. Přes dosazování oligarchických vlád se Sparťanům svoji hegemonii udržet nepodařilo. Roku 379 př. n. l. proti nim vystoupily Théby, kde došlo k převratu a k moci se dostali demokraté. Athény o rok později obnovily svůj námořní spolek, museli však svým spojencům zaručit autonomii. Théby a Sparta se střetly v bitvě u Leukter, kterou Thébané za pomoci taktiky kosého klínu vyhráli. Po této bitvě se načas staly řeckým hegemonem Théby. O několik let později (362 př. n. l.) však v nerozhodné bitvě u Mantineie ztratily Théby schopného vojevůdce Epameinónda, čímž ztratily své významné postavení. Vzájemné řecké spory umožnily vzestup jinému státu nacházejícímu se částečně na severu Řecka – Makedonii.

### Vzestup Makedonie

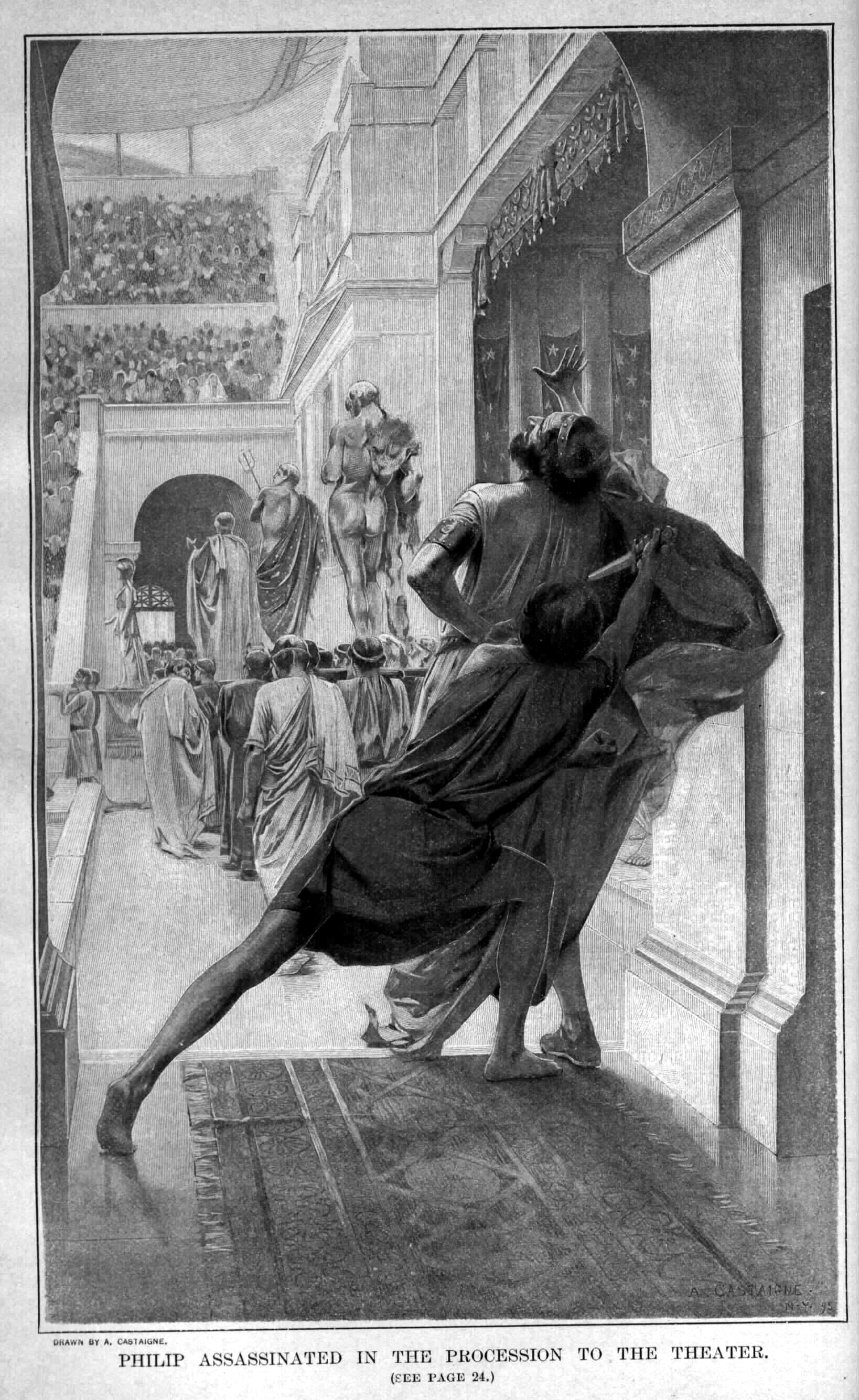
Vražda Filipa Makedonského

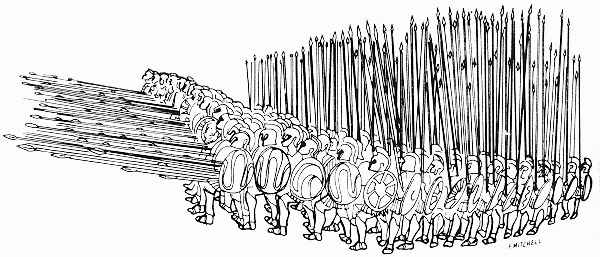
Makedonská falanga

Přes určitou příbuznost tamního obyvatelstva nepokládali Řekové Makedonii ani její obyvatele za součást Řecka. Makedonci byli nuceni během 6. století př. n. l. uznat perskou nadvládu. Během dalšího historického vývoje se však makedonští vládci sblížili s Řeky a využívali rozporů mezi Athénami a Spartou k posílení vlastní pozice. Významného mocenského postavení dosáhla Makedonie za krále Filipa II. Ten reorganizoval makedonskou armádu a zavedl princip takzvané makedonské falangy, obdobu řeckého útvaru, avšak makedonští vojáci byli vybaveni kopími dlouhými 6 metrů (sarrisami) a menšími štíty, což znemožňovalo nepříteli dostat se na bližší vzdálenost. Taková sestava byla za příznivých podmínek neporazitelná. Další novinkou byla těžká jízda chránící obě křídla.
Filip si získal přístup k Egejskému moři a o něco později porazil Athény při ústí řeky Strymon. Roku 356 př. n. l. ovládl Filip jižní Thrákii, kde se nacházely zlaté doly. Později se zapojil i do mocenských bojů v samotném Řecku. Makedonie se stala členem delfská amfiktyonie, což Filipovi umožnilo přímo zasahovat do řeckých záležitostí. Athény se snažili Filipově expanzi čelit vytvořením takzvaného helénského spolku, který sdružoval krom samotných Athén i Korint, Megaru, achajské a eúbojské obce a další řecké městské státy. Obě strany se střetly v bitvě u Chairóneie, jež skončila vítězstvím Makedonie. Poté se v mnoha řeckých obcích dostali k moci promakedonští politikové, přičemž si navíc Filip pojistil svůj vliv v Řecku i usazením makedonských posádek v některých obcích, například v Thébách. Roku 338 př. n. l. nechal Filip ustanovit spolek řeckých států (zvaný korintský), který na jaře dalšího roku vyhlásil válku perské říši. Dobytí tohoto státního celku se však Filip nedožil. V roce 336 př. n. l. byl zavražděn a nástupcem na makedonském trůnu se stal jeho syn – Alexandr.

### Alexandr Makedonský

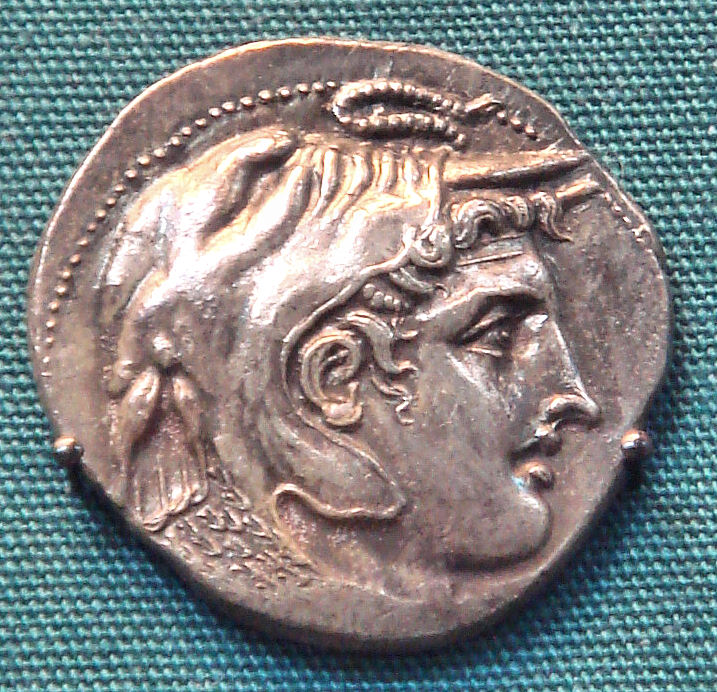
Ptolemaiovská mince s portrétem Alexandra Velikého

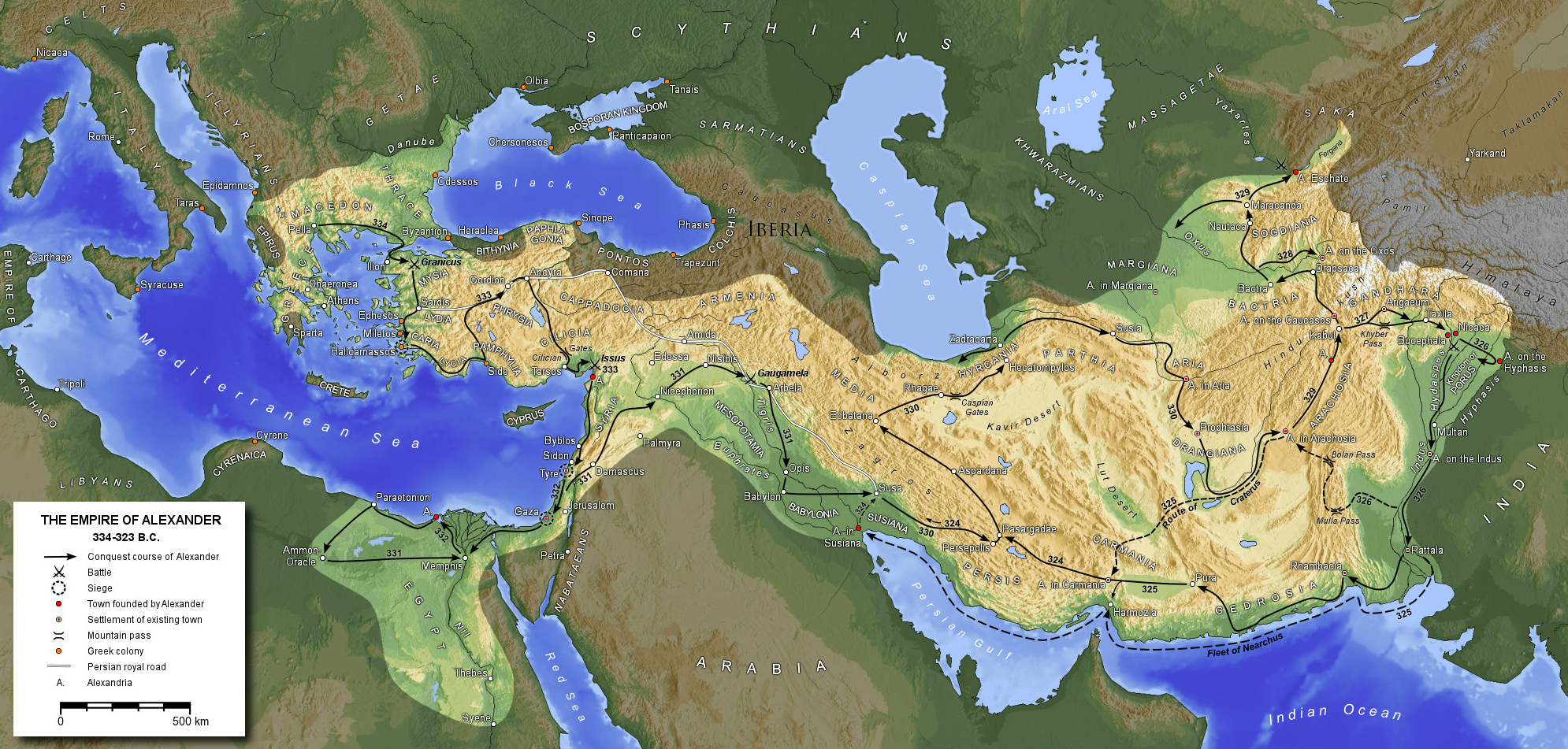
Říše Alexandra Velikého

Po zavraždění Filipa II. se stal králem jeho syn Alexandr, později zvaný Veliký. Nedlouho po jeho nástupu se pozice makedonského státu vybudovaná jeho předchůdci začala rozpadat. V Thébách vypuklo proti makedonské nadvládě povstání a protimakedonské smýšlení se rozšířilo i do dalších řeckých obcí. Alexandr však rázně zakročil, Théby dobyl, nechal prakticky celé město srovnat se zemí a jeho občany prodal do otroctví. Po upevnění svého vlivu v Řecku se vydal roku 334 př. n. l. do Malé Asie s cílem dobýt perskou říši. V bitvě u řeky Gráníkos porazil perskou armádu a rychle získal pod svou kontrolu maloasijské pobřeží Egejského moře. Dále pokračoval se svým vojskem do nitra Malé Asie a příští rok se v makedonské moci ocitly Kilíkie a Kappadokie. Dalším vítězstvím byla pro Makedonce bitva u Issu, ve které perským silám velel sám král Dareios III. Ten však uprchl a Alexandrovi se kromě obrovské kořisti dostala do rukou i část Dareiovy nejbližší rodiny. Roku 332 př. n. l. získal Alexandr Palestinu a bez boje vtáhl do Egypta, vítán jako osvoboditel. Za jeho pobytu začaly práce na novém městě v ústí řeky Nilu – Alexandrie. Rozhodujícím střetnutím se stala bitva u Gaugamél, kde makedonská falanga opět slavila úspěchy. Vítězní Řekové a Makedonci poté vstoupili do Babylónu. Perský král byl na útěku před makedonskou armádou zavražděn. Alexandr dál rozšiřoval území své říše a po dobytí většiny tehdejší Persie se vypravil do údolí Indu. Zde ale již narazil na odpor svých vojáků a byl nucen se vrátit zpět do Babylonu, jenž se měl stát centrem jeho nové říše. Roku 323 př. n. l. však Alexandr uprostřed plánů na další tažení umírá.
(Ukázka z autentické dopisu Alexandra Velikého Makedonského svému učiteli Aristotelu: „Střízlivá pravda je, že naše Makedonie, jakžtakž spojená s Řeckem, byla tehdy od severu stále ohrožována těmi barbary Thráky; mohli by nás napadnout v nevhodné chvíli, jíž by pak Řekové využili k tomu, aby zrušili své smlouvy a odtrhli se od Makedonie. Prostě bylo nutno pokořit Thrákii, aby Makedonie měla krytý bok v případě řecké zrady.“)

### Helénismus a říše diadochů

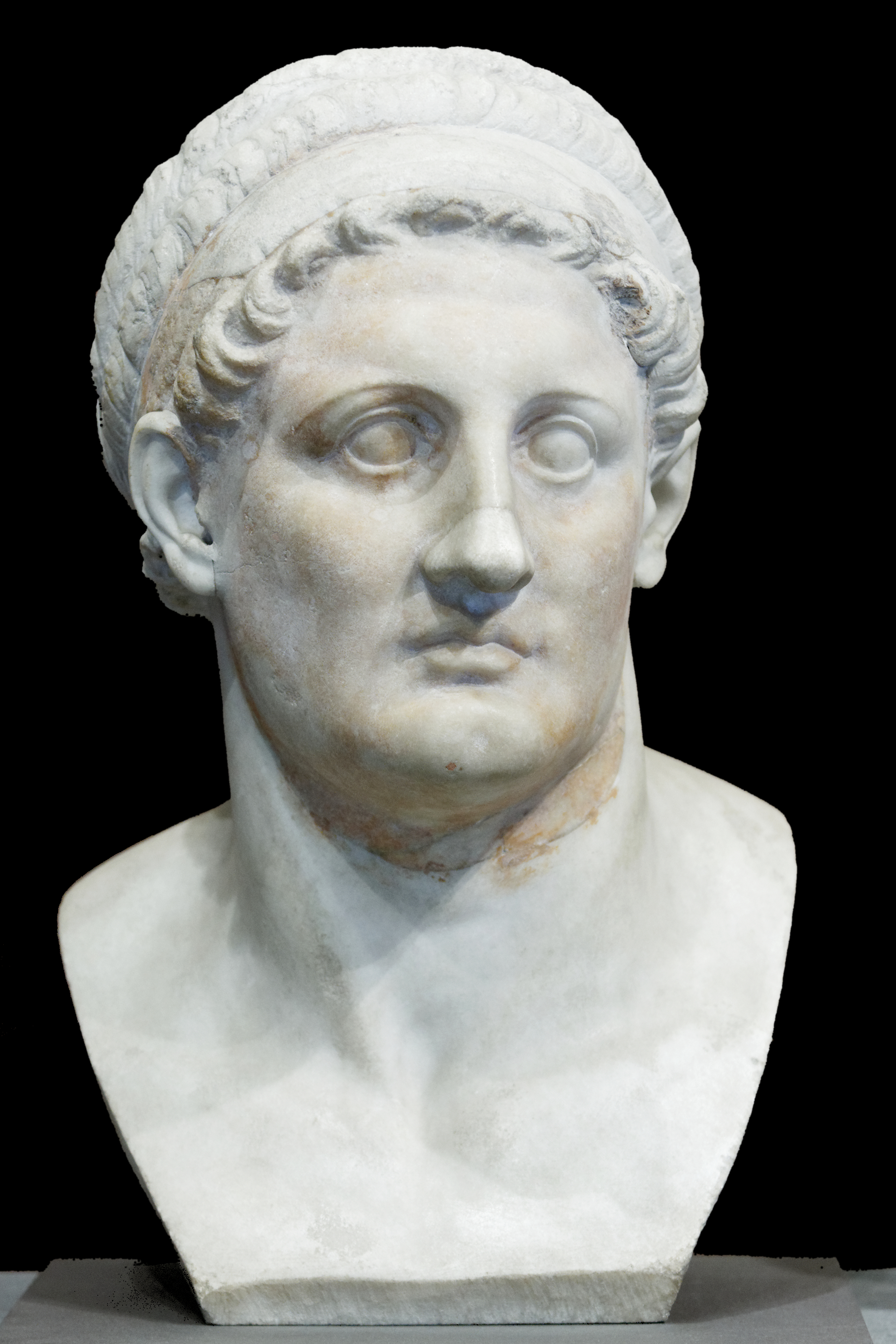
Diadoch a zakladatel ptolemaiovské dynastie v Egyptě – Ptolemaios I. Sótér

Po Alexandrově smrti si říši mezi sebe rozdělili jeho vojevůdci – diadochové. Ptolemaios získal Egypt, Sýrii a Kyrenaiku, Antigonos Makedonii a vliv v Řecku, Seleukos značnou část Přední Asie, Lýsimachos v Thrákii a severozápadní Malé Asii. Mezi diadochy nadále probíhaly boje o moc nejen mezi nimi samými, ale také s řeckými státy a častěji nyní i spolky, například aitólský, působící ve středním Řecku. Na území pod vládou řeckých vladařů, kam se stěhovalo i mnoho Řeků z jejich původní domoviny, docházelo k vzájemnému ovlivňování řecké a orientální kultury a k šíření řeckého jazyka a s tím spojeným přijímáním řecké kultury částí místního obyvatelstva (helenizace).

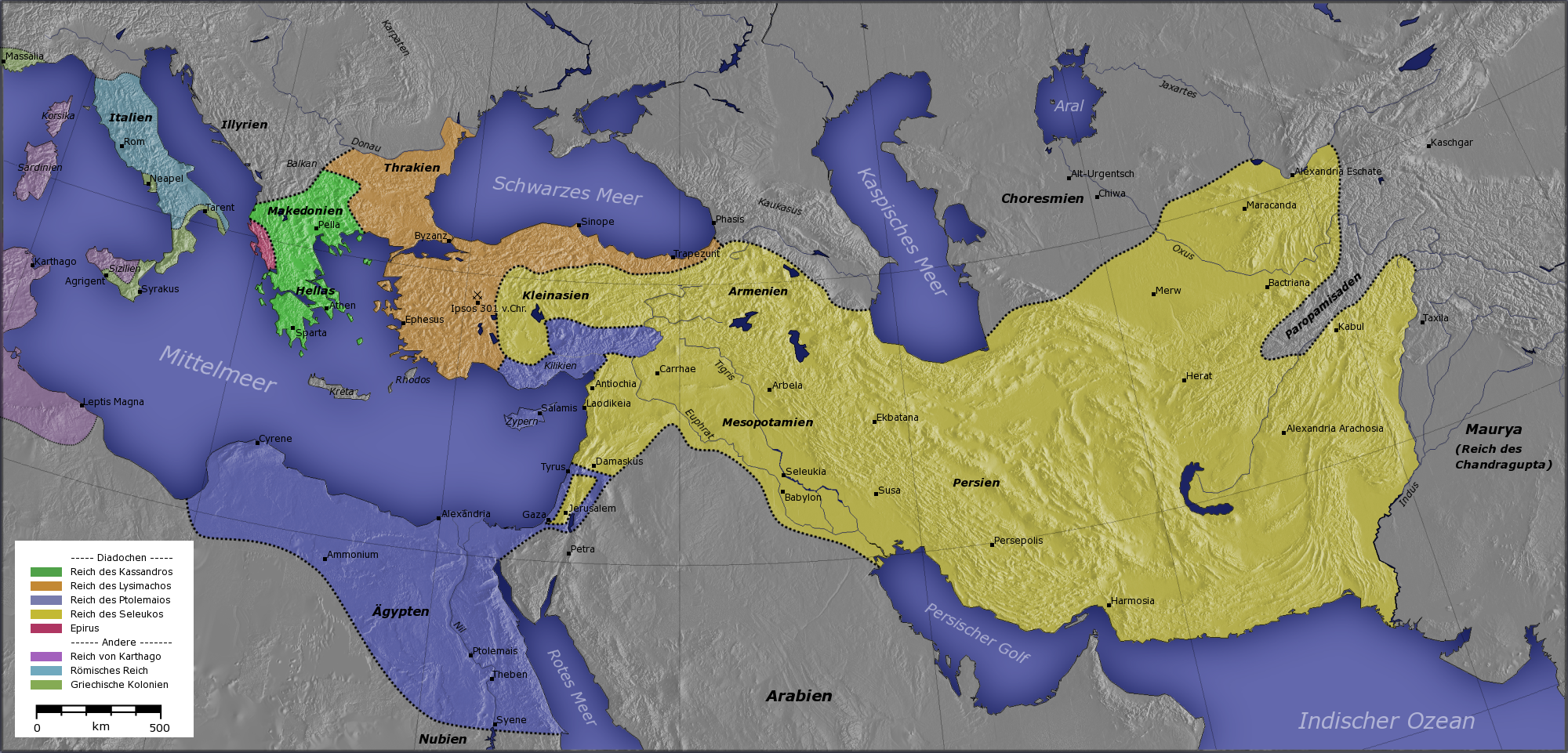
Helénistická království:
Království Ptolemaia Sótéra
Království Kassandra
Království Lýsimacha
Království Seleuka Níkátóra
Epirus
Ostatní státy:
Kartágo
Římská republika
Řecké západní osady

Nejrozsáhlejšímu území vládli Seleukovci. Během dalšího vývoje se ale v říši začaly prosazovat decentralizační tendence, na východě se osamostatnilo řecko-baktrijské království, v Malé Asii zase proti vlivu Seleukovců vystupovali vládci města Pergam. Pozice státu také oslabovala nově vzniklá parthská říše rozkládající se na jihovýchod od Kaspického moře. Poslední část původního území říše, Sýrii, dobyli roku 63 př. n. l. Římané.
V Řecku a Makedonii se k moci dostala dynastie Antigonovců. Vůči řeckým obcím i spolkům se její vládci snažili prosadit svůj politický vliv. Během druhé punské války se ale dostal do konfliktu s římskou republikou, válku prohrál a byl nucen spálit svou flotilu, vzdát se maloasijského území i výbojů v Řecku a zaplatit značné reparace. Roku 196 př. n. l. poté vyhlásil římský velitel Titus Quinctius Flamininus svobodu všech Řeků, avšak Řím si nadále v řecké oblasti udržoval svůj vliv. Následovaly další porážky – roku 168 př. n. l. prohrál makedonský král Perseus proti římskému vojsku v bitvě u Pidny. Římané poté rozdělili makedonské území na několik republik pod svojí kontrolou. Ty roku 148 př. n. l. ovládly úplně a sjednotili je do provincie Macedonia. O dva roky později Římané porazili spojená vojska Achajského svazu a na rozkaz senátu konzul Lucius Mummius srovnal ze zemí Korint. Více než 250 000 Korinťanů bylo prodáno do otroctví. Spolu s tím zmizela i samostatnost řeckých obcí a z Řecka se následně stala další římská provincie – Achaia.
Posledním významným helénistickým státem v oblasti středozemního moře se stal Ptolemaiovský Egypt. Země se pod jejich vládou hospodářsky rozvíjela, docházelo i k rozkvětu kultury. Známým střediskem vzdělanosti se stala zejména Alexandrie. Od počátku 2. století př. n. l. ale došlo k postupnému úpadku a země se dostala pod vliv Říma. Roku 30 př. n. l. se i tato země pod jménem Aegyptus stala součástí římské říše.

### Římská nadvláda

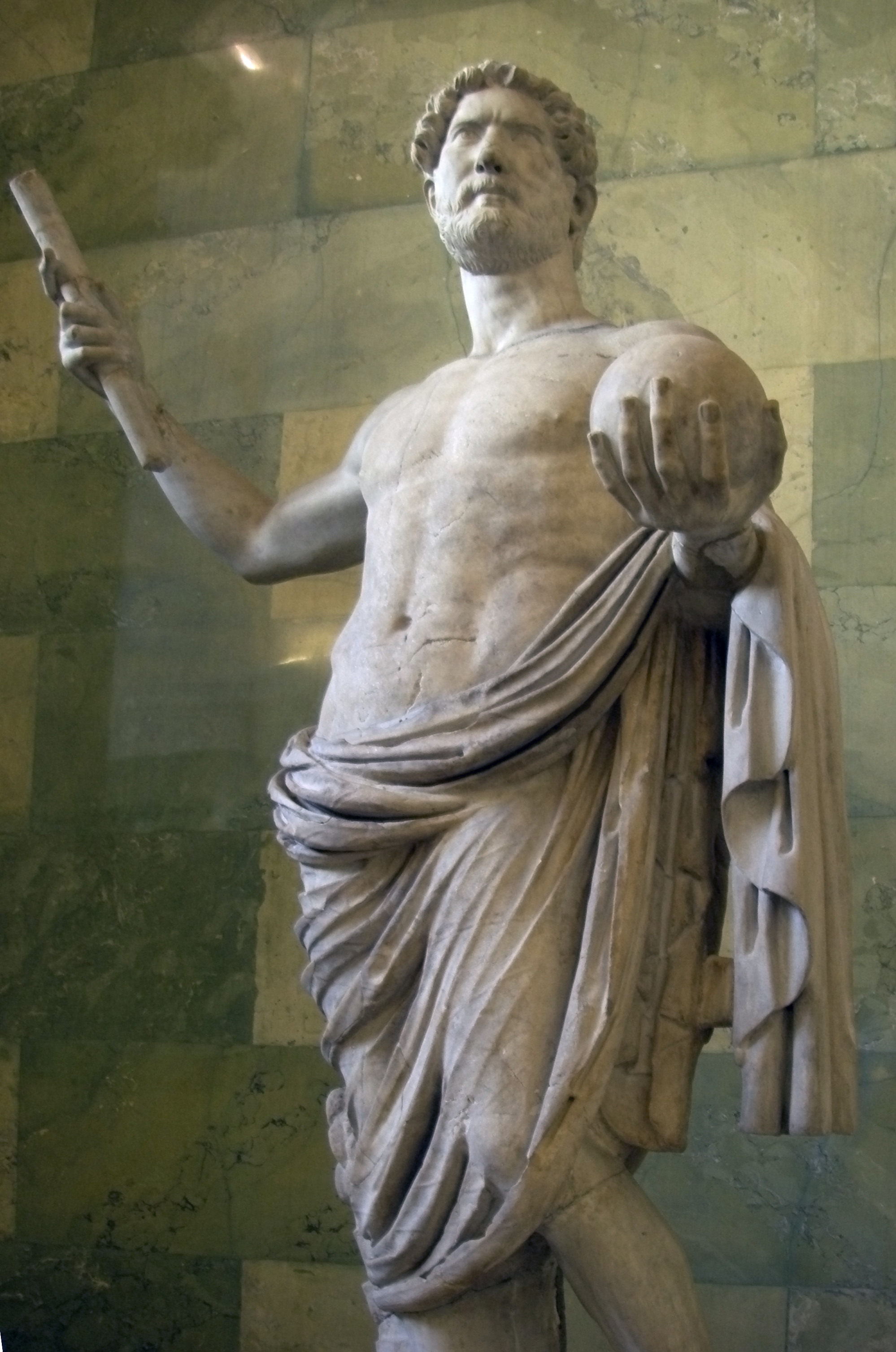
Socha císaře Hadriána

Od roku 146 př. n. l. byla makedonská i řecká území součástí římské říše a její vývoj se dotýkal také Řecka. Na příkaz římského vládce Gaia Iulia Caesara byl znovu založen Korint. Od vlády jeho adoptivního syna Octaviána se tehdejší systém římské vlády nazývá principát. Roku 67 osvobodil císař Nero řecké obyvatelstvo od daní a opět vyhlásil „svobodu“ Řeků. Císař Vespasianus ale o pár let později tyto výsady zrušil a ponechal je pouze řeckým lékařům, gramatikům a rétorům.
Zejména o rozkvět Athén se zasloužil císař Hadrián, který město rozšířil a nechal zde vybudovat množství nových chrámů. S dalším vývojem říše ale, podobně jako v jejích jiných částech, došlo k nárůstu chudého obyvatelstva ve městech, které se dožadovalo levného obilí a zajištění zábavy. Po značnou část 3. století ohrožovaly Řecko nepřátelské vpády nájezdníků dáckého a germánského původu. Úpadek říše zastavil až císař Dioklecián zavedením nového správního systému – dominátu.
Založením nového města Konstantinopole Konstantinem I. Velikým nastává nová epocha v dějinách Řecka – období Byzantské říše.

### Kulturní vývoj starověkého Řecka

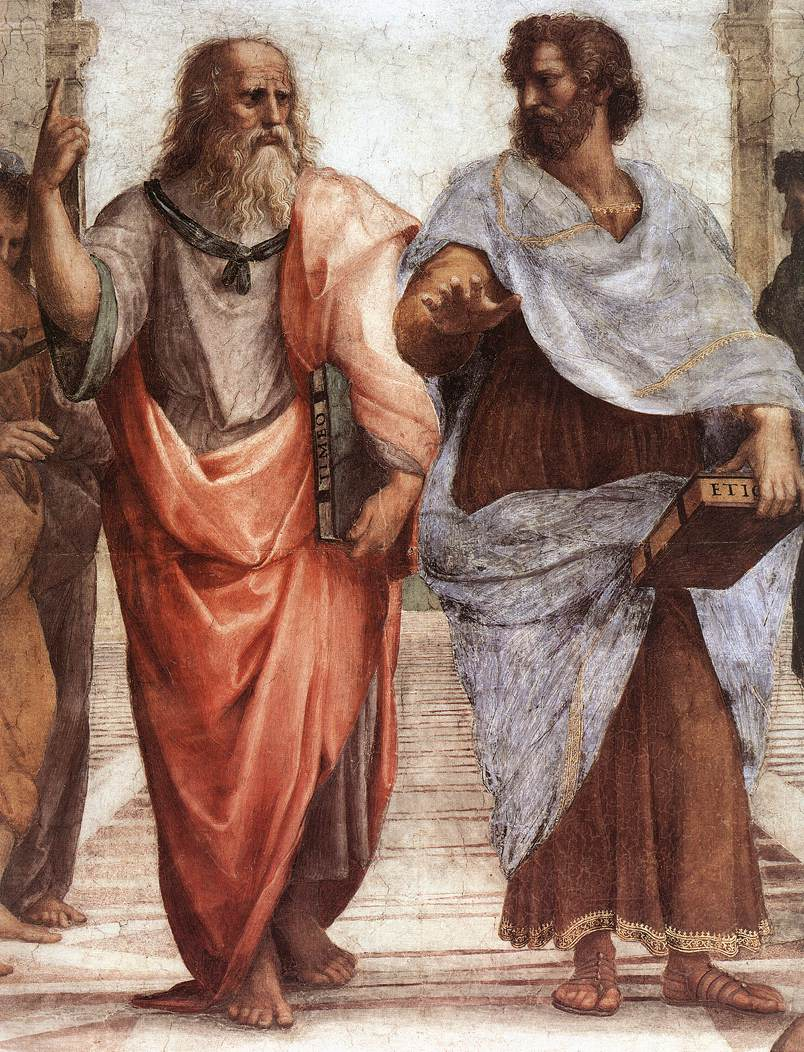
Raffaelova malba Platóna (vlevo) a Aristotela (vpravo)

#### Temné a archaické období
Hospodářský rozkvět Řecka umožnil další vývoj i v umění, architektuře a literatuře. V polovině 8. století př. n. l. dochází k vytvoření dvou eposů Illiady a Odysseie, jejichž autorem je řecký básník Homér. Obě díla měla velký vliv na pozdější evropskou kulturu, pro mnohé umělce se během historie stávala zdrojem inspirací a v době helénské epochy patřila k nejčtenějším literárním dílům.
V tomto období dochází k výstavbě velkého množství chrámů (Samos, Athény, Delfy, Korint a další). Rozvoj malířství je zřejmý v keramice, kde se místo geometrického stylu užívají prvky používané na Předním východě (ptáci, sfingy, lvi). Od 6. století př. n. l. již výtvory označovali umělci svými jmény. Tématem maleb jsou v této době výjevy ze života nejvyšších vrstev. Dochází také k dotvoření řeckého panteonu.
V literatuře se rozvíjí lyrika, během této epochy tvoří básník Alkaios a básnířka Sapfó. Dále se šíří i próza, podobně jako lyrika původně pouze ústním podáním, později v psané podobě. Významným autorem prózy je v této době zejména Ezop. Dalšími význačnými kulturními osobnostmi této doby jsou také Solón, Thalés z Milétu, Pythagoras, Xenofanés a Hérakleitos z Efesu.
Od 8. století př. n. l. se v Řecku pořádají olympijské hry.

#### Klasické období

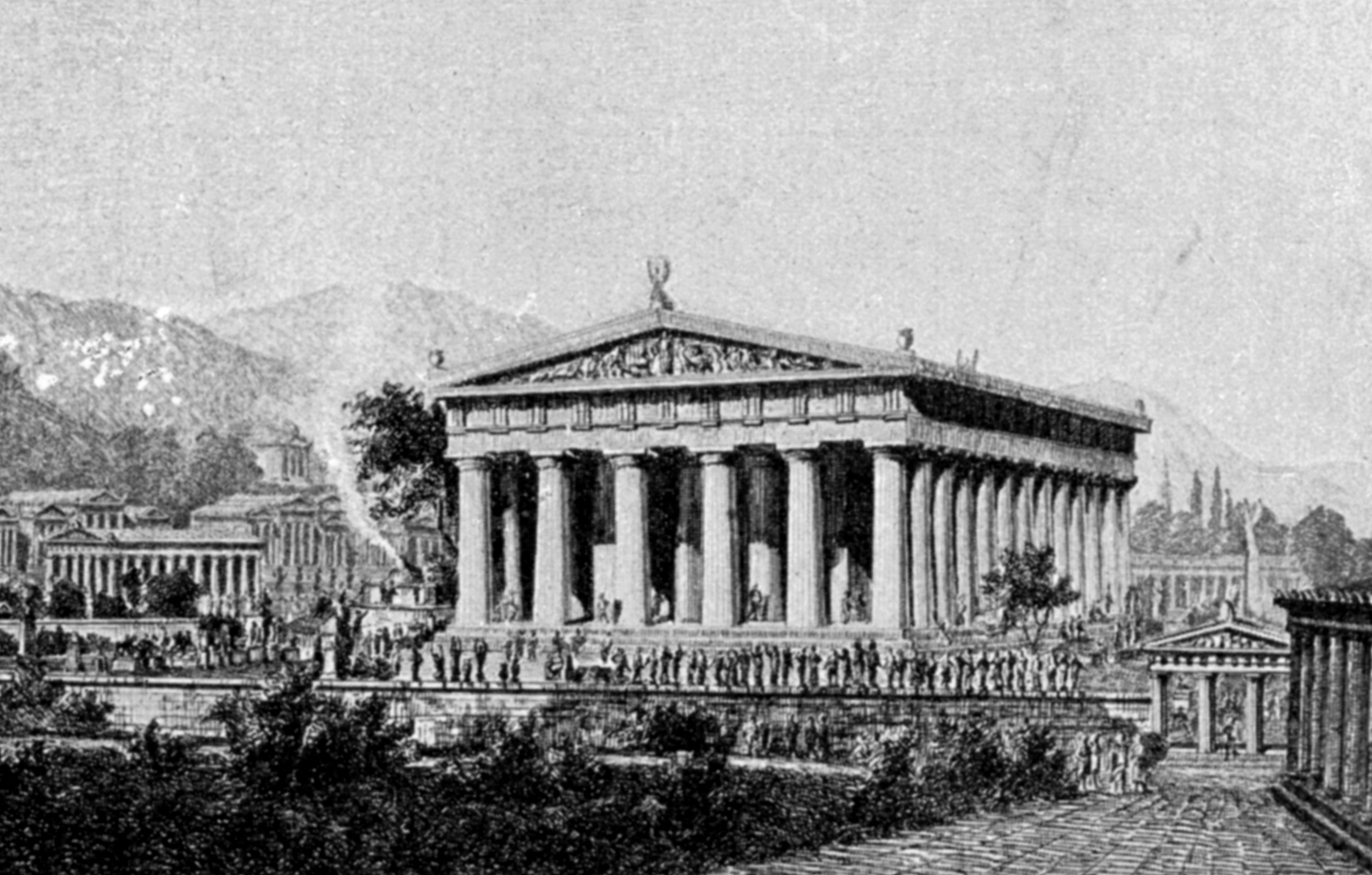
Diův chrám v Olympii

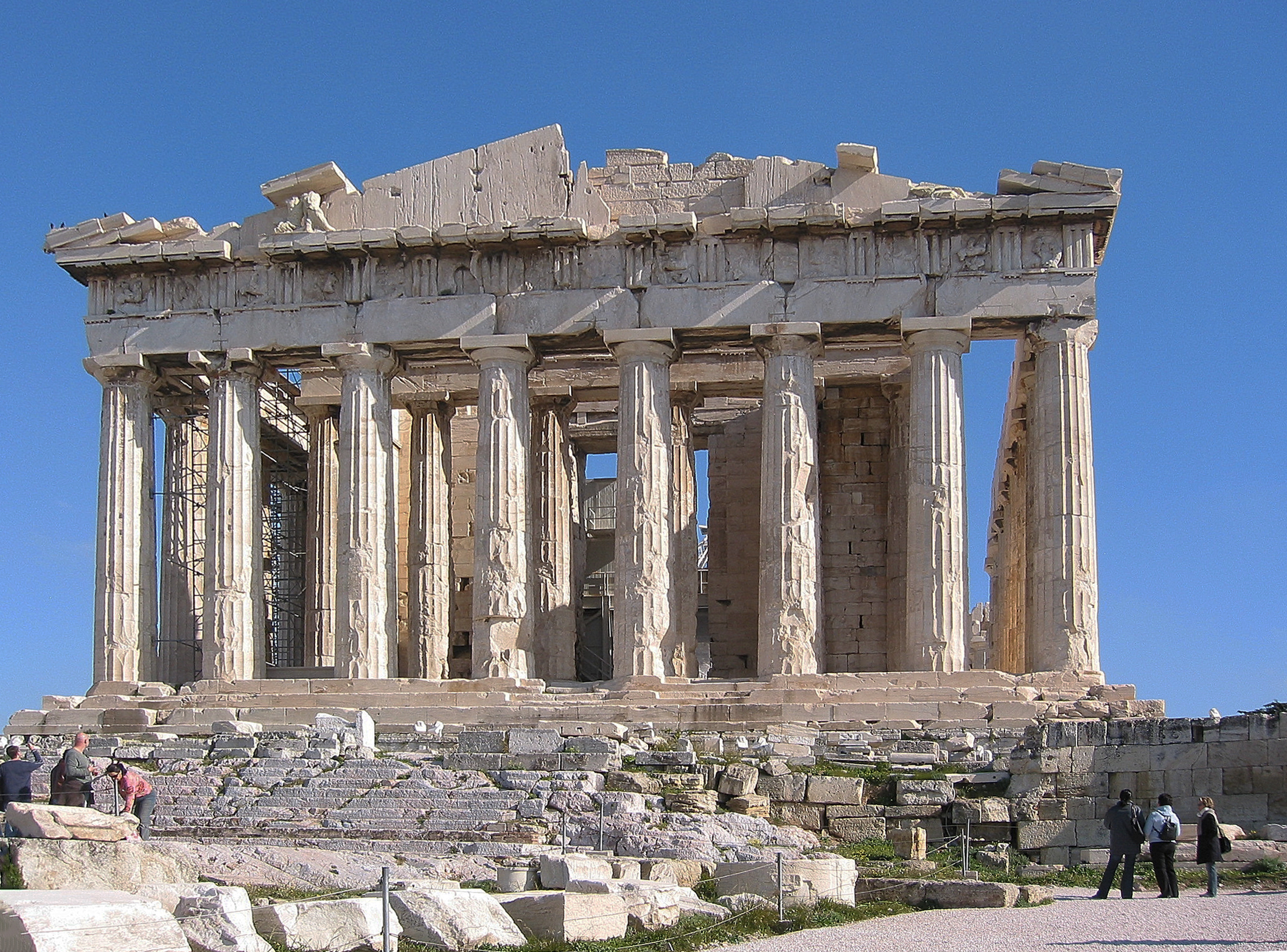
Parthenón

Během klasického období dochází k vytvoření množství vynikajících děl v architektuře, literatuře, umění i v jiných oblastech. Jedněmi z význačnějších památek jsou například Diův chrám v Olympii a athénský Parthenón. Hlavní zásluhu na výzdobě těchto dvou staveb měl sochař Feidiás, jemuž se podařilo vytvořit monumentální sochy Dia a Athény. Mezi další známé stavby patří zejména Artemidin chrám v Efesu a Maussoleion v Halikarnassu.
Ze sborového zpěvu se v 6. století př. n. l. vyvinulo divadlo. S dramatickou tvorbou je spojen Aischylos (tragická trilogie Oresteia), Sofoklés (zavedl princip deus ex machina – překvapivé rozuzlení děje za pomoci božího zásahu; mezi jeho díla patří Král Oidipus a dále Antigona) a Eurípidés (z jeho děl například Médeia, Ífigeneia, Andromaché). Dodnes známým tvůrcem komedií je Aristofanés (hry Jezdci, Oblaka, Mír a další).
Historiografickými díly jsou proslulí Hérodotos z Halikarnassu a Thúkydidés, který se ve svých dílech snažil i o vylíčení příčin a význam událostí. Dalším známým historikem je Xenofón, autor Anabasis a O Kýrově výchově. Rozvíjelo se i řečnictví (rétorika) – mezi nejproslulejší řečníky patří Démosthenés, odpůrce krále Filipa Makedonského.
V lékařství dochází k vývoji především v souvislosti s Hippokratem z Kóu. Odmítl vliv nadpřirozených sil a snažil se vyléčit pacienta na základě pozorování příznaků a prostředí, v němž jeho pacient žil. S jeho jménem je spjatá i přísaha o péči podle svého nejlepšího svědomí a o odmítnutí čehokoliv, co by mohlo pacientovi uškodit.
Velkého rozkvětu dosáhla v klasickém období filozofie. Krom sofistů (učitelů moudrosti) jsou známi zejména Sókratés, Platón a také Aristotelés, který svými pracemi utvořil základy logiky. Mimoto se zabýval i fyzikou, zoologií či etikou.

#### Helénistické a římské období

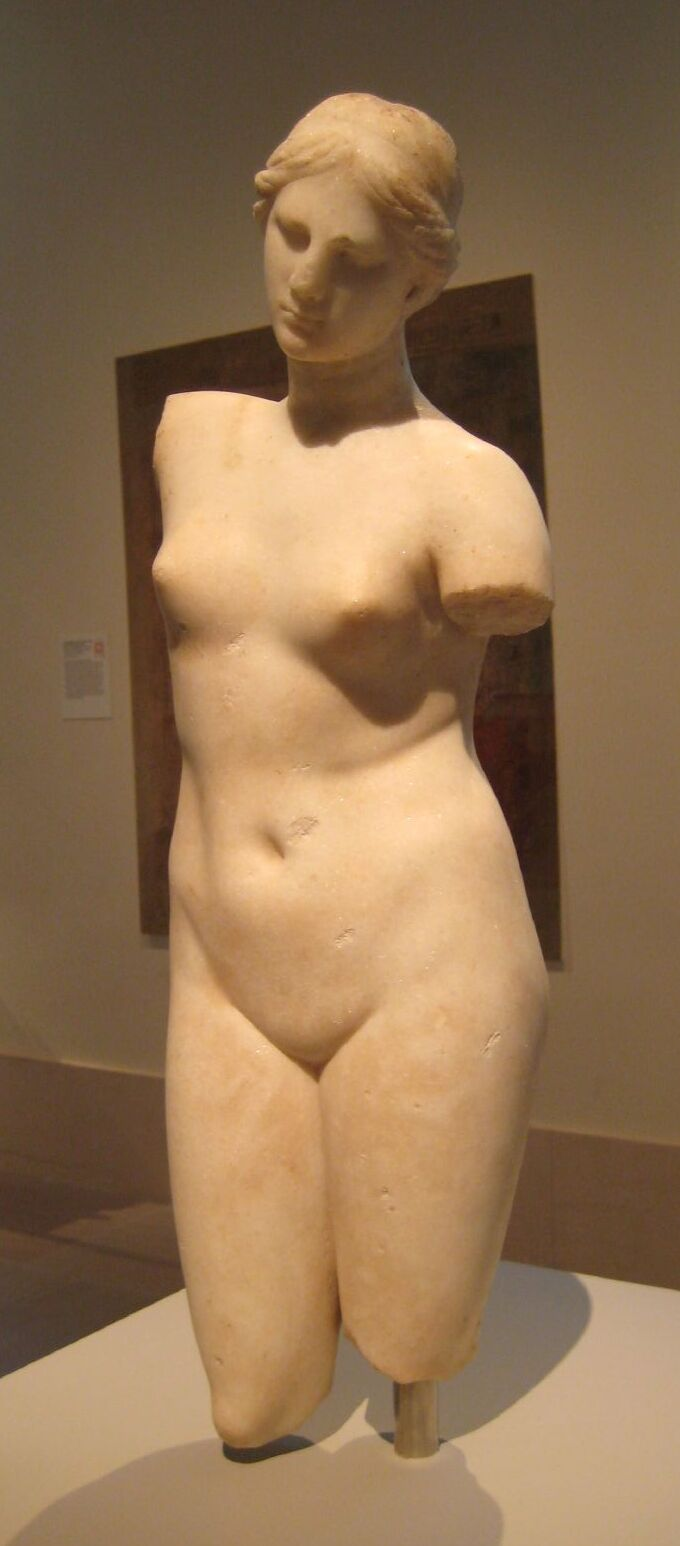
Socha bohyně Afrodité, 2. století př. n. l.

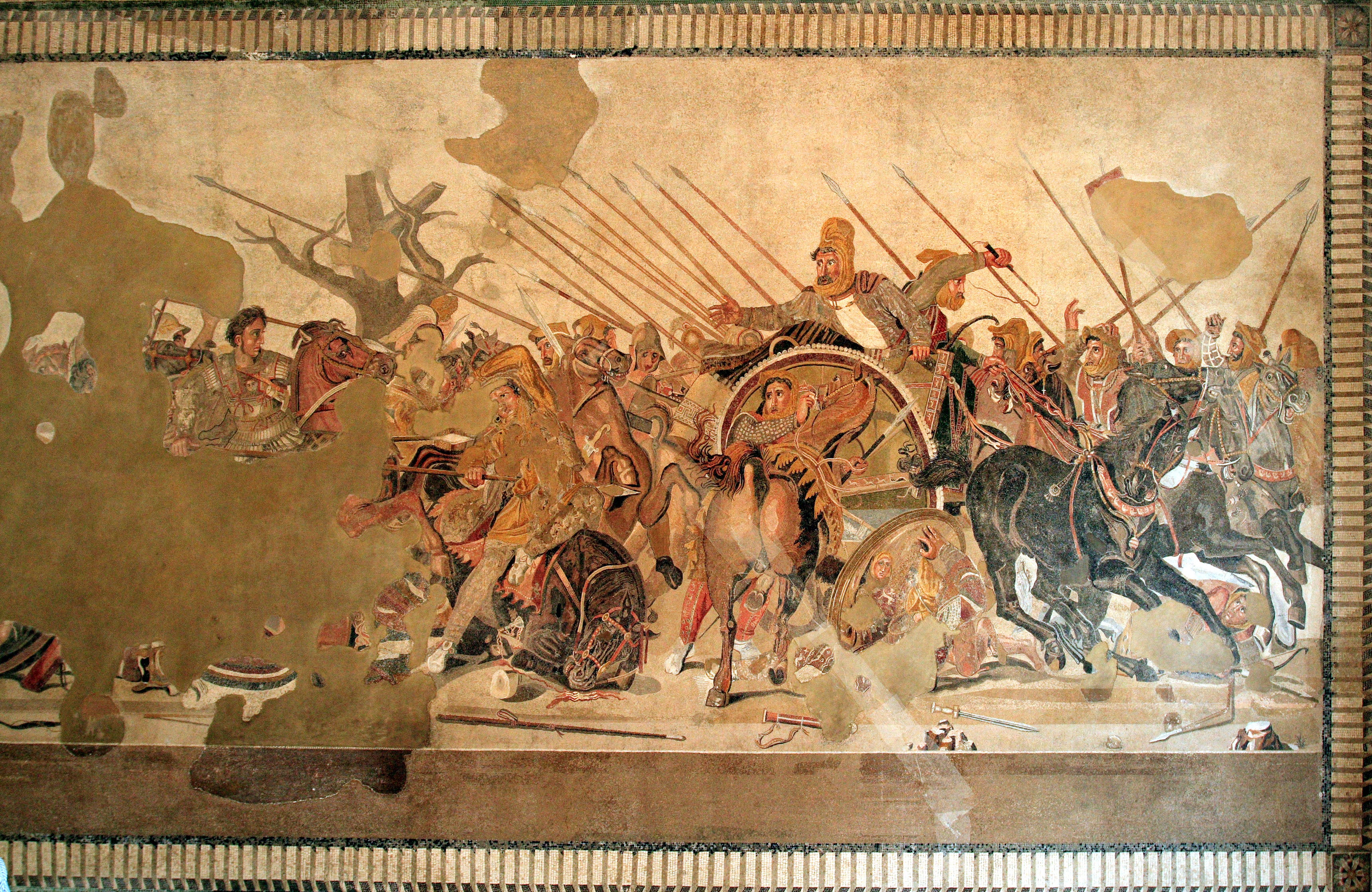
Alexandr Makedonský (vlevo) a perský král Dareios III. v bitvě u Issu

V helénistickém období, kdy se navzájem ovlivňovala řecká a orientální kultura, nadále docházelo k vývoji v mnoha uměleckých oborech. Například v sochařství se projevuje značný realismus až naturalismus, v literatuře vzniká nový literární žánr – román. V malířství se objevují scény ze života i mytologie. Další rozvoj nastává i ve vědách, básnické tvorbě a filozofii. Vlivem větší interakce s orientem přejímají Řekové některá nová božstva z východních zemí (Egypt, Sýrie a další). V letech římské nadvlády řečtina nadále i přes sílící vliv latiny byla nadále lingua franca (řeč používaná při jednáních mezi osobami různého původu a jazyka). Římští císaři doplňovali své výnosy řeckým překladem.
Významnými kulturními centry se stávala sídelní města helénistických vládců, kteří se je snažili kulturně povznést. Byly stavěny paláce, chrámy, knihovny a kromě jiných i divadla. Z helénistických středisek je známá zejména egyptská Alexandrie, v níž byla vybudována rozsáhlá knihovna v rámci vědeckého ústavu Músaion. Dalším známým střediskem kultury je ostrov Rhodos (zde byl také vybudován jeden ze sedmi divů světa Rhodský kolos).
V době římské se literatura zaměřovala zejména na historii a geografii. Dále byl oblíbený milostný nebo dobrodružný román. Ve filozofii se vyvíjí nový směr hlásící se k Platónovu učení, novoplatonismus. Během prvních století se začíná v římské říši šířit křesťanství. Významným počinem v rámci řecké i křesťanské kultury je řecky psaný Nový zákon vznikající zhruba od 70 let 1. století.

## Byzantská říše

### Východořímská říše

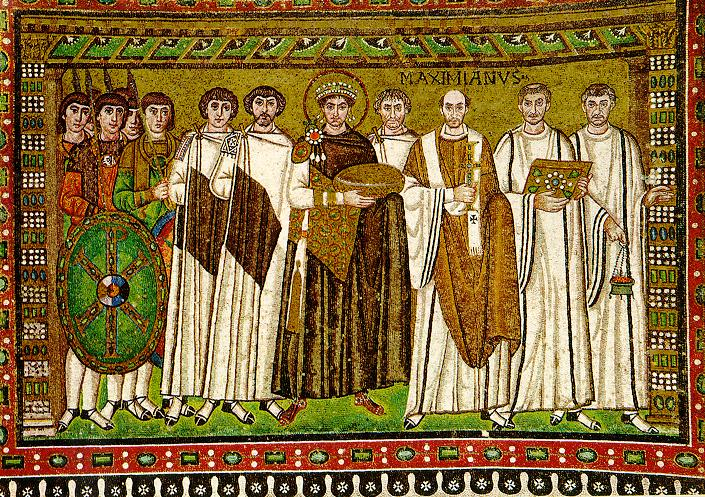
Císař Justinián I. se svým dvorem

Roku 330 přenesl římský císař Konstantin I. Veliký své sídlo do nově založeného města na Bosporu – Konstantinopole. Toto město mělo zásadní strategický význam, umožňovalo lepší správu celé říše a kontrolovalo některé důležité obchodní cesty. Během následujících desítek let se v římské říši postupně upevňovalo Konstantinem zavedené křesťanství, které posléze triumfovalo za vlády Theodosia I., kdy bylo učiněno státním náboženstvím. Theodosius byl poslední císař, v jehož rukou spočívala vláda nad celou říší. Poté bylo císařství rozděleno na dvě části mezi Theodosiova syna Arcadia a Honoria. Arcadiova východní část se posléze ukázala jako životaschopnější, navíc nebyla tolik zasažena hospodářskou recesí a germánské kmeny mohly na území Byzance pronikat pouze na Balkáně.
Největší územního a mocenského rozsahu dosáhla Východořímská říše za vlády Justiniána I. v letech 527 až 565. Justiniánovi generálové Belisar a Narses dobyli pro říši některá západní území. Císař musel čelit během období své vlády zejména povstání Níká, při kterém zahynulo v Konstantinopoli přes 30 000 lidí, a bojům se sásánovskou Persií, která vážně ohrožovala postavení Východořímské říše v jejích východních provinciích. Po Justiniánově smrti ovšem říše opět o některé části zase přišla – do Itálie pronikli Langobardi a zmocnili se převážné části Apeninského poloostrova. Byla ztracena také území v jižní části Španělska.
Vrcholem krize impéria se stalo období od vlády uzurpátora Foky (602 až 610), během které říše přišla o Sýrii, Palestinu a Egypt. Navíc provincie na Balkáně byly zasaženy přílivem slovanských kmenů postupně se usazujících na byzantském území. V této pohnuté době svrhl Foku Herakleios, správce byzantské provincie severní Afriky s titulem exarchy. Herakleiovi se podařilo zvrátit průběh války se Sásánovci a znovu dobýt ztracená území. Tamější obyvatelé však nebyli zejména díky heretické víře nadvládě Východořímské říše příliš nakloněni, což se ukázalo o několik let později při bojích s novým nepřítelem – Araby.

### Mocenský úpadek a vnitropolitická krize

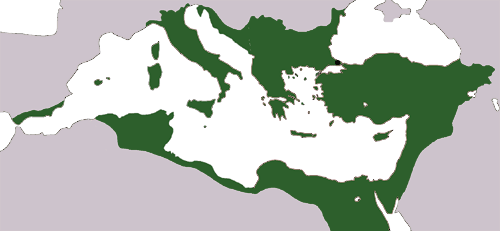
Byzantská říše po znovuzískání západních provincií za Justiniána I. (527–565)

V 7. století se vytvořilo nové monoteistické náboženství zvané Islám. Jeho prorok, Mohamed, sjednotil pod svou vládou většinu Arabského poloostrova. Za Mohamedových nástupců, chalífů, začala razantní expanze do sousedních zemí – Byzance a Persie. Zatímco Sasánovská říše byla během několika let zcela dobyta vojsky arabského chalífátu, Byzanc dokázala uhájit proti Slovanům a Arabům alespoň některé části svého území. Těmi byly Malá Asie, jih Peloponésu, okolí Soluně a území Thrákie, dále pak některé ostrovy ve Středozemním moři.

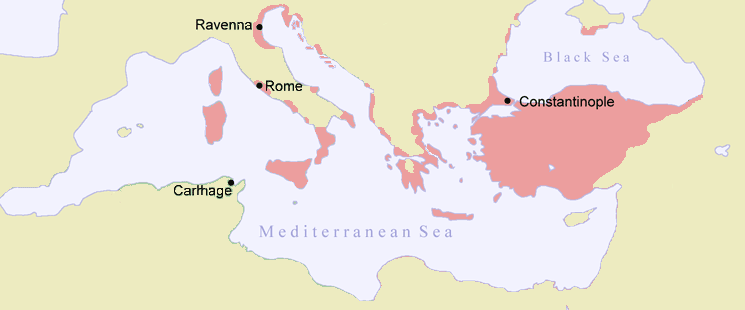
Byzantská říše po ztrátách území ve prospěch Langobardů, Slovanů a Arabů roku 717.

Vnější ohrožení vedlo k militarizaci správy a k formaci nového správního systému zvaného themata. V thematech se soustředila administrativa i vojsko do rukou jednoho správce – stratéga. V každém thematu byli usazeni vojáci, kteří zde obdělávali půdu a měli povinnost bránit zemi v případě ohrožení cizími vojsky. Proměňovala se také byzantská města. Krom několika výjimek se zredukovala na menší opevněná sídla (zvaná castra) umožňující ochranu v případě nepřátelských kořistnických nájezdů, které se na konci 7. a během 8. století často opakovaly. Spolu s arabskou expanzí došlo i k většímu prosazení řečtiny na úkor latiny, která nakonec byla v 7. století vytlačena.
Pravděpodobně snaha o konsolidaci říše a kontakt s Araby a Židy, kteří uctívání ikon neprovozovali, dalo vzniknout teologickým sporům o to, do jaké míry uctívat čí vzdávat chválu ikonám, tedy obrazům světců. Pozice obou stran (obrazoborců neboli ikonoklastů, jenž proti obrazům vystupovali, a ikonodulů, kteří naopak ikony uctívali) se měnily podle toho, jaký císař preferoval to které učení. Celý problém se vyřešil v době vlády Amorejské dynastie, kdy se natrvalo upevnil v pravoslavné církvi zvyk uctívání ikon. Spor měl však i důsledky zahraničněpolitické – západní klérus se nepřiklonil ani na jednu stranu a vnímal ikony pouze jako pedagogickou pomůcku pro tehdy nevzdělané západní obyvatelstvo. Neschopnost ochránit papeže proti Langobardům vedla kurii ke spojenectví s franskými majordomy a posléze s králi. Důsledkem tohoto spojenectví byl Karel Veliký korunován roku 800 na římského císaře, čímž došlo k popření byzantského nároku na světovládu. Aby se Karel s Byzantskou říší usmířil, daroval císařům město Benátky s okolím. Výměnou za to mu byl přiznán titul basileos (na rozdíl od byzantských císařů, kteří měli titul basileos tón Rhómaión, tedy císař Římanů).
Od 8. století se přes předchozí porážky Byzanc hospodářsky zotavuje a za vlády Makedonské dynastie dochází k získání dříve ztracených území.

### Obnovení byzantských pozic a úpadek v 11. století

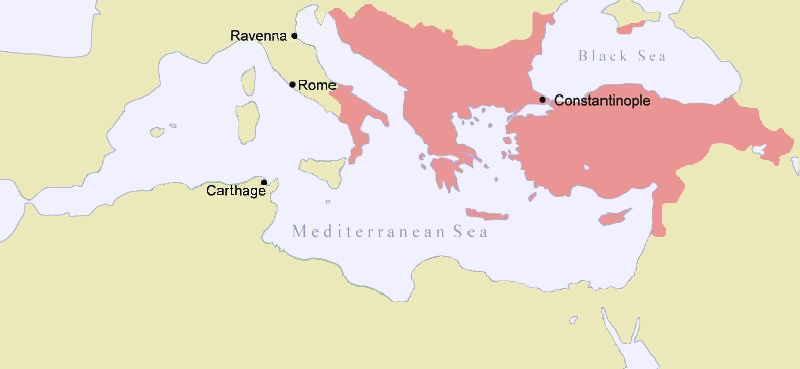
Byzantská říše v polovině 11. století

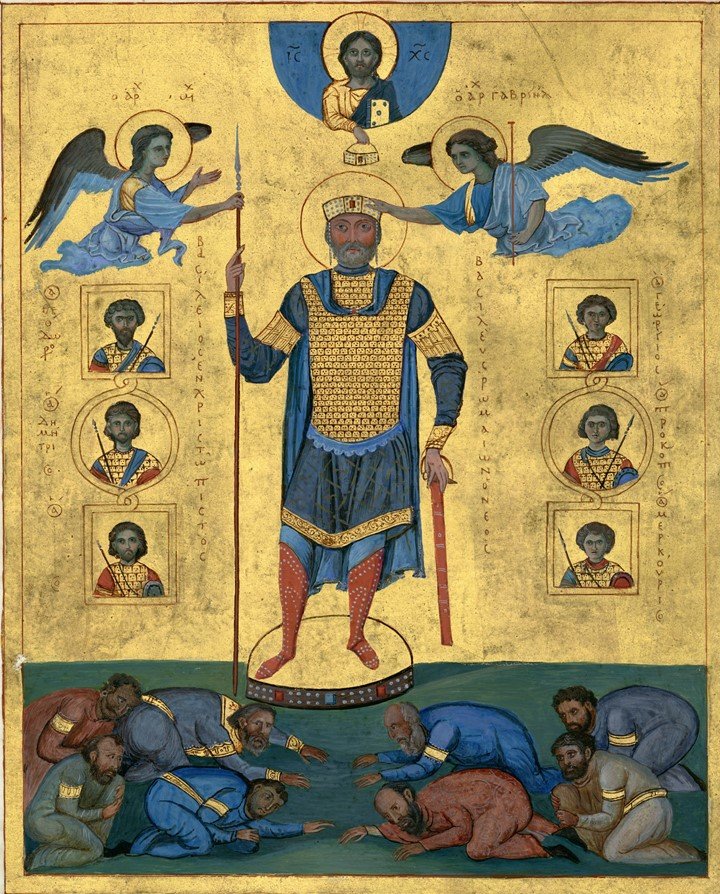
Basileios II. Bulgaroktonos

Za vlády Makedonské dynastie (867–1056) došlo k novému kulturnímu, hospodářskému i mocenskému rozmachu Byzantské říše. Říše přešla do ofenzívy, na východě byla během 10. a 11. století postupně dobyta Arménie a severní Mezopotámie. To bylo umožněno zejména díky rozkladu moci v islámské říši, chalífátu. Po původní dynastii Umajjovců zde nastoupil rod Abbásovců. Od 10. století moc centrální správy upadala a chalífát se postupem času rozpadl na řadu menších států. To umožnilo Byzanci nový postup také do Sýrie, kde byla dobyta Antiochie, sídlo jednoho z křesťanských patriarchů. Podobný vývoj nastal i na Balkánském poloostrově. Zde se již v 7. století vytvořil stát, který po dlouhou dobu zápasil s Byzancí o dominantní postavení – bulharská říše. Přes značný mocenský a hospodářský rozkvět byla první bulharská říše roku 1018 znovu připojena k Byzantské říši. Říše dále rozšiřovala svůj vliv také pomocí misií, a to zejména v jihovýchodní a východní Evropě.
Byzanc posílila svou pozici i ve Středomoří. Byzantské loďstvo mající v arzenálu výkonnou zbraň zvanou řecký oheň umožnilo získat císařům kontrolu nad některými dříve ztracenými ostrovy, zejména Krétou a Kyprem. Znovu získat taktéž ztracenou Sicílii a vyvrátit Sicilský emirát se však nepodařilo.

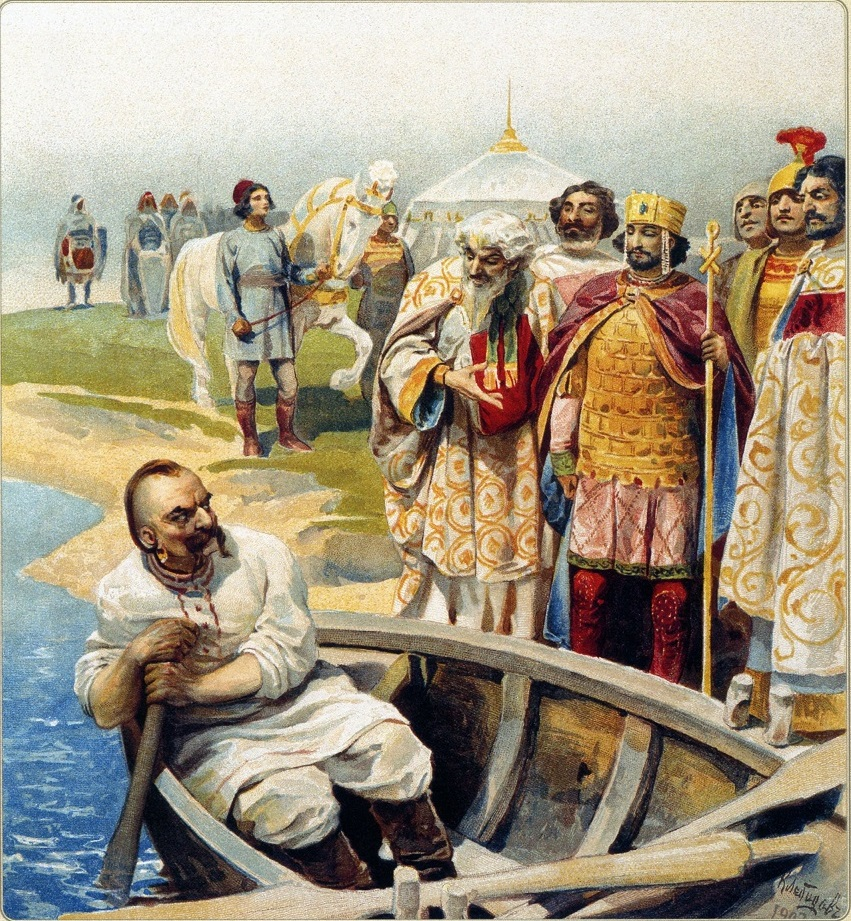
Císař Jan I. Tzimiskes se setkává s ruským knížetem Svjatoslavem

Již od 8. století začala narůstat rivalita mezi papežským stolcem a konstantinopolským patriarchou, mimo to se stále více vzdalovaly řecká a latinská církev, což někdy vedlo ke vzájemným nepochopením a spolu s tím vznikajícím konfliktům. Celý tento vývoj byl dovršen roku 1054, kdy došlo k takzvanému Velkému schizma a k definitivní odluce obou církví. Přes pozdější snahu již nikdy nedošlo k obnovení církevní jednoty a přestože později byla oficiálně uzavřena v 15. století mezi oběma církvemi Florentská unie, většina byzantské populace jí nikdy nepřijala.
Díky schopným císařům, jako byli Nikeforos II. Fokas, Jan I. Tzimiskes a Basileios II. Bulgaroktonos, se podařilo obnovit velmocenské postavení Byzance. Po smrti Basileia II. však dochází k postupnému úpadku a k růstu moci byzantské aristokracie, která posilovala svůj vliv a bohatství získáváním pozemkového majetku a zastáváním významných funkcí na úkor příslušníků byzantského byrokratického aparátu. Thémní uspořádání taktéž zanikalo, protože útočné války si vyžadovaly jiné složení vojska. Hlavní místo zaujala těžká jízda zvaná katafrakti. Povinností rolníků bylo od nynějška získat dostatečné množství prostředků na zaplacení výstroje na vybavení příslušníka těžké jízdy. Rolníci se tak často sdružovali do větších společenství, aby mohli tenton obnos zaplatit. Stále více se však uchylovali pod ochranu zdejších aristokratů nazývaných dynatoi neboli mocní. Takový člověk se od té chvíle stal paroikem, tedy závislým rolníkem a měl vůči svému pánovi povinnosti. Od druhé poloviny 11. století se objevuje systém pronií, tedy držba půdy většinou výměnou za vojenskou službu. Odchod rolníků do závislého postavení znamenal snížení počtů vojska, které mohlo být povoláno do války. Císaři si tedy vypomáhali jednotkami sloužícími za žold (tagmata)
Za vlády císaře Michaela VII. byla ztracena Jižní Itálie a z velké části po bitvě u Mantzikertu i Malá Asie. Roku 1081 se však dostává k moci nový císař Alexios I. Komnenos, který znovu upevní byzantský stát a vrátí říši na čas původní mocenské postavení.

### Období křížových výprav

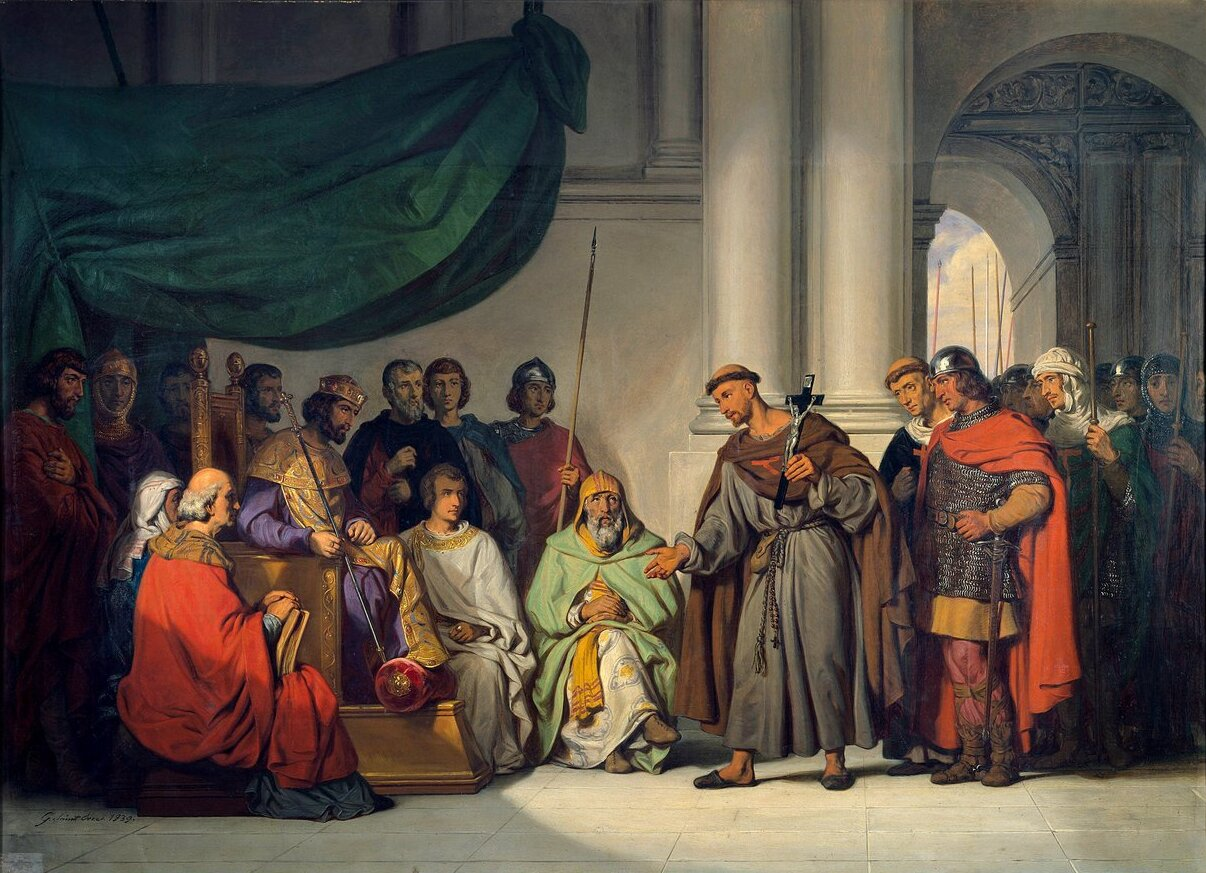
Alexios I. Komnenos přijímá Petra Poustevníka

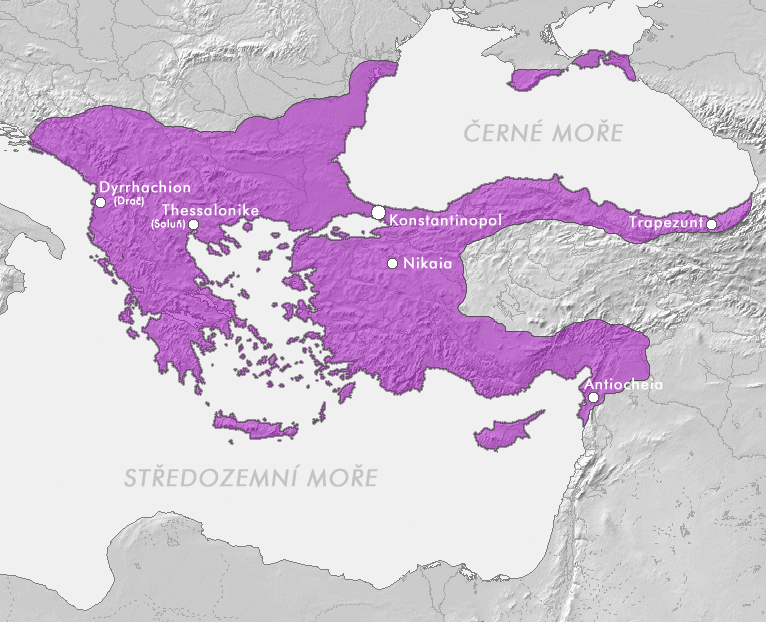
Byzanc v době smrti Manuela I. Komnena.

Za vlády tří panovníků z rodu Komnenovců (v letech 1081 až 1180) Alexia, Jana II. a Manuela se Byzantská říše částečně vzpamatovala ze ztráty Malé Asie, dobyla zpět některé dříve ztracené pozice a znovu získala vlivné postavení. Za Komnenovců se již plně ujal nový společenský systém držby půdy výměnou za vojenskou službu, tedy pronie.
Původně na podporu Byzance byly v západní Evropě uspořádány křížové výpravy. První z nich vedla k vytvoření Jeruzalémského království a dalších křižáckých států v Levantě, druhé dvě již nebyly tak úspěšné a nepodařilo se získat významnějších územních zisků.
Byzanc dokázala během tohoto období získat zpět některé ztracené části Malé Asie, významné postavení si podržela též na Balkáně a načas získala pod svůj vliv i uherské království. Katastrofální prohra s maloasijskými Turky v bitvě u Myriokefala znamenala ztrátu byzantského velmocenského postavení, byly též zhaceny naděje na znovudobytí Malé Asie. Po smrti Manuela naplno propukly vnitropolitické spory, které vedly až ke svržení dynastie Komnenovců a nastolení nového vládnoucího rodu Angelovců. Oslabení byzantského státu využili krom Turků i Bulhaři, jimž se podařilo roku 1185 odtrhnout od Byzance a vytvořit druhou bulharskou říši.

### Čtvrtá křížová výprava a latinské císařství

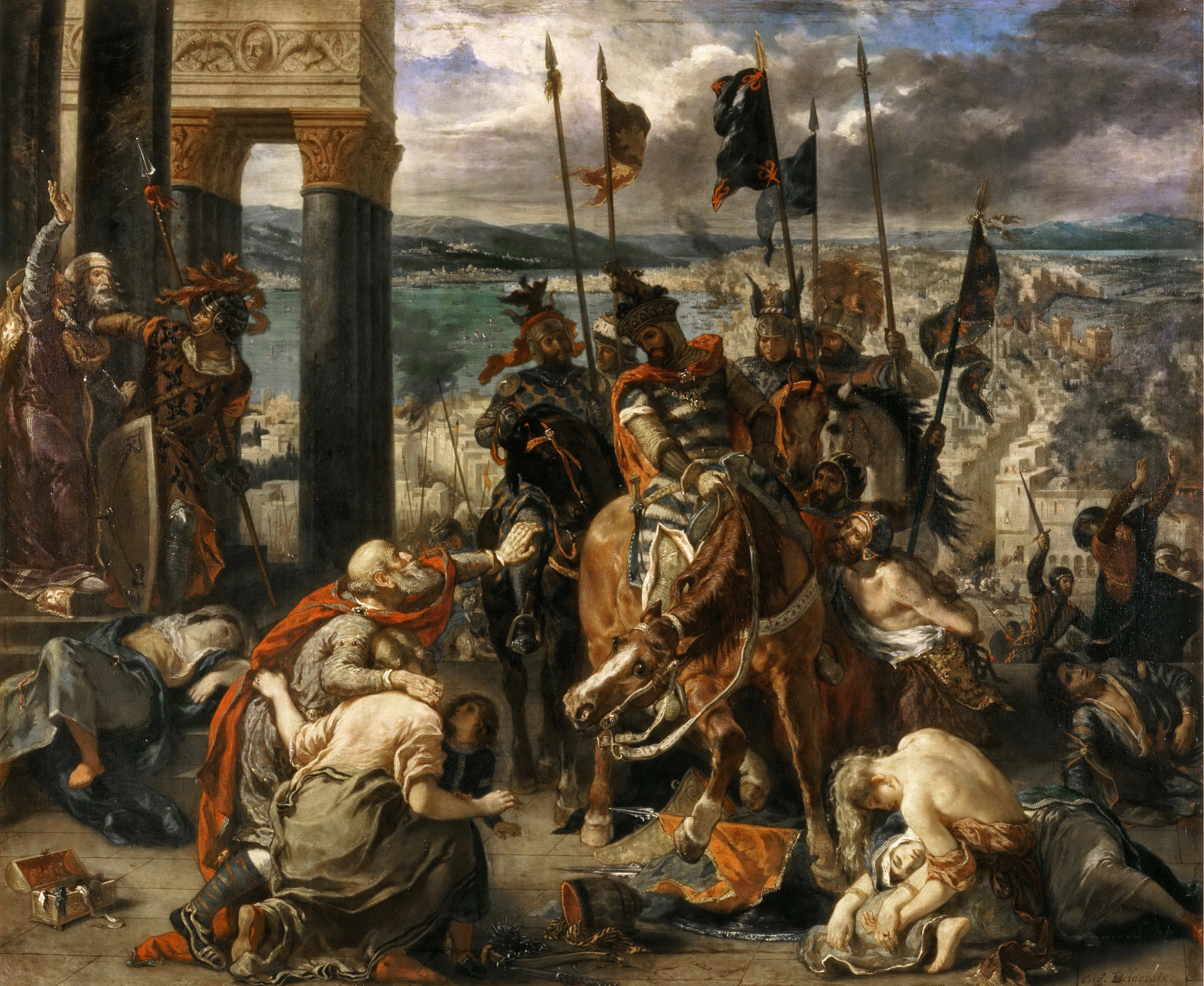
Křižáci vstupují do Konstantinopole

Katastrofou se pro Byzantskou říši stala čtvrtá křížová výprava původně směřující do Egypta. U města Zadar, které účastníci výpravy dobyli, se výprava stočila na Konstantinopol, aby zde dosadila zpět na trůn svrženého císaře Izáka II. Angela a jeho syna Alexia. Alexios slíbil křižákům za odměnu značnou částku ve zlatě a podporu jejich dalšího tažení. Křižákům se skutečně podařilo dosadit zpět na trůn oba Angelovce, ovšem byzantská pokladna zela prázdnotou. Alexios se tedy musel uchýlit k vybrání nových daní a dalším nepopulárním opatřením. To vedlo ke vzpouře, která Alexia svrhla. Převrat posloužil křižákům jako záminka k útoku na město. Jejich úsilí bylo posléze korunováno úspěchem – 12. dubna 1204 bylo město dobyto. Následovalo tři dny trvající plenění, při kterém bylo ztraceno velké množství památek. Celková hodnota nakradených cenností přesahovala podle odhadů 400 000 stříbrných marek.
Dobyté území bylo poté rozděleno mezi křižáky a v Konstantinopoli vyhlásili účastníci výpravy Latinské císařství. Dalšími nově vzniklými státy bylo Soluňské království, Athénské vévodství a další panství. Značná část původního byzantského území připadla Benátčanům, mimo jiné i ostrov Kréta. Latinské císařství však nedokázalo v bojích s okolními státy obstát, postupně upadalo a roku 1261 byla Konstantinopol znovu získána nikájským císařem Michaelem VIII. Palaiologem.
Na územích dobytých křižáky se mísily západní a byzantské lenní vztahy. Na feudálních statcích pracovalo závislé obyvatelstvo (villani) mající vůči svému pánovi stanovené povinnosti. Vedle toho existovaly i nadále statky vlastněné byzantskou šlechtou, Archonty, jenž si mohli výměnou za spolupráci s křižáky svůj majetek ponechat.

### Řecké nástupnické státy a obnovení Byzantské říše

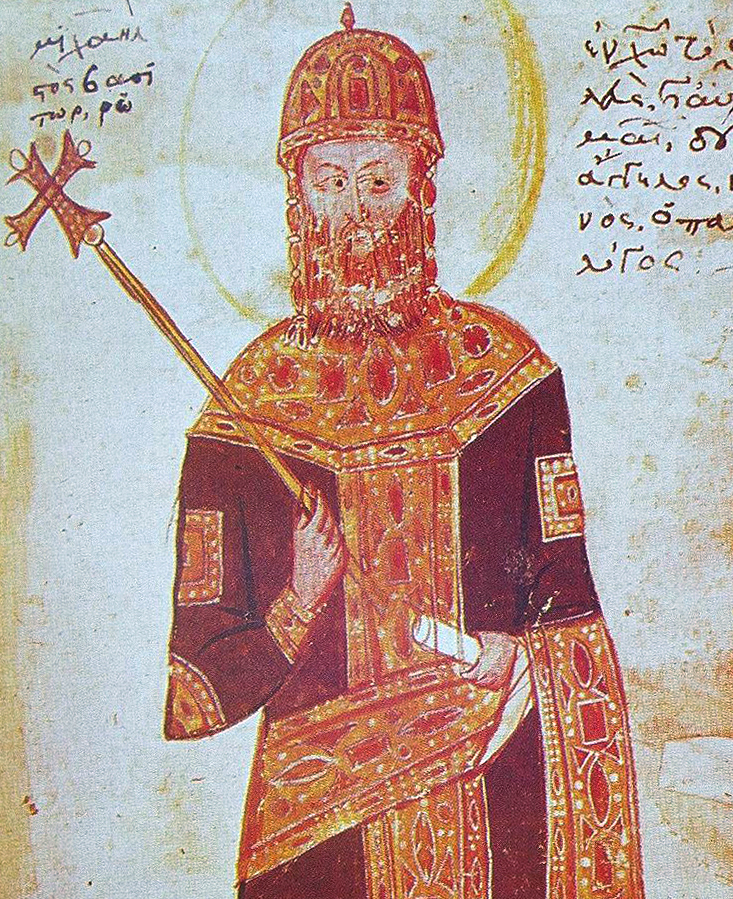
Obnovitel Byzantské říše – Michael VIII. Palaiologos

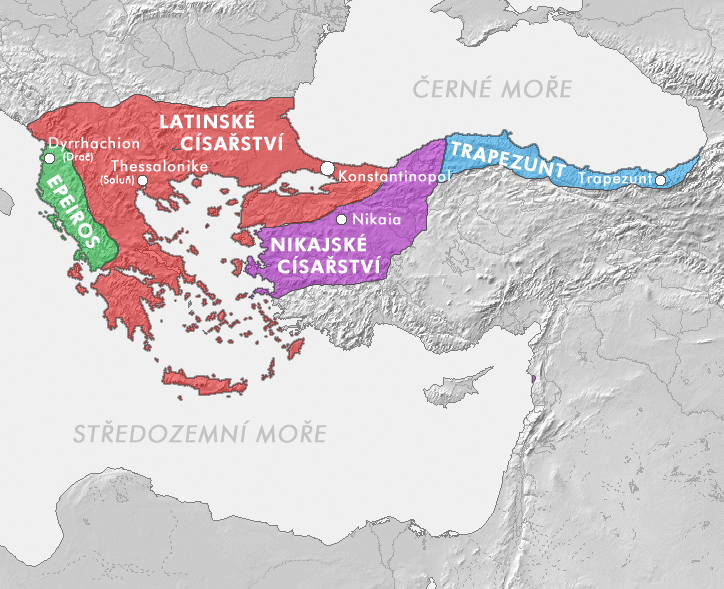
Situace po čtvrté křížové výpravě (1204)

Některé části Byzantské říše zůstaly pod vládou řeckých vládců. Nejúspěšnějším nástupnickým státem bylo Nikájské císařství s hlavním městem Níkaiou v Malé Asii, kam utekli členové byzantské aristokracie a vyššího pravoslavného kléru. Zdejší panovníci z rodu Laskaridů prováděli úspěšnou hospodářskou politiku a pomalu začali dobývat zpět některá ztracená území. Za nově nastoupivší dynastie Palaiologů byla dobyta Konstantinopol a zakladatel dynastie Michael VIII. Palaiologos se roku 1261 stal císařem obnovené Byzantské říše.
Druhým řeckým nástupnickým státem byl Epirský despotát. Tento stát se nacházel na území dnešní západní Thessálie a jižní Albánie. Zdejší vládcům se podařilo načas dobýt Soluň, avšak postupně nastal v tomto státě úpadek panovnické moci. Od čtyřicátých let 13. století zde nikájští a posléze byzantští císaři začali opět prosazovat svůj vliv.
Posledním státem se stalo Trapezuntské císařství. Vzkvétal zde obchod a řemeslná výroba, udržovaly se kontakty s italskými námořními republikami. Trapezuntské císařství přežilo samotnou Byzanc a bylo dobyto osmanskými vojsky teprve roku 1461.

### Poslední etapa Byzance za vlády Palaiologů
Dynastie Palaiologů se stala posledním vládnoucím rodem v říši. Během 14. století obnovená říše upadala. Moc panovníků byla omezována vlivnými pozemkovými magnáty a vzájemnými konflikty a spory o moc. Do hospodářství země stále více pronikaly námořní republiky Benátky a Janov, které si často výměnou za pomoc nechávaly udělovat významná obchodní privilegia. Na rozdíl od západní Evropy v Byzanci nedošlo k rozvoji měšťanstva, protože důležité městské úřady měly v rukou členové pozemkové aristokracie.

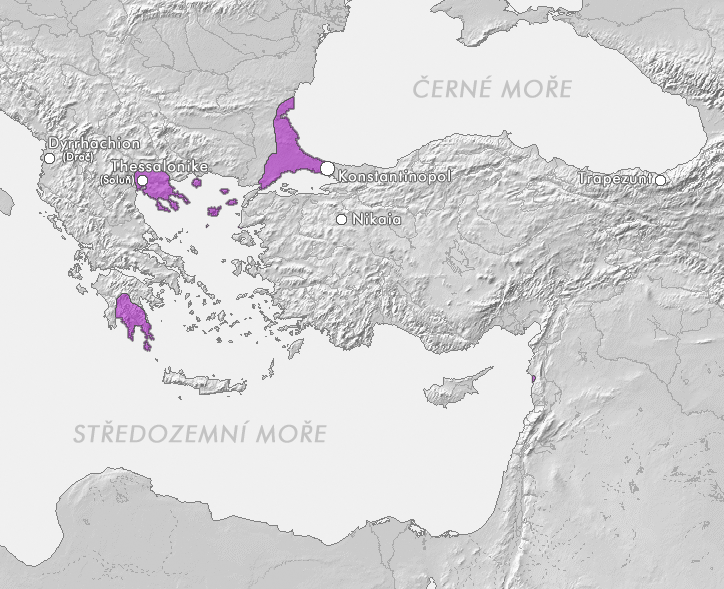
Byzantská říše na počátku 15. století

Od počátku 14. století začaly ohrožovat Byzanc osmanští Turkové, kteří již roku 1352 získali území na evropské půdě. Jak sílilo osmanské nebezpečí, byzantští císaři stále více snažili o zprostředkování dohody se západem a o uzavření církevní unie, čímž by se zajistila případná pomoc západního křesťanstva. Přestože unie nakonec bylo roku 1439 dosaženo, většina byzantského obyvatelstva ji nikdy nepřijala a všechny pokusy o záchranu Byzance, zahrnující v této době pouze území v blízkosti Konstantinopole a Morejský despotát na Peloponéském poloostrově, vyšly naprázdno.
Roku 1453 začala vojska osmanského sultána Mehmeda II. obléhat Konstantinopol. Přes hrdinný odpor obránců pod vedením posledního císaře Konstantina XI. byla obrana proražena a nepřátelská vojska vtrhla do města, kde po tři dny loupila. Mehmed II. vstoupil do města jako vítěz, což později popsal historik Kritobulos slovy:
| „            | Když sultán Mehmed viděl, že palisády a poškozené hradby jsou bez posádky a už nemají obránce, [...] hlasitě vykřikl: „Přátelé, město je naše, už je opravdu naše!“ A bylo dobyto město Konstantinopole za vlády Konstantina, sedmého z rodu Palaiologů, 29. května podle řeckého kalendáře, 6961 od počátku světa a 1124 let po jeho založení a osídlení. | “ |
| — Kritobulos | |   |

Pádem Konstantinopole nastal i konec Byzantské říše. Její místo zaujala říše Osmanská, která záhy nato expandovala dále na Balkán a do střední Evropy, do Sýrie, Palestiny, Egypta a severní Afriky a stala se novou velmocí východního Středomoří.

### Kultura
Byzantská kultura vycházela po dobu své existence ze dvou základních zdrojů – křesťanské tradice a řecké antické civilizace. Neschopnost dosáhnout syntézy těchto dvou prvků měla za následek, že v tvorbě chyběla snaha o nové originální postupy.[zdroj?]
Jednou z významných součástí literární tvorby byla historiografie. Tou se zabývali například Prokopios z Kaisareie, učený císař Konstantin VII. Porfyrogennetos a Anna Komnéna. Z teologicky zaměřené literatury vynikají kappadočtí otcové Basileios Veliký, Grégorios z Nyssy a Grégorios z Nazianzu.
Od úpadku během arabské expanze a období obrazoborectví (z tohoto období je známo například dílo Jana z Damašku) dochází k opětovné obnově kulturního během Makedonské a později také Komnenovské renesance. Během palaiologovského období se hlavní spory vedou mezi přívrženci humanismu a racionalismu a mezi skupinami vyznávajícími hésychasmus, mystické teologické hnutí. Vítězství hésychasmu v Byzanci bylo dalším z důvodů emigrace vzdělanců do západní Evropy.
Byzanc také kulturně ovlivňovala okolní, zejména slovanské, národy, a to prostřednictvím misií. S tímto úsilím jsou spjati například Konstantin a Metoděj, kteří se zasloužili o christianizaci Velké Moravy. Dále do oblasti vlivu byzantské pravoslavné církve patřilo Bulharsko, částečně Srbsko a zejména pak Kyjevská Rus.
Za vlády císaře Justinána došlo k prosazení nového architektonického stylu. Nejznámější stavbou této architektury je Hagia Sofia, postavená v roce 537.
Od 14. století a později zprostředkovávali řečtí vzdělanci emigrující z ohrožené Byzance Evropě antickou kulturu a napomohli tak dalšímu vývoji renesance.[zdroj?]

## Nadvláda Turků

### Dobytí Řecka a Trapezuntu

Rozsah Morejského despotátu s hlavním městem Mystrou kolem roku 1450

Po pádu Konstantinopole se po několik let udržely dva řecké státní útvary – Trapezuntské císařství a Morejský despotát. V obou případech zde vládli dědicové některého z významných byzantských rodů. Vzhledem k odlišnému historickému vývoji mezi těmito dvěma státy panovaly určité rozdíly – zatímco Morejský despotát byl formálně až do 15. století součástí Byzantské říše, zatímco Trapezuntské císařství vystupovalo jako nezávislý stát.
Trapezuntské císařství vzniklo po čtvrté křížové výpravě v oblasti kolem dnešního města Trabzon (dříve Trapezunt či Trebizond). Postupem času se zde utvořila silná obchodnicko-řemeslnická vrstva a císařství se později svojí strukturou spíše podobalo italským republikám. Tento stát byl dobyt Osmany roku 1461.
Druhým státním celkem byl Morejský despotát, který vznikl na Peloponéském poloostrově na území získaném od Achájského knížectví. Sídlením městem morejských vládců byla Mystra a po větší dobu zde vládli Palaiologové, úspěšně toto území spravoval například Konstantin XI. spolu se svými bratry. Ti zde zůstali i po odchodu Konstantina do hlavního města. Roku 1460 se Morejský despotát stal součástí Osmanské říše.

### Vývoj na územích pod kontrolou Osmanské říše

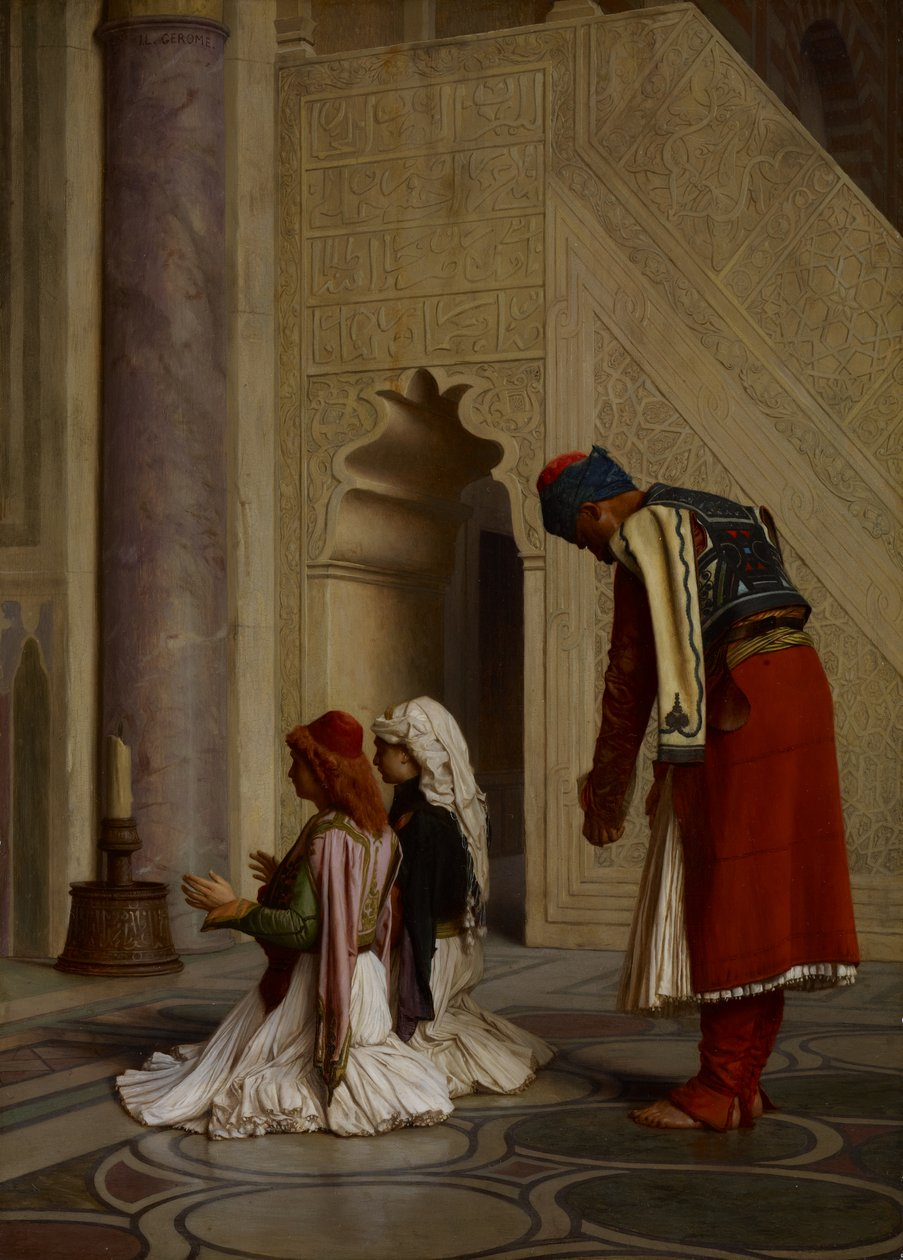
Mladí řečtí chlapci odvedení do oddílů janičářů.

Během 15. století se Osmanské říši podařilo získat většinu oblastí obývaných Řeky. Pouze Kréta, Jónské ostrovy a Kypr zůstaly v křesťanských rukách a zejména Kréta se později stala centrem řeckého kulturního života. Na území pod vládou Osmanů se utvořil správní systém převzatý z konceptu byzantských pronií – timar, v němž byla část země dočasně svěřena jedinci výměnou za vojenskou službu. Držitelé této půdy se nazývali Sipahíjové. Takový systém přebírání práva vybírat daň ale postupem času napomáhal šíření korupce.
Všichni pravoslavní křesťané byli začleněni do systému takzvaného milletu, tedy skupiny obyvatel vyznávajících stejnou víru. To paradoxně přispělo k zvýšení vlivu konstantinopolského patriarchy, protože některé církevní dosud samostatné správní jednotky byly zrušeny a podřízeny pravomoci patriarchátu. Kontinuitu pravoslavné tradice zajišťovaly kláštery, které se i po pádu Konstantinopole zachovaly na mnoha řeckých územích. Nevýhodou příslušenství ke křesťanskému náboženství byla zvláštní daň a také násilný odchod křesťanských chlapců na převýchovu. Tito chlapci mimo jiné museli přijmout i islám a stali se součástí jedné z nejdůležitějších vojenských jednotek v zemi – janičářů. Daně a další povinnosti tak vedly některé obyvatele ke konverzi k islámu, která jim zajistila privilegovanější postavení.
Během několika desetiletí po pádu Konstantinopole se do města začali přesouvat příslušníci řemeslnických a obchodnických vrstev, ale i potomci některých aristokratických rodů. Ti se adaptovali na nové podmínky a začali sloužit například jako poradci a tajemníci sultánova dvora, jiní zase pronikli do obchodní sféry a stali se představiteli měšťanské vrstvy. Začátkem 17. století se z tohoto prostředí vytváří nová elita řecké společnosti – fanarioti.

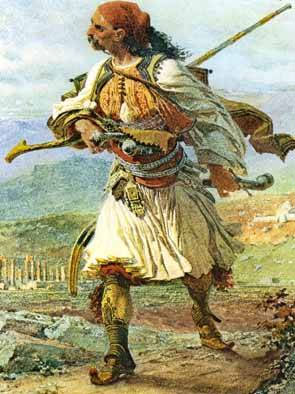
Příslušník oddílu armatolů

Horší postavení mělo venkovské obyvatelstvo. To bylo členěno do tří skupin – rolníci s omezenou osobní svobodou (rájové), nevolníci (ortakci kul) a otroci (kul). Na základě postavení sedláka se různila i jeho práva a povinnosti. Snad již v pozdně byzantském období se začaly utvářet řecké samosprávné komunity (kinotites), jejíž společně ručili za vybranou daň. Vůdci obce byli zpravidla voleni na jeden rok a nazývali se démogeronté, archonti či kodžabašijové. Ti se většinou při řešení sporů opírali o byzantské právní předpisy či zvykové právo.
Za osmanské nadvlády se na území Řecka vytvořily také dvě skupiny obyvatelstva nadále udržující vojenskou tradici. Těmi prvními byli kleftové – povětšinou zbojníci, v pozdějších dobách idealizovaní bojovníci proti osmanské moci. Na potlačení aktivit kleftů dal Murad II. založit oddíly armatolů, kteří měli proti horským zbojníkům bojovat. Ti se na druhou stranu často rekrutovali přímo z řad kleftů a ke zbojníkům přebíhali. Motivem takové dezerce byl buď nepravidelně vyplácený žold, nebo snaha o pomoc některé z křesťanských mocností v té chvíli válčící s Osmanskou říší.

### Řecké komunity mimo území Osmanské říše

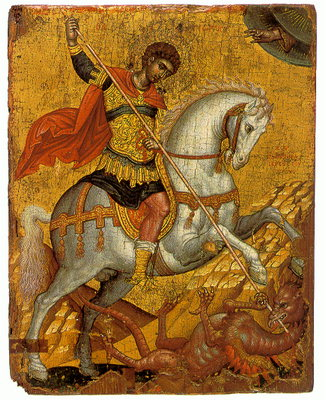
Svatý Jiří zabíjející draka, krétský obraz ze 17. století

Od druhé poloviny 15. století byl kulturní vývoj řecké společnosti zásadně ovlivněn odchodem vzdělanců do exilu. Ti se uchylovali buď zejména do Itálie, nebo na Chios a Krétu, které se stále ještě nacházely mimo vládu osmanských sultánů.
V Itálii také byly zakládány tiskárny na vydávání řecké literatury (krom antických autorů zde byli vydáváni i autoři z byzantského období). Zejména filologická a ediční činnost dosáhla mezi lety 1550 a 1700 vysoké kvality, protože ekonomicky se vzmáhající země, ve kterých se řecké diaspory nacházely, mohly pro řecké učence fungovat jako dostatečný zdroj příjmů. Přesto se však dobová řecká díla nemohla měřit s tehdejší evropskou literaturou.
Největším řeckým umělcem této epochy byl Dominikos Theotokopulos, známý pod španělským pseudonymem El Greco – Řek, který působil na Krétě a později zejména ve španělském Toledu.
Poněkud jiná byla situace na Krétě a Chiu. Tyto dva ostrovy byly stále pod kontrolou italských republik (Benátek, respektive Janova) a zejména na Krétě se v umění projevovaly jak prvky byzantské, tak italské. Po dobytí obou ostrovů osmanskými vojsky jejich význam jako kulturního centra upadl a částečně se přesunul na Jónské ostrovy, které byly až do konce 18. století nadále v benátské moci.

### Vývoj osmanského státu do počátku 19. století

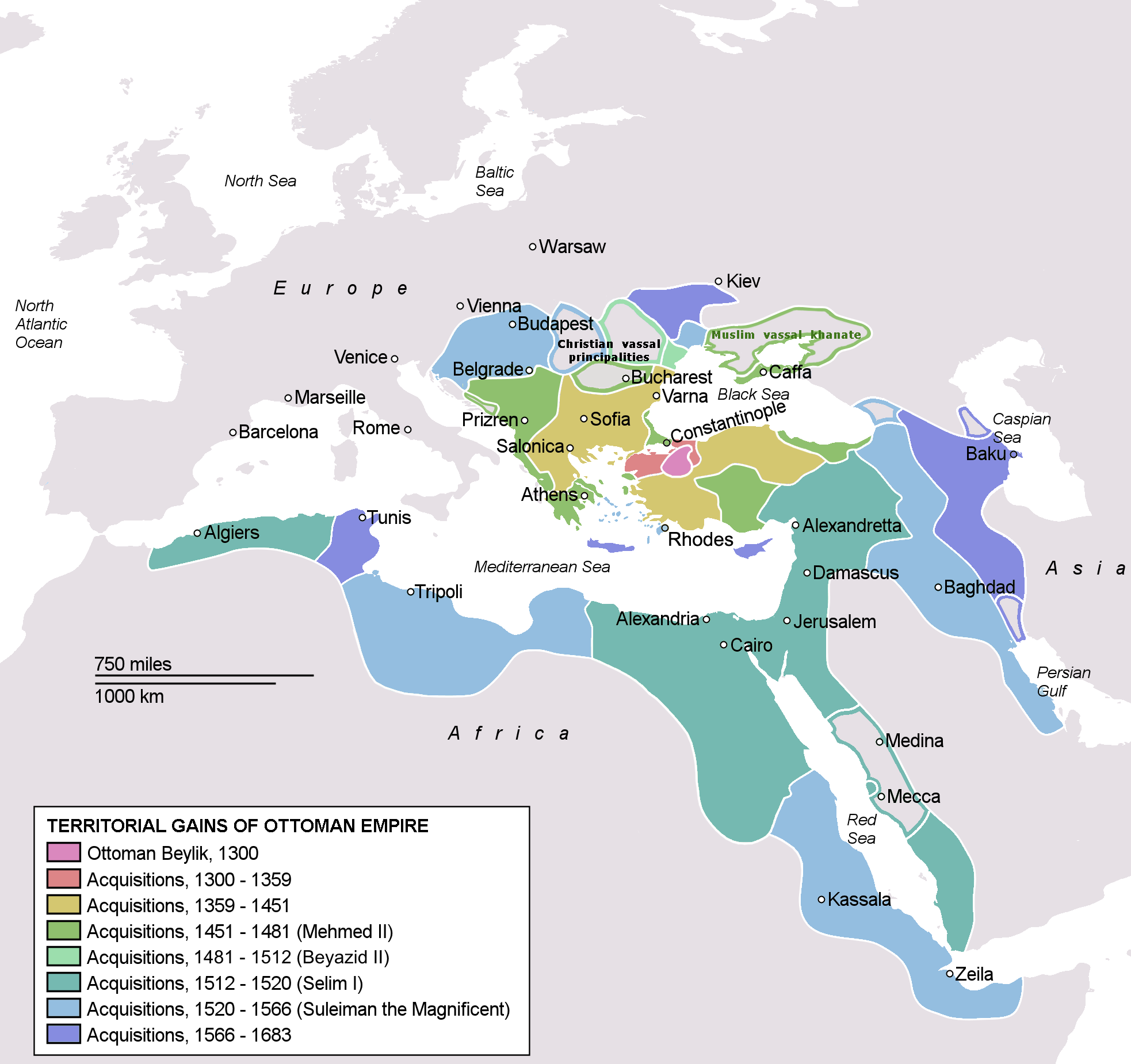
Vývoj osmanského státu do roku 1683.

Po dobytí Konstantinopole Osmanská říše nadále expandovala a posilovala svoji moc ve východním středomoří. V 16. století již pod její moc patřily Malá Asie, Balkánský poloostrov, Uhry, Palestina, Sýrie, Egypt a severní Afrika. Později došlo i na dobytí dvou velkých řeckých ostrovů, které se ještě nenacházely pod osmanskou nadvládou – Kypru (1571) a Kréty (1669). Osmanská říše však postupně svůj náskok před evropskými říšemi ztrácela. Jedním ze zlomových okamžiků střetu mezi Osmanskou říší a evropskými křesťanskými státy byla bitva u Lepanta, ve které spojené armády protiosmanské koalice zahrnující mimo jiné Benátky a Španělsko, dosáhly nad osmanským námořnictvem vítězství. Další zlomovou epochou bylo dobytí Uher z rukou Osmanů v letech 1683 až 1699. V této době se také podařilo Benátské republice na několik let ovládnout území Peloponéského poloostrova.
V 18. století se oslabená říše začala decentralizovat a moc se stále více přesouvala do rukou místodržících jednotlivých provincií. Ve státě se začaly s jistým odstupem od evropských států prosazovat nacionální ideje, vedoucí ve svém důsledku k postupné ztrátě dalších území v 19. a na počátku 20. století.

### Fanarioti

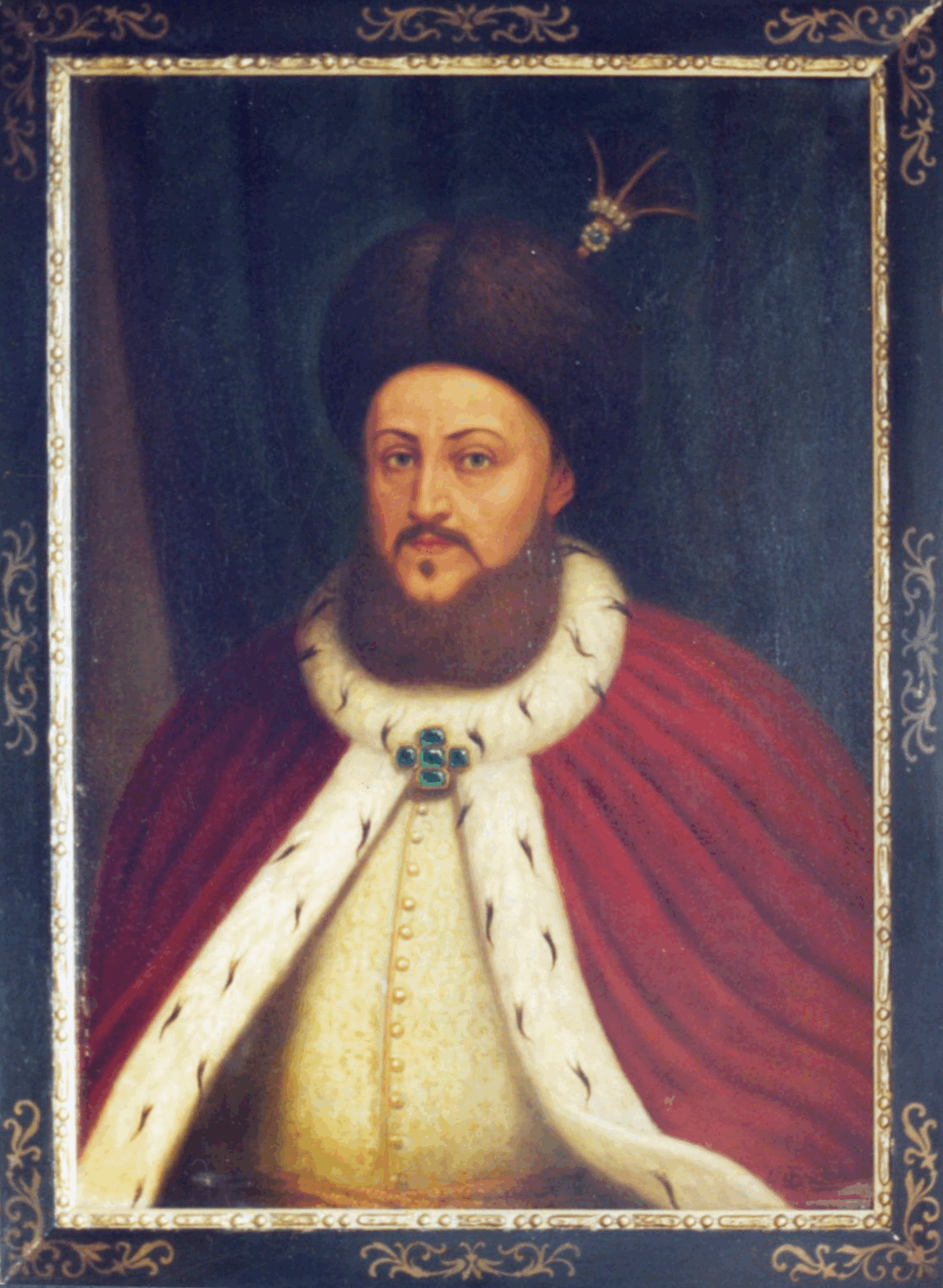
Významný fanariota Nikolaos Mavrokordatos.

Od 17. století se začala v Osmanské říši prosazovat nová společenská vrstva převážně řeckého původu – fanarioti. Po úpadku Benátské republiky přešel obchod ve východním středomoří do rukou Osmanů. Spolu s tím stoupla nutnost znát některý z evropských jazyků, zejména francouzštinu. Protože však islám zabraňoval učení cizích jazyků, stále častěji byli vybíráni do služeb sultanátu Řekové, starající se později mimo obchod i o finanční správu sultanátu. Mimo to se fanarioté prosadili i ve správě poloautonomních knížectví Moldavska a Valašska. Cílem této nové společenské vrstvy bylo mimo jiné pozvednout řeckou vzdělanost, aby Řekové v intelektuální oblasti převýšili turecké obyvatelstvo. Jejich ideálem byl vznik turecko-řecké federace, určitý typ nadnárodního světovládného útvaru. Z tohoto důvodu se snažili i o vnitřní obrodu Osmanské říše a zároveň jí zachovávali věrnost.

### Národní obrození v 18. století

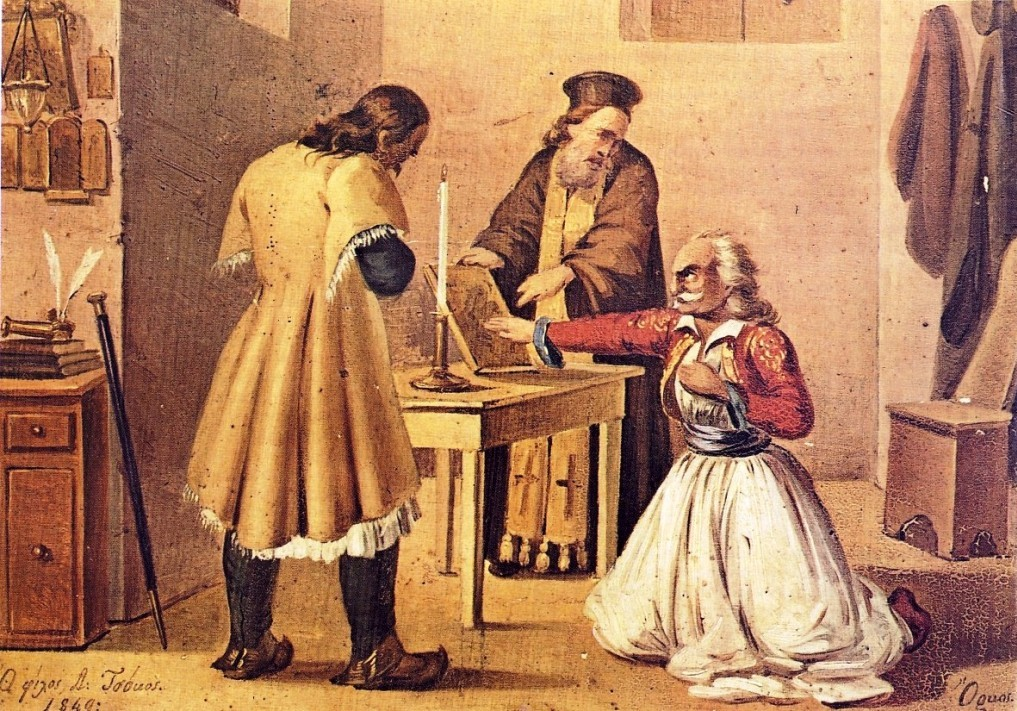
Přísaha nového člena Filiki Eterie

Od 70. let 18. století nastal v samotném Řecku i v zahraničí prudký intelektuální a kulturní rozvoj. Byly zakládány nové řecké školy a akademie, vydávaly se první noviny a časopisy. Řečtina se stala jazykem obchodních kruhů na Balkáně a v oblasti Sýrie a Palestiny. Sama řecká kultura se stávala jednotícím faktorem křesťanských národů žijících na Balkáně pod nadvládou Osmanské říše, řecké školy navštěvovalo mnoho balkánských studentů neřeckého původu a do této integrace se většina z nich vědomě zapojovala. Zároveň docházelo k oslabování moci církve ve školství a řecká vzdělanost se tak otevírala západním myšlenkovým směrům.
V tomto kulturním a myšlenkovém vývoji se vytvořily dva názory na utváření budoucí řecké státnosti. První názor zastávali především Řekové v diaspoře, ovlivnění západním filhelénstvím, politickým liberalismem a antiklerikalismem a zaměřující se zejména na řeckou antickou tradici. Jejich cílem byla snaha o povznesení řeckého národa a případně vymanění řeckého národa z osmanského područí. Oproti nim stáli příslušníci fanariotů a konstantinopolského patriarchátu prosazující vytvoření nového byzantského státu či transformaci Osmanské říše v řecký stát. Střetávání těchto dvou názorů dosahovalo často i konfliktního charakteru. Naproti vzdělaným skupinám obyvatelstva stály lidové vrstvy chápající samy sebe nadále jako Romios či Romiosini, spojeny místními a náboženskými vazbami.
Spolu s tím vzrůstala nadále averze velké části řeckého obyvatelstva vůči osmanské nadvládě, způsobená především snahami sultanátu o islamizaci potenciálně neloajálních poddaných, zahájení pogromů na Řeky v některých městech a celkově v diskriminaci řeckého etnika úředními orgány. Znepokojeni byli i fanarioti, kteří museli na obsazování významných pozic ve státě vynakládat díky bující korupci stále vyšší částky. Stát často také příslušníkům této skupiny nedůvěřoval, takže mnozí fanarioté si nemohli být jisti svým předtím nabytým postavením. Opozice proti osmanské nadvládě se nejdříve formovala v cizích zemích, ale po porážce napoleonské Francie a restauraci Bourbonů se protiosmanská činnost přenášela do tajných spolků. Nejvýznamnějším z těchto spolků se stalo takzvané Přátelské sdružení neboli Filiki Eteria zastupující rovnoměrně většinu vrstev obyvatelstva. Celý vývoj v řecké oblasti tak postupně spěl k ozbrojené válce za nezávislost.

### Povstání

Řecké polní ležení u Pirea, 1827

Samotné povstání v Řecku začalo v druhé polovině března 1821. Předtím však již vypuklo ozbrojené řecké povstání ve Valašsku a Moldavsku. To ale nezískalo na těchto územích podporu místního obyvatelstva a bylo během léta 1821 osmanskými jednotkami potlačeno. Naopak značných úspěchů dosáhlo ozbrojené vystoupení proti osmanské moci na Peloponésu, kde se pod řeckou kontrolu dostala většina poloostrova. Povstalci taktéž získali do roku 1822 opěrné body v pevninském Řecku – athénskou akropoli a město Mesolongi. Zároveň se k povstání přidali i obyvatelé některých egejských ostrovů.
Celou válku od počátku provázely násilnosti na obou stranách. Již v dubnu 1821 byl oběšen konstantinopolský patriarcha a jeho osud následovalo několik biskupů, organizovaly se pogromy na pravoslavném obyvatelstvu, kterých se krom muslimů účastnili i katolíci a židé. Nejtragičtější osud postihl řecké obyvatelstvo ostrova Chios. V dubnu roku 1822 byli tamější obyvatelé řecké národnosti vyvražděni sultánskými jednotkami. Naproti tomu i řečtí povstalci se dopustili několika masakrů, zejména vyvraždění muslimského tureckého obyvatelstva Tripolitsy, správního centra Peloponéského poloostrova. Do října 1821 tak došlo k odstranění převážné většiny turecké muslimské populace na peloponéských územích.

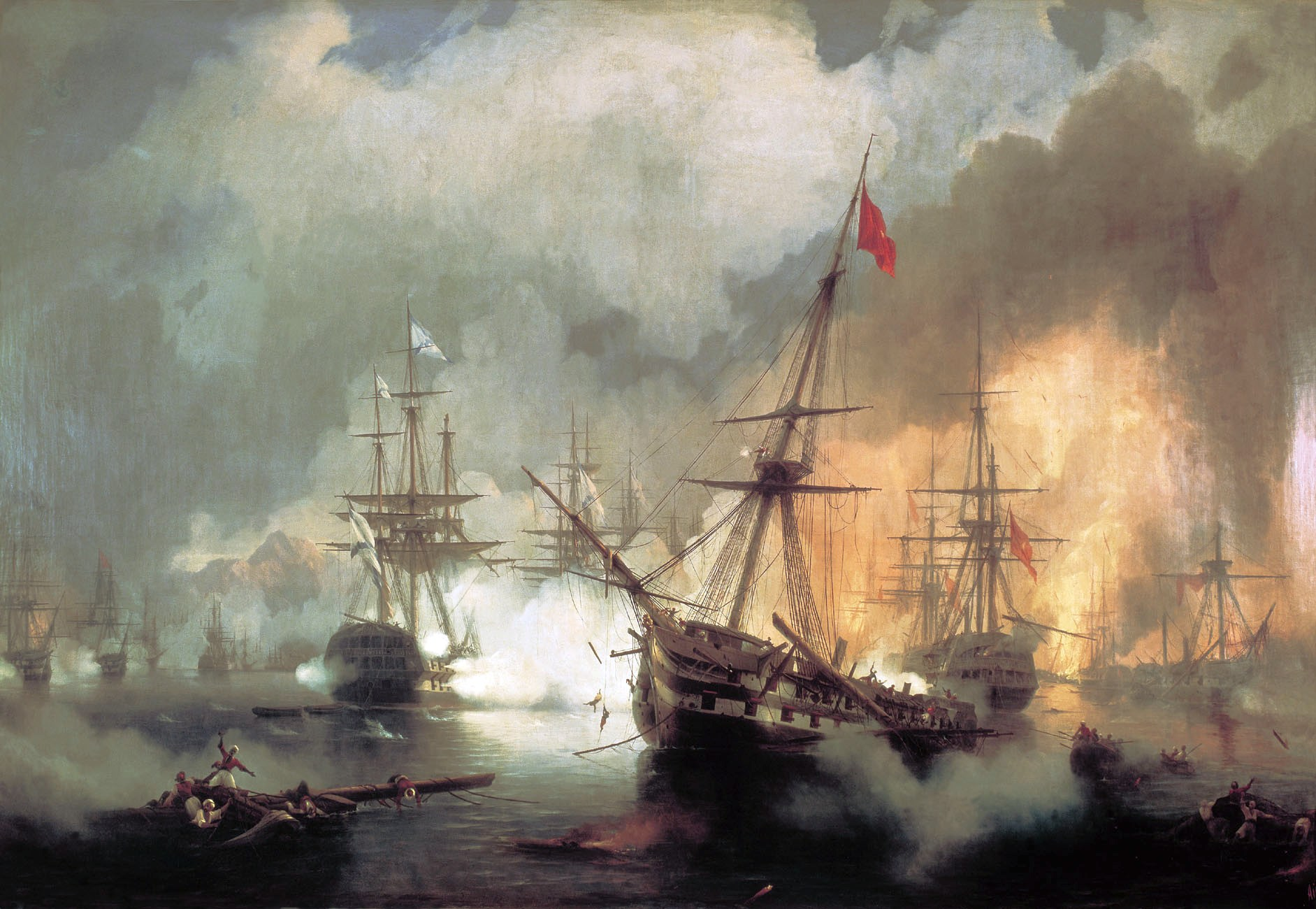
Námořní bitva u Navarina mezi egyptsko-osmanským námořnictvem a spojenou flotilou Ruska, Velké Británie a Francie

Řecká revoluce našla svůj ohlas také v zahraničí. Z evropských zemí a také z Ameriky začali putovat do osvobozené části Řecka dobrovolníci, aby pomohli Řekům v boji za samostatný stát. Krom toho vlivní filhelénové naléhali na vlády některých zemí, aby změnili vůči řecké revoluci svůj zpočátku odmítavý postoj. Krom velmocí si postup povstání komplikovali sami Řekové, pro které byla příznačná zejména nejednota. Přes pokusy vytvořit ústavu a vládu, která by byla respektována, nadále drželi moc v rukou členové regionálních vlád. Vzájemné rozmíšky pokračovaly i během roku 1824, kdy proti povstalcům vystoupil na základě dohody se sultánem Muhammad Alí, vládce v té době prakticky nezávislého Egypta. Řekové svého nepřítele podcenili a utržili proti moderní egyptské armádě řadu porážek. Po srpnu 1827 tak pod kontrolou povstalců zůstala pouze jihozápadní část Peloponésu a některé blízké ostrovy.
Poté však zasáhly evropské velmoci. Návrhy na velmocenské zprostředkování nebyly přijaty ani osmanským sultánem, ani egyptským pašou. Na základě toho provedla roku 1827 spojená rusko-francouzsko-britská flotila blokádu tureckých a egyptských lodí u řeckého pobřeží. Náhodný konflikt obou flotil pak přerostl v rozsáhlou námořní bitvu u Navarina 20. října 1827, která skončila jasným vítězstvím koalice křesťanských velmocí. Osmanský sultán Mehmed II. nejevil po bitvě žádnou vůli k ústupkům, což vedlo k vyslání francouzského expedičního sboru na Peloponés a ruskému vyhlášení války Osmanské říši. Egyptské jednotky se posléze začaly z Řecka stahovat. Spolu s přesunutím osmanských vojsk na sever proti Rusku bylo umožněno zahájit novou ofenzívu na souši i na moři. Na základě jednání velmocí byl během roku 1830 oficiálně uznán řecký stát jakožto nezávislé království. Přes úspěch povstání bylo osvobozené řecké území ve stavu naprostého hospodářského rozvratu a chaosu, kde proti sobě nadále soupeřily politické frakce. K nápravě poměrů se již během roku 1827 zapojil do řeckých záležitostí příští vládce nového řeckého státu – hrabě Joannis Kapodistrias.

## Moderní dějiny

### Vytvoření řeckého státu

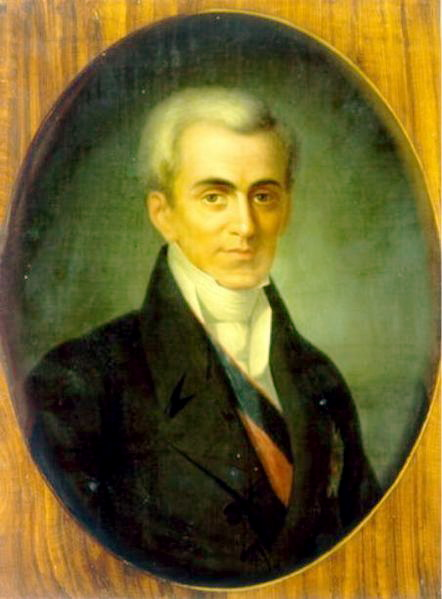
První vládce řeckého státu, Joannis Kapodistrias

Větší část existence řeckého státu během povstání provázela nejistá vnitropolitická situace. Přes pokusy vytvořit roku 1822 stát založený na dělbě zákonodárné, soudní a výkonné moci získala situace v Řecku v listopadu následujícího roku charakter občanské války mezi znesvářenými řeckými skupinami. Díky zásahu velmocí však řecký stát přežil protiútok osmanských a egyptských jednotek. Po ústupu těchto vojsk a znovuzískání ztracených pozic opět zavládly v Řecku chaos a anarchie. Do této situace zasáhl významný diplomat řeckého původu Joannis Kapodistrias. Po předchozí diplomatické a finanční přípravě přicestoval roku 1828 do Řecka, kde byl prohlášen prvním vládcem (kyvernitem) Řecka, a začal zde uplatňovat svou vizi nového řeckého státu. Jakožto zkušený diplomat a politik seznámený jak se západními způsoby vlády, tak s ruským absolutistickým státem, se snažil vytvořit centralizovaný stát, který přetvoří řeckou společnost v moderní stát podobný státním útvarům západní Evropy.
Zároveň se i snažil dosáhnout v zahraniční politice nových zisků. Mimo podpory kandidáta velmocí prince Leopolda z rodu Sachsen-Koburg na post budoucího krále Řecka se pokusil i o další územní expanzi. Řecké jednotky tak znovu dobyly Athény a Mesolongi. Skrze omezené finanční prostředky podporoval hospodářství a vzdělání, vymýcením pirátství se zasadil i o lepší situaci na pevnině a na moři. Jeho rozhodnutí o pozastavení platnosti ústavy a také odmítavý postoj proti dosavadním vládnoucím třídám, jako byli fanarioti, kodžabašiové a další, dal vzniknout nové skupině zvané Ústavní strana. Tento spolek působil jako protirežimní element, využívající nezdarů režimu a snažící se o snížení popularity Kapodistria jak u řecké veřejnosti, tak v očích velmocí. Tomuto boji učinila konec až Kapodistriova smrt, když byl roku 1831 v Naupliu zavražděn, pravděpodobně z důvodu rodové msty. Jeho bratr Avgostinos, kterého řecký senát zvolil za nového vládce Řecka, vládl pouze několik měsíců a byl svržen přívrženci Ústavní strany. Nato na řeckém území znovu vypukla občanská válka, způsobující hromadný exodus obyvatelstva do hor či do oblastí pod kontrolou Osmanské říše. Po dohodě velmocí se měl budoucím panovníkem Řecka stát syn bavorského krále Ota I. z rodu Wittelsbachů. Řečtí zástupci tento diktát i příslušníka cizí dynastie na místo řeckého krále přijali, doufajíce ve vyřešení špatné vnitropolitické situace.

### Vláda Oty I.

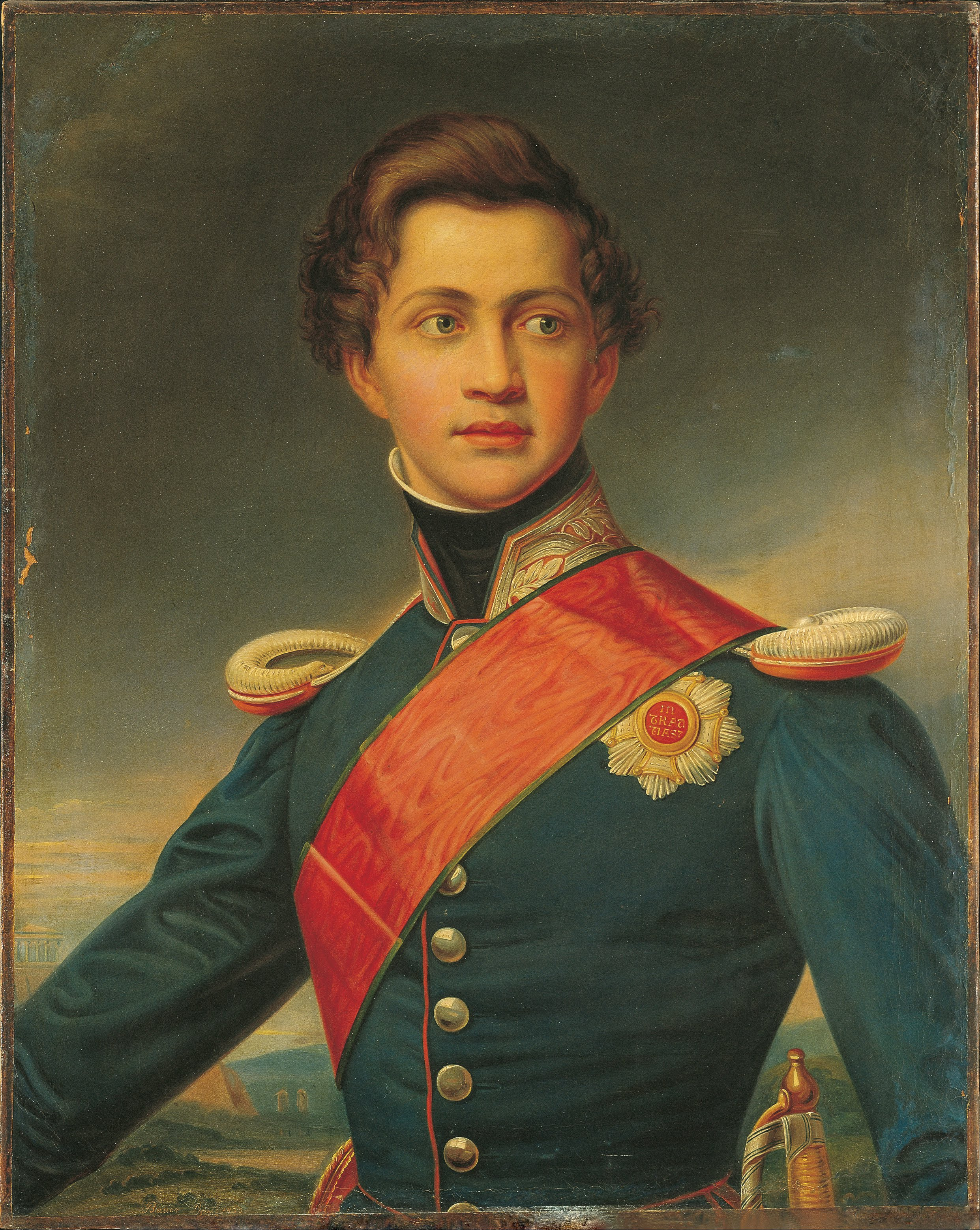
První řecký král Ota I.

Roku 1833 dorazil mladý král Ota I. do země. Vzhledem k tomu, že ještě nedosáhl plnoletosti, za něj vládla regentská vláda, jejíž členové byli bez výjimky bavorského původu. Bavoři se začali uplatňovat i na dalších důležitých postech nového státu. Cílem režimu bylo, podobně jako za Kapodistria, centralizovat správu a omezit vliv tehdejších významných skupin řeckého obyvatelstva. Mezi opatření směřující ke stabilizaci vnitrostátní i zahraniční situace státu sloužilo krom budování úřednického aparátu i vytvoření pravidelné armády, odtržení církve řeckého státu od konstantinopolského patriarchátu, konfiskace značné části majetku tehdejších řeckých klášterů či budování nové infrastruktury.
S vytvořením Řeckého království se konstituovaly i tři strany odrážející vliv evropských velmocí na řecký stát – anglická strana (vedená Alexandrem Mavrokordatem), ruská strana (v níž měl hlavní slovo Andreas Metaxas) a francouzská strana (v čele s Ioannem Kolettem). Ty podrobovaly Otův režim značné kritice a předkládaly požadavky na liberalizaci, řešení řecké národní otázky a obnovu vztahů s pravoslavnou církevní organizací v Konstantinopoli. Po neúspěšném pokusu o připojení dalších území k řeckému státu během východní krize v letech 1839 až 1841 se proti Otovi vytvořila široká opozice. Neúspěchy režimu byly umocněny také finanční krizí státu, kvůli kterým musela Otova vláda zavést nepopulární úsporná opatření. Poté, co řecký stát nebyl roku 1843 nadále schopen dostát svým finančním závazkům a byl nucen se podřídit podmínkám velmocí, vypukla v Řecku vzpoura mající za cíl zrušení absolutismu, svolání shromáždění na vypracování ústavy a krom personálních výhod pro účastníky povstání i propuštění cizinců ze státních služeb.

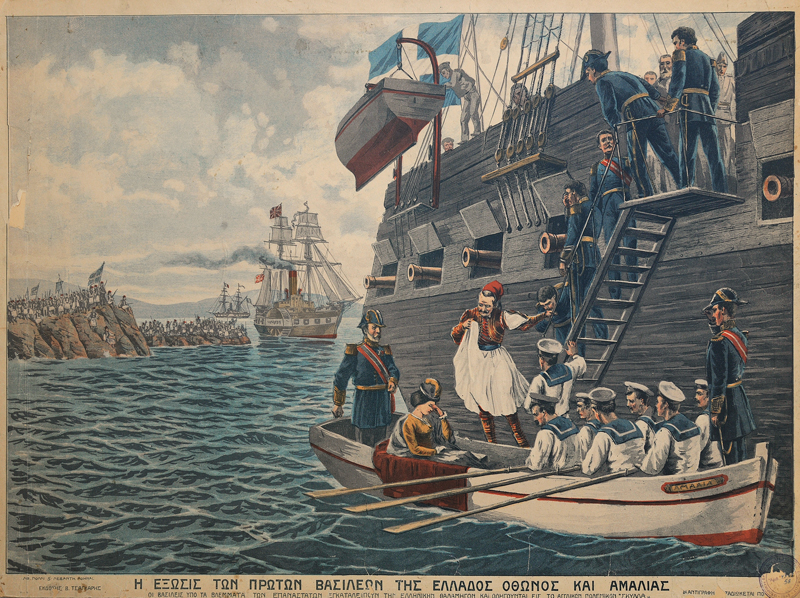
Ota I. odchází do vyhnanství

Od 40. let začaly v Řecku převažovat konzervativní a militantní názory. Jedním z faktorů tohoto procesu bylo vypracování koncepce Velké myšlenky, jejímž cílem bylo vytvořit novodobou řeckou říši se sídlem v Konstantinopoli. Ze zahraničně politických důvodů byla tato koncepce podporována jak králem, tak i některými dalšími politiky, například vůdcem francouzské strany Ioannem Kolettem, který při svém vystoupení v národním shromáždění roku 1844 prohlásil:
| „ | Řecké království není Řeckem, ale jen jeho částí, nejmenší a nejchudší. [...] Jsou dvě velká centra helénství – Athény a Konstantinopol. Athény jsou pouze hlavním městem království, Konstantinopol je velké hlavní město, je radostí a nadějí všech Helénů. | “ |

V souvislosti s tím se Ota pokoušel o další územní zisky ve prospěch řeckého státu. Díky tomu se začaly zlepšovat vztahy zejména s Ruským impériem. Během krymské války se tak Ota odhodlal k provádění záškodnických akcí na tureckém území, avšak Velká Británie a Francie aktivní zapojení Řecka do války překazily. Neschopnost dosáhnout zahraničněpolitických úspěchů vedl k opětovnému poklesu Otovy popularity. Mimo to se po skončení války nezlepšily ani vztahy se západními mocnostmi. Pokračující nespokojenost s režimem nakonec roku 1862 vyústila ve svržení Wittelsbachů a nastolení nové dynastie – Glücksburgů.

### Glücksburská dynastie

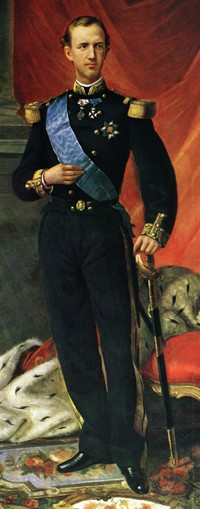
Král Jiří I. roku 1864

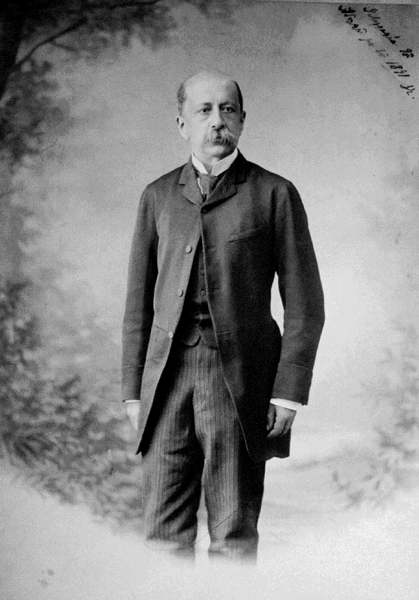
Ministerský předseda Charilaos Trikupis

Situace po Otově svržení v mnohém připomínala stav země po vraždě Ioanna Kapodistria. Země se opět dostala do občanské války. V dané chvíli značná část řecké veřejnosti souhlasila s nastolením příslušníka britské panovnické dynastie. To mohlo způsobit změnu orientace Velké Británie v zahraniční politice ve prospěch Řecka a také předání Jónských ostrovů, které byly pod kontrolou Británie od počátku 19. století, řeckému státu. Nakonec však opět rozhodly velmoci. Vzhledem k oslabení francouzského císařství i ruské říše v oblasti východního Středomoří byl vybrán probritský kandidát, syn budoucího dánského krále Kristiána IX. Wilhelm Christian Ferdinand Adolf z rodu Glücksburgů. Při korunovaci přijal jméno Jiří I. Británie jakožto důkaz dobré vůle poté roku 1864 předala Jónské ostrovy Řeckému království.
Následný politický vývoj se vyznačoval značnou politickou nestabilitou. Politické strany měly podobu uskupení kolem určitých osobností a tato uskupení se navíc často proměňovala. Na vině byl krom toho i samotný král, který se pokoušel zasahovat do státních záležitostí. O nápravu špatné situace se pokoušel zhruba od roku 1874 politik Charilaos Trikupis cestou reforem a očištění státního aparátu od klientelismu a korupce. S tímto cílem založil také Moderní stranu. Během svých funkčních období v pozici předsedy vlády reorganizoval státnictví a správu, pozměnil volební systém a mimo jiné se zasloužil o zpřehlednění politického spektra. Za jeho působení se postupně utvořily dvě velké politické strany – soupeřem Moderní strany se stala Národní strana, ve které měl od poloviny 80. let hlavní slovo Theodoros Dilijannis, Trikupisův rival a politik populistického ražení.
Cílem Trikupise bylo modernizování celého státu a poté uskutečnění plánu územní expanze na základě Velké myšlenky. Krom finančních obtíží však postup hatily i pokusy slovanských národností osvobodit se z osmanského područí, rivalem Řecku se stalo zejména Bulharsko, které již od roku 1876 začalo částečně provádět svojí vlastní politiku, přestože bylo formálně autonomní součástí osmanské říše. Zápolení mezi Řeckem a Bulharskem probíhalo zejména v Makedonii, kde oba státy podporovaly zakládání škol a získávání často národně nevyhraněného obyvatelstva na svojí stranu. Špatná sociální situace některých částí obyvatelstva a neúspěchy v zahraniční politice (zejména nepříliš úspěšná řecko-turecká válka z roku 1897) vedly roku 1909 k vypuknutí revoluce Gudi a k posléze k pozvání významného krétského politika k příjezdu do Řecka – Eleftheria Venizela. Jeho příchod znamenal počátek nové etapy v historii řeckého státu.

### Nástup Venizela a balkánské války

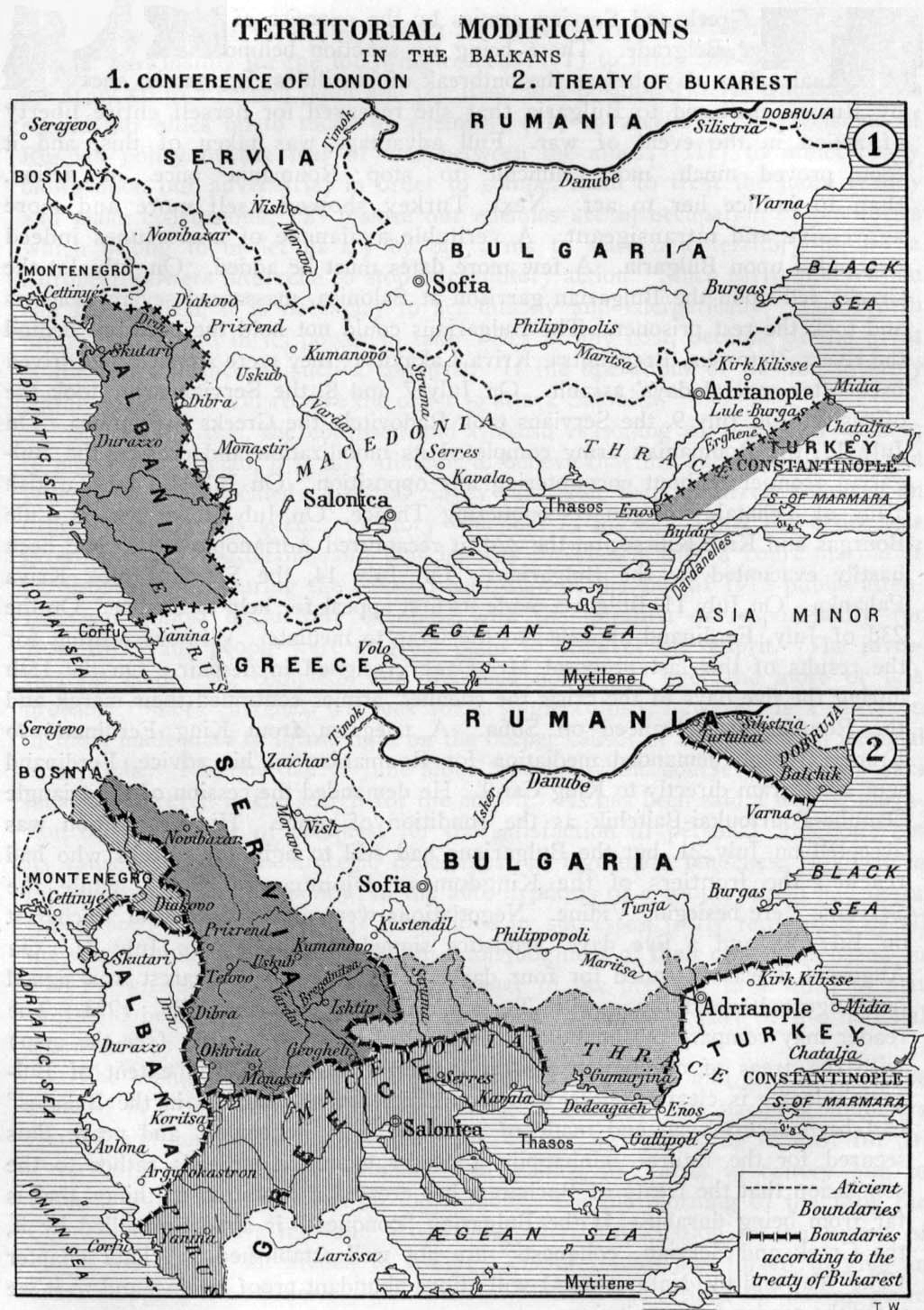
Mapa balkánských válek

Po svém nástupu do úřadu ministerského předsedy a získání většiny v parlamentu nastolil Venizeos reformní kurs, který se projevil mimo jiné v přepracování ústavy a vydání přes tři sta nových zákonů. Velká část výdajů mířila do zbrojního sektoru a také do vytváření infrastruktury. Reforma vojska a námořnictva pak byla svěřena zahraničním misím v režii Velké Británie a Francie. Tyto reformy se vyplatily o pár let později během balkánských válek.
Venizelos se snažil podpořit další územní zisky zejména orientací na Trojdohodu a spojenectví se slovanskými balkánskými státy. To se vyplatilo a během první balkánské války proti Osmanské říši získalo Řecko značné území kolem Soluně, severní Thesálii a Krétu. Plány na připojení severního Epiru však byly zhaceny vyhlášením albánské nezávislosti. Albánská nezávislost tak pozměnila plány zejména Srbska, které odmítlo předat Bulharsku část získané Makedonie a podobně si tak jako Řecko na úkor Bulharska kompenzovalo ztracené albánské území. Bulharsko v odpověď na to vyhlásilo novou válku, tentokrát Srbsku. V odpověď na to se Řecko přidalo na stranu Srbska. Později se k nim připojilo i Rumunsko a Osmanská říše, snažící se získat zpět ztracená území. Proti této spojené síle nemělo Bulharsko šanci a muselo podepsat mír, který znamenal pro jeho nepřátele nové územní zisky.
Z tohoto konfliktu vyšlo Řecko notně posíleno – jeho územní rozsah se zvýšil o 68 %, populace stoupla z více než 2,5 milionu na 4 300 000 osob. Zároveň získalo i významné průmyslové oblasti a přístavy v čele se Soluní a Kavalou. Na obzoru se však rýsoval nový ozbrojený konflikt – první světová válka.

### První světová válka

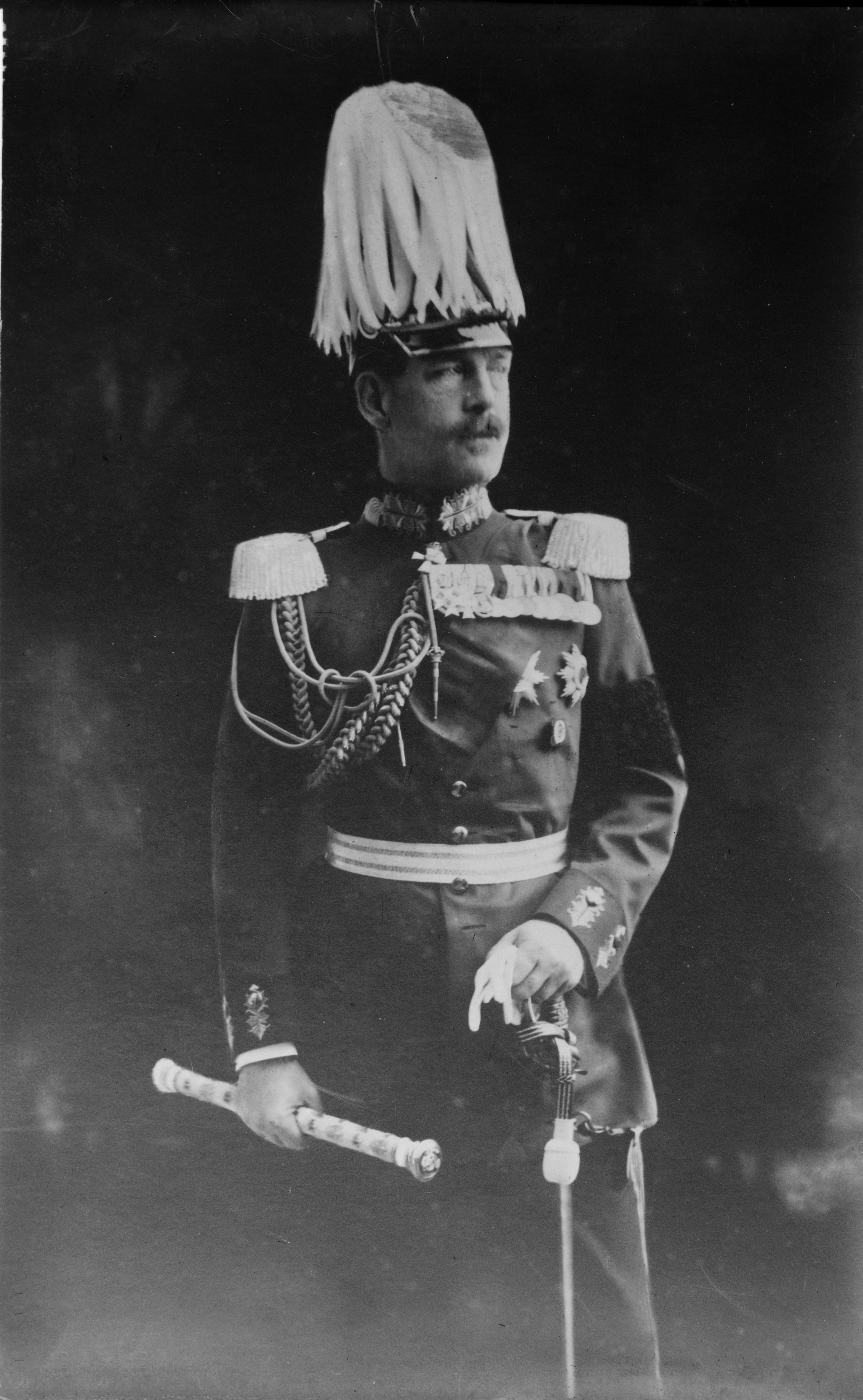
Konstantin I. Řecký

Po balkánských válkách se většina velmocí snažila získat kontrolu nad tehdejšími balkánskými státy. Zatímco Bulharsko a Osmanská říše hledaly spojence v Trojspolku, Srbsko a Černá Hora se orientovaly na Trojdohodu. Situace Řecka byla oproti tomu více nejednoznačná, což bylo způsobeno zejména změnou krále poté, co Jiří I. zemřel na následky atentátu spáchaného na něj v Soluni roku 1913. Zatímco Venizelos preferoval Dohodu, nový germanofilsky zaměřený král Konstantin I. se zaměřoval spíše na centrální mocnosti. Během války tedy na základě Konstantinova rozhodnutí měla být uplatňována proněmecká neutralita, se kterou však některé kruhy řecké společnosti nesouhlasily.
Narůstající nespokojenost těchto skupin spolu s nevraživým přístupem dohodových mocností proti Konstantinovu režimu využil Eleftherios Venizelos. Roku 1916 opustil Athény a v Soluni vytvořil vlastní vládní kabinet. Došlo takzvanému Národnímu rozkolu a celá země se rozdělila na příznivce Venizela (Kréta a Makedonie) a krále Konstantina (oblasti Řeckého království před balkánskými válkami), oblasti mezi těmito sférami vlivu obsadily dohodové mocnosti. Konstantin reagoval na vytvoření konkurenční vlády zesíleným terorem proti příznivcům levice a státním příslušníkům podporujícím Venizelovu vládu. Od roku 1917 ale začalo královo postavení kolísat, zejména díky svržení jeho příbuzného, ruského cara Mikuláše II. a neschopnosti německého císaře Viléma II. poskytovat mu efektivní podporu. V červnu byl donucen přistoupit na podmínky Dohody, načež záhy odstoupil z trůnu a emigroval do Švýcarska. Na jeho místo nastoupil nový král Alexandr. Moc nad celým Řeckem převzal Venizelův kabinet, který se již před královým pádem zapojil do ozbrojeného boje proti Ústředním mocnostem.
Po získání moci zavedli teror zase venizelisté, kteří se soustředili na důsledné očištění státního aparátu od královských přívrženců. Ke stabilizaci své moci nastartovali i řadu sociálních a hospodářských reforem, mimo jiné i přerozdělení velkého pozemkového majetku ve prospěch bezzemků. Značná pozornost byla zaměřena na vojenské složky, což přineslo Řecku řadu úspěchů. V září 1918 se podařilo prolomit na soluňské frontě nepřátelskou obranu a postoupit na území Bulharska a Řecka. Mimo jiné i díky těmto operacím přistoupily Bulharsko a Osmanská říše na uzavření míru. O něco později tak vstoupily řecké jednotky do hlavního města poražené Osmanské říše – Istanbulu.

### Řecko-turecká válka a krach Velké myšlenky

Územní vývoj řeckého státu během 19. a 20. století

Díky Venizelovu diplomatickému úsilí se podařilo pro Řecko na základě sévreské mírové smlouvy získat oblast západní a východní Thrákie, poloostrov Gallipoli a část Malé Asie kolem města Smyrny. Tuto smlouvu však krom Arménů, Řeků a Velké Británie nikdo nebral v potaz. Na území rozpadající se Osmanské říše se vytvořilo turecké nacionalistické hnutí pod vedením Mustafa Kemala, zvaného později Atatürk, které mělo v plánu zvrátit situaci nastolenou po smlouvě v Sèvres. Řekové však hodlali využít tohoto hnutí pro další expanzi do Malé Asie.
Územní rozmach Řecka ale nebyl doprovázen příznivým hospodářským vývojem, takže se proti Venizelově vláda začala zvedat vlna odporu. Ten si toho nebyl vědom, a aby oficiálně získal podporu pro tažení v Malé Asii, probíhající od června 1920, rozhodl se vypsat nové volby. Část řecké veřejnosti, projevující nesouhlas nad ustavičnými válkami probíhajícími téměř nepřetržitě od roku 1912 a rozsáhlou korupcí v liberály řízeném státě, proto volila Venizelovy odpůrce, kteří slibovali ukončení maloasijského tažení a nastolení míru – royalisty. Ti poté na základě volebních výsledků vytvořili nový kabinet, který vynaložil značné úsilí, aby se do Řecka vrátil král Konstantin a zaplnil tak uprázdněné po svém synovi Alexandrovi, který toho roku mezitím zemřel.
V rozporu se svými sliby pak s nově příchozivším králem Konstantinem, který byl zpět do Řecka pozván po zmanipulovaném referendu, pokračovala vláda nadále v tažení do nitra Malé Asie, kde se snažila dobýt hlavní základnu kemalistického odboje – Ankaru. Díky klesající podpoře velmocí, logistickým problémům a odvolání některých důstojníků se ale válka začala vyvíjet ve prospěch Turecka. V srpnu 1922 odstartovalo turecké hnutí mohutnou ofenzívu, jež vyústila i v obsazení Smyrny a vypálení řeckých a arménských čtvrtí města. Pádem Smyrny tak zanikla poslední snaha Řeků o dokončení plánu Velké myšlenky na znovudobytí ztracených území.

### Vývoj v meziválečném období

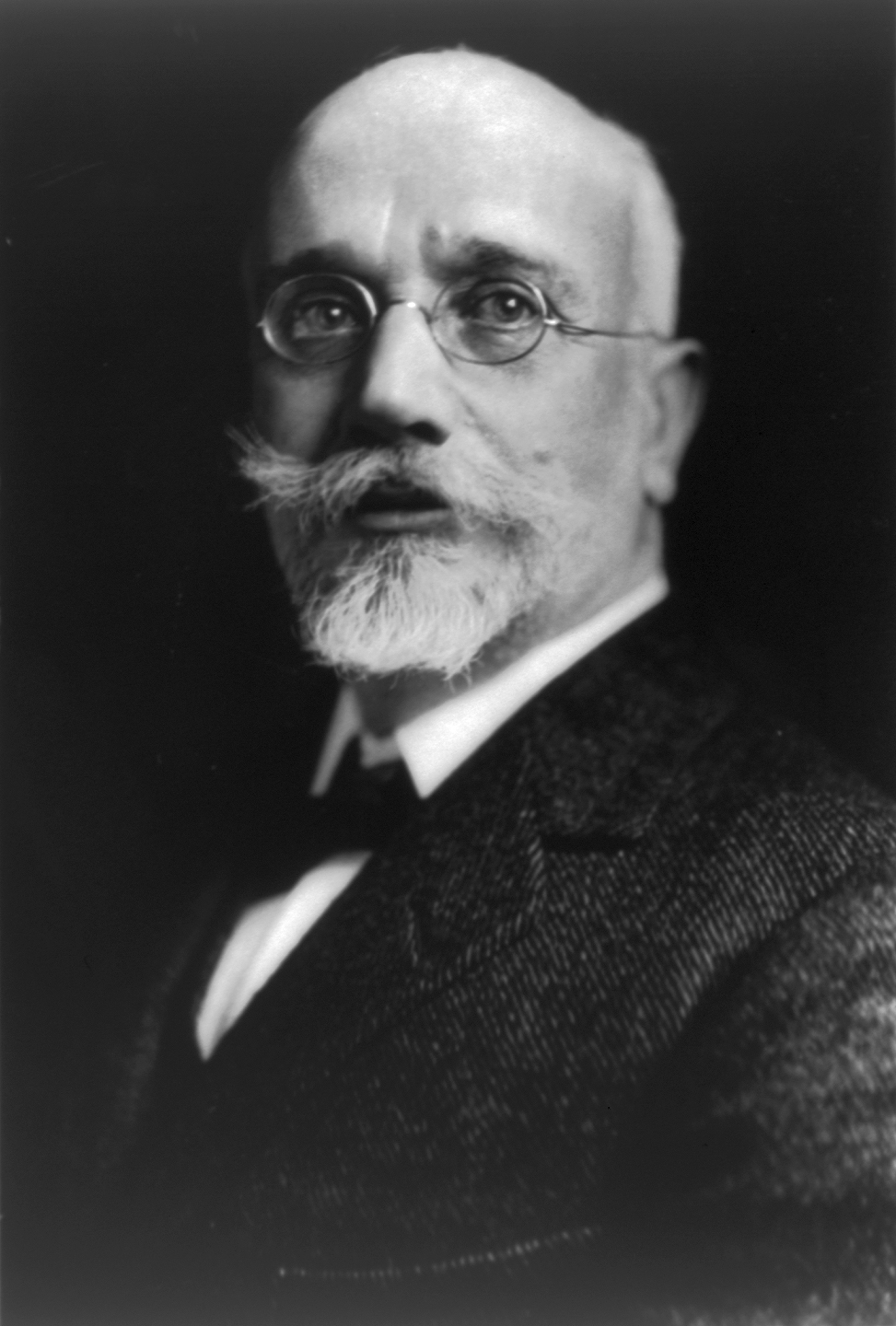
Eleftherios Venizelos, významný řecký politik

Špatné vnitropolitické i zahraniční situace využili někteří představitelé armády k ozbrojenému převratu proti králi a royalistickému kabinetu. Zároveň s tím odešel král opět do exilu a někteří představitelé svrženého režimu byli odsouzeni k trestu smrti. Velitelé puče poté povolali ze zahraničí zpět Eleftheria Venizela, aby hájil řecké zájmy při revizi sèvreské smlouvy ve švýcarském městě Lausanne. Zde bylo dohodnuto, přes značné Venizelovo úsilí, předání Smyrny i východní Thrákie zpět Turkům. V souvislosti s tím se začal projednávat i problém výměny obyvatelstva. Vývoj války totiž donutil množství tureckých Řeků, vystavených protiřeckým pogromům ze strany nacionálního tureckého hnutí, aby hledali útočiště na řecké půdě. Spolu s nimi přišli do Řecka i obyvatelé řeckého původu z Bulharska a oblastí kolem Černého moře. Celkový počet imigrantů čítal roku 1928 přes 1 200 000 osob. Přes odmítavý postoj domácího obyvatelstva byli příchozí Řekové pro stát přínosem. Podíleli se totiž na nové ekonomické konjunktuře státu, stejně jako na kulturním vývoji.
Královský režim (tehdy vládl Konstantinův syn Jiří II.) se mezitím definitivně zdiskreditoval při nezdařeném pokusu o převrat roku 1923 řízený z pozadí pozdějším diktátorem Ioannem Metaxasem. Král byl v té době obviňován ze sympatií k pučistům a liberální strany, které vyhrály v prosinci téhož roku volby, přistoupily v březnu 1924 ke zrušení monarchie a nastolení republiky. Další vývoj nově proklamované Řecké republiky charakterizovala zejména špatná vnitropolitická situace. Krom tří voleb se během let 1924 až 1928 odehrály tři pokusy o převrat a na čas se také ustanovily dvě vojenské diktatury (prvním diktátorem byl Theodoros Pangalis vládnoucí v letech 1925 až 1926, poté ho svrhl další uzurpátor Georgios Kondylis, jenž ovšem ustoupil společnému tlaku parlamentních stran a svolil ke konání voleb bez vlastní účasti). O nápravu poměrů se znovu pokusil Eleftherios Venizelos, kterého pověřil sestavením nového kabinetu tehdejší prezident Pavlos Kunduriotis. Venizelos a jeho politická strana Svaz liberálů si následující období vedli v politice a řízení vývoje státu úspěšně. Státní zřízení se konsolidovalo a Venizelovo působení v letech 1928 až 1932 je díky kladnému hospodářskému a kulturnímu vývoji považováno za zlatou éru Řecké republiky v jejím meziválečném období.

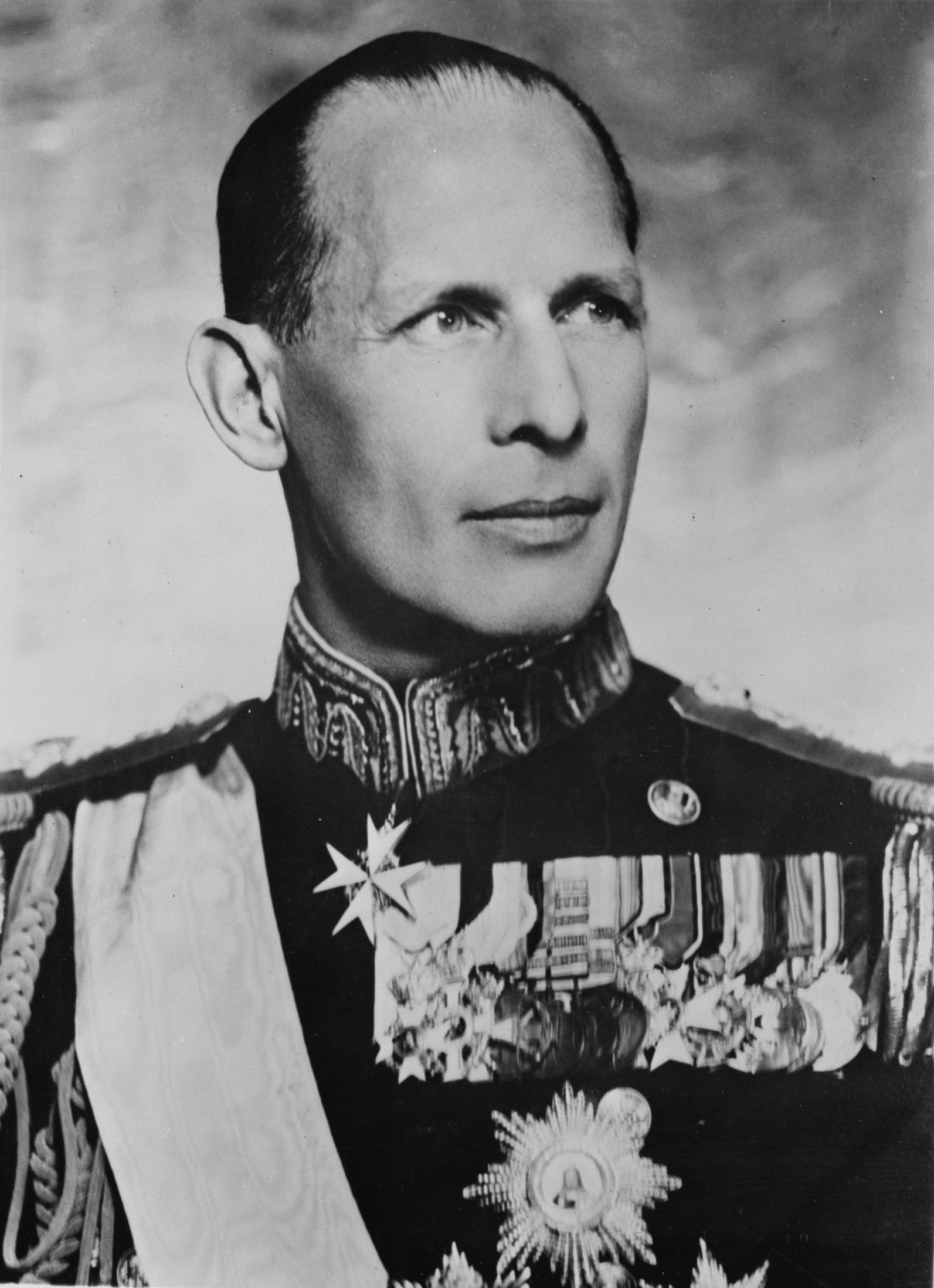
Král Jiří II.

Do Venizelových plánů na obnovu řeckého státu však zasáhla velká hospodářská krize, znamenající katastrofální důsledky pro řecké hospodářství, což se projevilo mimo jiné i v notném snížení Venizelovy popularity. Následující volby dopadly pro Venizela a jeho přívržence neslavně. Nejvíce hlasů získala Lidová strana v čele s Panajisem Tsaldarisem. Za této situace se odehrál pokus o puč proti nové vládě zorganizovaný Nikolaosem Plastirasem, ten byl ale neúspěšný a znamenal opětovné zhoršení Venizelova postavení. Toho využili přívrženci pravicových stran – začali rozdmýchávat protilevicové postoje a propouštět či dokonce zatýkat a deportovat ze země nepravicově smýšlející příslušníky ozbrojených sil i státní správy. Levice na tyto vládní kroky reagovala organizováním tajných organizací, připravujících se na násilné řešení tehdejšího mocenského zápolení. O dva roky později došlo k novému pokusu o převrat, tentokrát již pod vedením samotného Eleftheria Venizela. Ten ale skončil obdobným způsobem jako Plastirasův puč. Tři spoluúčastníci na puči byli popraveni a Venizelovi nezbylo než znovu odejít do zahraničí, kde roku 1936 zemřel. Zatímco se pokračovalo v zastrašování opozice, rozhodla vláda vypsat nové volby. Přes opětovné vítězství Lidové strany se iniciativy chopili dva pravicoví extrémističtí politikové Ioannis Metaxas a Georgios Kondylis. Jejich přičiněním byla znovu obnovena monarchie a král Jiří II. se po dvanácti letech ve vyhnanství vrátil zpět, aby usedl na řecký trůn.
V dalším politickém boji se nejvýznamněji prosadil právě Metaxas, který za podpory Jiřího II. vojenským převratem uskutečněným 4. srpna 1936 (oficiálně zdůvodněným jako zákrok proti možnosti bolševického povstání) na sebe strhl veškerou moc. Nový Metaxasův režim měl výrazně autoritativní a totalitní charakter. Stát zasahoval do každodenního života a cíleně potlačoval jakoukoliv opozici. Všichni Metaxasovi spolupracovníci, kteří se účastnili chodu státu, pouze vykonávali jeho příkazy. Jak se vyjádřil jeden z nich:
| „                | Diktatura byla jako číslo 1 000 000, bez Metaxase však znamenala pouze šest nul. | “ |
| — Ioannis Diakos |                                                                                  |   |

Široká veřejnost, přestože se otevřeně nepostavila vůči Metaxasovi na odpor, ale nikdy nepřijala jeho autokratické smýšlení. Přes omezení demokratického života probíhal v Řecku pozitivní hospodářský vývoj, a to v průmyslu, zemědělství a také v lodní dopravě (řecké loďstvo dosahovalo celkové tonáže 1 870 000 tun a řadilo se tak na desáté místo na světě).
Pád režimu nakonec nezpůsobily vnitřní opoziční síly, ale fašistická Itálie a nacistické Německo, které řecký stát v průběhu druhé světové války obsadily a podřídily své kontrole.

### Druhá světová válka a boj proti okupaci

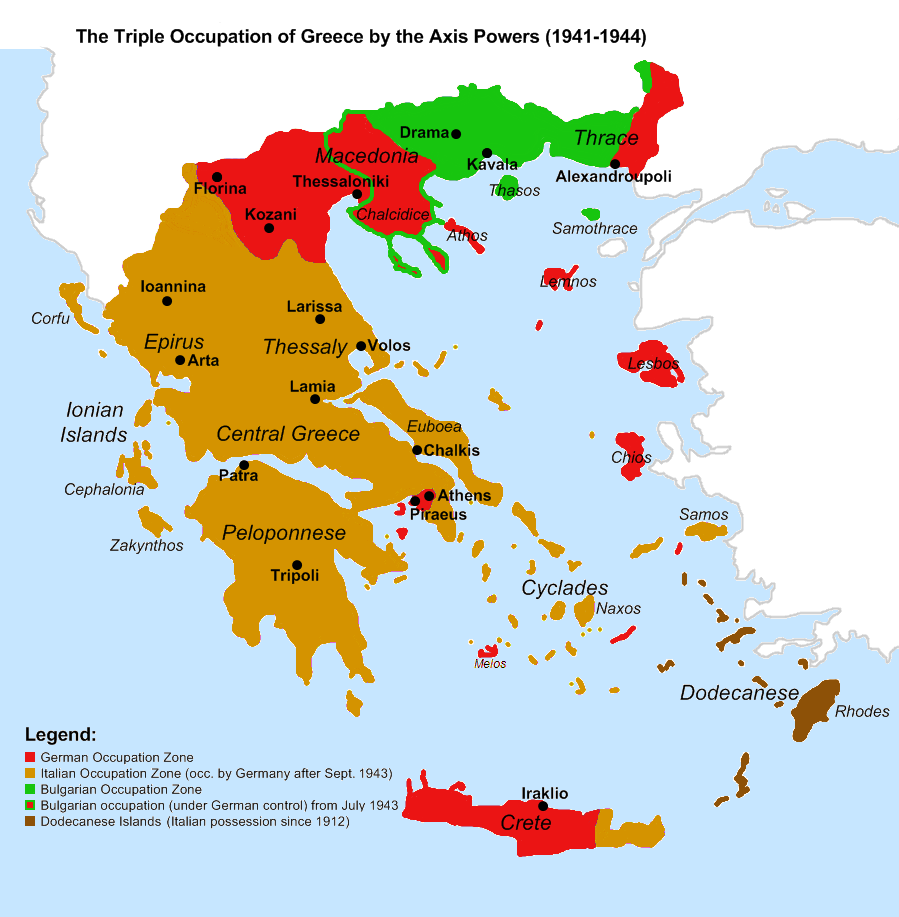
Okupační zóny Osy v Řecku
území okupované Německem
území okupované Itálií
území okupované Bulharskem (zeleně ohraničené území okupováno Bulharskem pod německou kontrolou od července 1943)
Dodekanéské ostrovy patřící Itálii od roku 1912

Po zahájení druhé světové války roku 1939 uplatňoval Metaxas probritsky zaměřený kurs a Řecko zůstávalo ve válce nadále neutrální. Stále více se však zvyšovaly nátlaky Mussoliniho fašistického italského režimu. Když italský velvyslanec předložil Metaxasovi ultimátní požadavky (například umístění italských jednotek v zemi), byl odmítnut se slovy "Alors c'est la guerre" (pak bude válka). Nato Itálie zahájila pozemní invazi na řecké území. Den odmítnutí požadavků neboli den "Ochi" (ne) se dodnes v Řecku slaví jako státní svátek.
Počáteční úspěšný italský postup byly záhy zmařen řeckou protiofenzívou, která zahnala italskou armádu zpět na Itálií okupované albánské území. Řecké jednotky se dostaly až do blízkosti významných měst Berat a Vlora, dobýt tyto dva strategické body se jim však nepodařilo. Ponížení svého italského souseda však nemínil přihlížet Adolf Hitler. Vyslal do Řecka vlastní jednotky a ty si ve spolupráci s Bulharskem a Itálií, navzdory příchodu britské armády z Egypta, celé Řecko postupně podrobily.

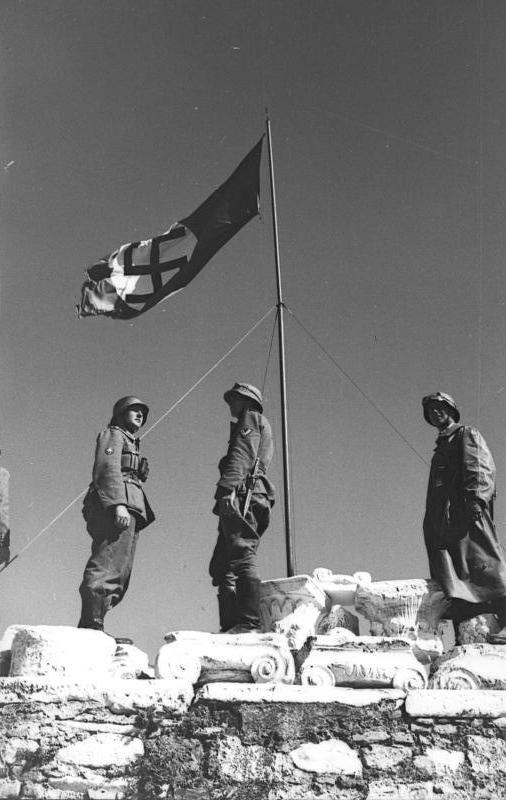
Nacistická vlajka vlaje nad athénskou akropolí

Obsazené území bylo systematicky hospodářsky drancováno a domácí obyvatelstvo vystaveno útlaku. Ještě horší postavení mělo obyvatelstvo židovského původu, například soluňská židovská komunita čítající přes 60 000 osob byla roku 1942 zbavena všech majetkových práv a o rok později poslána do koncentračního tábora v Osvětimi. K utrpení obyvatelstva přispěly i hladomory způsobené spojeneckou námořní blokádou.
Už od roku 1941 se začal proti okupaci organizovat masový odpor. Velkou roli zde hráli mimo jiných i komunisté, dále se odporu účastnily i organizace pravicového zaměření. Již v průběhu let 1942 až 1943 zaznamenal řecký odboj značné úspěchy. Krom osvobození části území s odbojem navázali těsnější spolupráci Britové, což se mimo jiné projevilo takzvanou vojenskou dohodou, kde byl partyzánům oficiálně přiznán status spojenecké armády. Komunisté zároveň udržovali i kontakty například s jugoslávským vůdcem partyzánů Josipem Broz Titem. Avšak již brzy byla spolupráce mezi částmi řeckého odboje narušeno a dokonce mezi komunisty (ELAS) a příslušníky pravicových členů odboje (EDES) došlo k ozbrojenému konfliktu. Přes vzájemné spory se podařilo odboji nadále bojovat proti německým okupantům (Itálie v létě roku 1943 kapitulovala). Jejich úsilí bylo korunováno úspěchem. Od září 1944 se začaly německé jednotky stahovat a v polovině října se v Řecku vylodil britský vojenský kontingent a o několik dní později i řecká vláda v čele s Georgiem Papandreem. Tažení proti německé agresi tedy během podzimu roku 1944 úspěšně skončilo.

### Od osvobození do nástupu vojenské junty

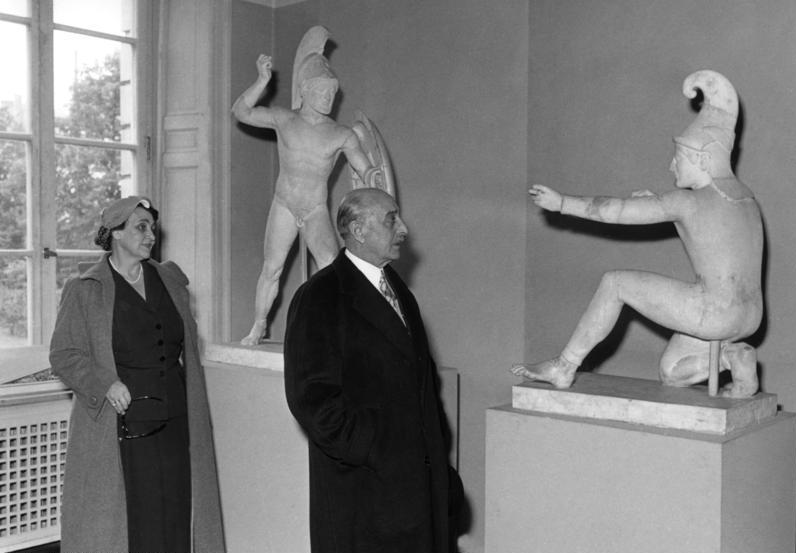
Alexandros Papagos při návštěvě Mnichova

Po osvobození se vztahy mezi komunisty a příslušníky pravicové části politického spektra dále vyhrotily. Komunisté vytvořili vlastní vládu a započali boj proti legální vládě v Athénách. Vzhledem k podpoře Papandreovy vlády Brity a Američany došlo k porážce komunistických povstalců a upevnění monarchistického režimu, v jehož čele stál po smrti Jiřího II. jeho bratr Pavel.

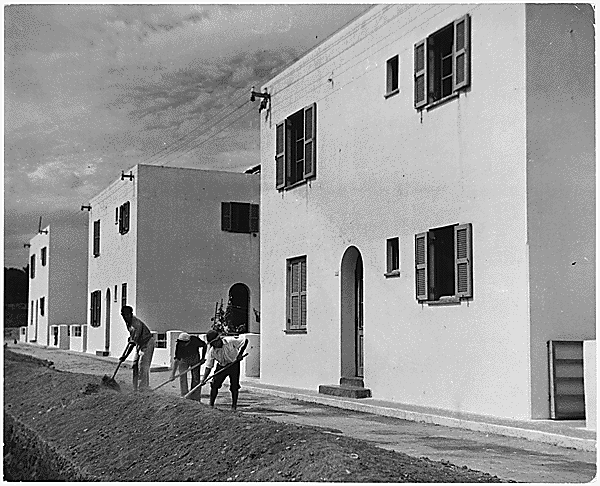
Nové řecké domy postavené za podpory Marshallova plánu

Země se po druhé světové válce a po vnitřním konfliktu nacházela ve špatném stavu, avšak za americké finanční pomoci v rámci Marshallova plánu se začalo hospodářství pomalu zotavovat. Problémem byl ale nedemokratický režim v zemi, v němž armádní složky zasahovaly do politického procesu. To se projevilo například za vlády bývalého armádního činitele a nyní politika Alexandra Papagose a jeho strany Politické sjednocení, kdy byli řečtí občané rozděleni do několika skupin podle svého názorového postoje vůči režimu. Přes tyto projevy neplnohodnotného demokratického vývoje docházelo díky reformním opatřením v oblasti ekonomiky od poloviny padesátých let k hospodářskému vzestupu. Spolu s tím se ale dále prohlubovala sociální diferenciace. Z hospodářského vývoje tak nejvíce těžili příslušníci státní byrokracie a armády, loďaři a podnikatelé v nevýrobních odvětvích. Tyto sociální skupiny tvořily oporu pravicového režimu. Zahraniční vztahy Řecka se upíraly směrem k západním spojencům – Řecko vstoupilo do NATO a později bylo přidruženým členem Evropského společenství. Přesto jeho pozice oslabovala zejména otázka samostatnosti Kypru, který se nadále nacházel pod svrchovaností Velké Británie a na němž kromě Řeků žila i početná turecká menšina. Zápolení o Kypr a jeho budoucí vývoj (a případné uskutečnění enosis, tedy spojení s Řeckem) s Tureckou republikou (několikrát hrozil i vojenský konflikt) ohrožoval zahraniční postavení Řecka a zároveň ovlivňoval i jeho vnitropolitickou situaci.
Po Papagosově smrti nastoupil do vedení státu na základě rozhodnutí krále Konstantínos Karamanlís, který záhy zformoval vlastní politickou stranu Radikální svaz. Pokračoval v politice svého předchůdce a státní aparát se tak pouštěl do odhalování skutečných či vymyšlených komunistických spiknutí. Mimo jiné až do roku 1961 s odpovědností a iniciativou vlády vytvořil mechanismus kontroly tisku a informací, s cílem podpory v podstatě autoritářského režimu.[zdroj?] V zájmu posílení vlastní moci hodlal Karamanlis prosadit i změnu ústavy, to se mu však pro odpor levicových stran a příslušníků levého středu nepodařilo. Jeho pozici však začaly podkopávat nejen aktivity opozičních stran, ale i neschopnost získat kontrolu nad vlastními spolupracovníky. Zklamán vývojem se rozhodl rezignovat.
Po jeho odstoupení vyhrál následné volby Svaz středu Georgia Papandrea. Nová vláda se pokusila liberalizovat celý systém, avšak narazila na odpor příslušníků dosavadních mocenských skupin. Roku 1965 se pokusil Papandreu propustit člena vlády a ministra obrany, generála Petrose Garufalise. To však odmítl nový král Kosntantin II. vládnoucí po smrti svého otce od roku 1964. Následovalo dvouleté období politické krize, které využila skupinka důstojníků (takzvaní řečtí plukovníci) v čele s Georgiem Papadopulem k uskutečnění státního převratu a nastolení vlády vojenské junty.

### Převrat a vláda vojenské junty
V noci z 20. na 21. dubna 1967 provedli tři armádní důstojníci Georgios Papadopulos, Nikolaos Makarezos a Stylianos Pattakos státní převrat a zavedli v zemi výjimečný stav. Záhy byl rozpuštěn parlament a vlády v zemi se ujala vojenská diktatura (junta) s ultrancionálními a protilevicovými rysy. Následně se junta začala zbavovat svých odpůrců ve všech významných oblastech kulturního a společenského života. Řecký král Konstantin II. po nezdařeném ozbrojeném povstání proti režimu opustil zemi. Junta na to reagovala ustavením regenta a ve chvíli, kdy bylo jasné, že se Konstantin do Řecka nevrátí, byla monarchie zrušena a vůdčí postava diktatury, Georgios Papadopulos, se jmenoval prezidentem a stal se tak oficiálně hlavou řeckého státu.
Režim se projevoval odporem vůči všemu modernímu. Stávky byly postaveny mimo zákon a zakázáno bylo poslouchání moderní hudby, nošení minisukní a muži nesměli nosit dlouhé vlasy. Vyučovat se nesměla sociologie a důsledkem silného protislovanského sentimentu řecké vojenské vlády nebyla dovolena ani výuka bulharštiny a ruštiny.
První roky zaručovala stabilitu režimu nadále rostoucí ekonomika. Základy tohoto vývoje však nebyly následkem vlády junty, ale reformami a procesy nastartovanými před ozbrojeným převzetím moci. V zahraniční politice režim spolupracoval se Spojenými státy, což vyvolávalo mezi řeckou veřejností vůči USA velkou nevraživost a objevily se dokonce názory, že se Američané na vojenském převratu podíleli. Zesílení opozice proti režimu se odehrálo roku 1973 v souvislosti se zhoršením hospodářského vývoje. Diktaturu nezachránil ani převrat pod vedením generála Dimitriose Ioannidise, který svrhl Papadopulose, avšak nezasedl do vlády a řídil chod státu z ústraní. Pokusy o postupnou liberalizaci režimu se nesetkávaly s úspěchem, vzhledem ke stále se horšící ekonomické situaci (například na rozdíl od let 1967 až 1972, kdy se inflace pohybovala kolem 2,5%, dosáhla v roce 1974 hodnoty 33%). Angažovanost junty na Kypru, kde došlo ke svržení demokraticky zvoleného prezidenta Makariose a nastolení podobné diktatury jako v Řecku, krizi junty vyhrotila. Obyvatelstvo vypovědělo diktatuře poslušnost. Mezitím byl do Řecka povolán zpět Konstantinos Karamanlis a tehdejší prezident a generál Faidon Gizikis informoval Dimitriose Ioannidise, že období nadvlády diktatury skončilo a spolu s tím i řeckou veřejnost, že se ozbrojené síly rozhodly navrátit moc do rukou civilní vlády.

### Politický vývoj do počátku 21. století

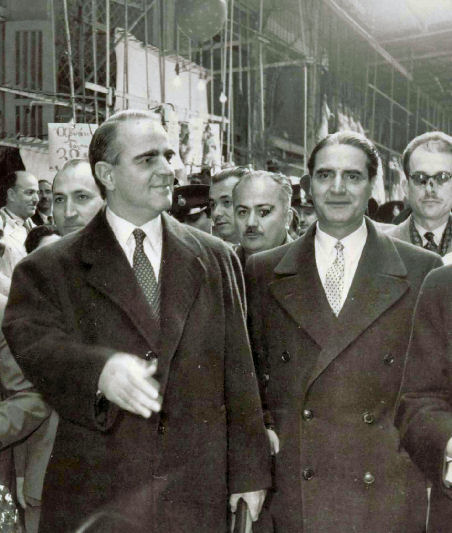
Řecký premiér, pozdější prezident a vůdce strany Nová demokracie Konstantínos Karamanlís (vlevo)

Nový premiér Konstantínos Karamanlís za svého pobytu v západní Evropě prodělal zásadní změnu názorů na vedení státu a uvědomoval si také, že represivní kurz padesátých a šedesátých let není již nadále možný. Rozhodl se proto reformovat státní systém, ovšem postup odstraňování projuntovských osob v armádě a na dalších důležitých postech probíhal jeho přičiněním v některých případech liknavě. To bylo dáno snahou o stabilizaci vnitropolitické situace i zahraničního postavení Řecka, které bylo ohroženo zejména nebezpečím války s Tureckem. Například vůdčí osobnosti diktatury (mimo jiné i Georgios Papadopulos) tak nebyly zatknuty ihned, ale až v průběhu roku 1974.
Vztahy s Tureckem notně poškodil zásah junty na Kypru. Turecká republika toho využila a zabrala 37% kyperského území. K vojenskému střetu mezi Řeckem a Tureckem (který Karamanlis zvažoval) však nedošlo a hranice postupu tureckých vojsk do dneška od sebe odděluje řeckou a tureckou komunitu.
Po ustanovení vlády národní jednoty se začal nový demokratický režim pomalu upevňovat. Na 17. listopad 1974 bylo stanoveno konání nových voleb a Karamanlis do nich vstoupil spolu s nově utvořenou stranou Nová demokracie. Největším konkurentem Karamanlise se v následujících letech stal Andreas Papandreu se svojí stranou Panhelénské socialistické hnutí (zkráceně PASOK). Tato strana si zakládala na radikální zahraniční i domácí politické linii (například byla součástí jejího programu snaha o vystoupení z NATO, odmítavý postoj zachovávalo i k Evropskému společenství). Volby nakonec vyhrála Nová demokracie a to mimo jiné díky tomu, že se Karamanlis jevil větší části populace jako záruka stability země. Nová vláda přistoupila k vypracování ústavy a k uskutečnění referenda o státním zřízení, kde si voliči vybírali mezi monarchií a republikou. Výsledek plebiscitu nakonec dopadl skoro 70% proti znovunastolení království a Řecko tak zůstalo nadále republikou.
V nadcházejících letech se politické spektrum téměř neměnilo. Dvěma nejsilnějšími stranami nadále zůstávaly levicový PASOK a pravicová Nová demokracie. Roku 1981 zásluhou Karamanlise vstoupilo Řecko do Evropského společenství. Špatná hospodářská situace se ale podepsala na ztrátě popularity vlády a příští volby vyhrál v té době opoziční PASOK, který během let 1977–81 zásadním způsobem revidovala svůj dosavadní politický program. Přes snahy nové vlády Andrease Papandrea vytvořit stát se silnou sociální podporou a s prosperujícím hospodářstvím ve dvou funkčních obdobích v letech 1981 až 1989 se řecká ekonomika rozvíjela jen postupně. Rozsáhlé programy vlády navíc znamenaly značné finanční výdaje, což se projevilo ve schodku státního rozpočtu a posléze i v nutnosti rušit původní sociální výdobytky (například zrušení zvyšování mezd vzhledem k růstu inflace či bezplatné lékařské služby).

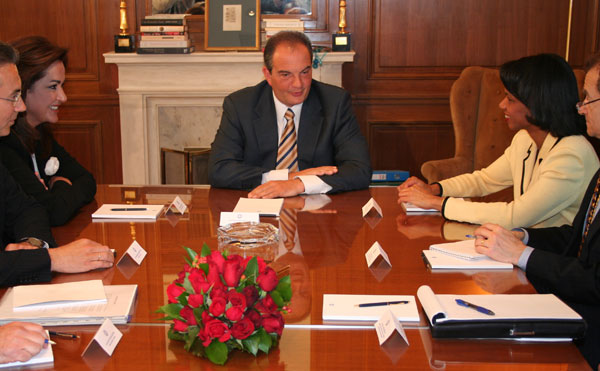
Bývalý premiér Kostas Karamanlis při rozhovoru s Condoleezzou Riceovou

Řecko se po rozpadu komunistických režimů na Balkáně snažilo hrát v této době roli stabilizačního prvku, avšak snaha o udržení Jugoslávie a podpora Miloševićova režimu naopak vedla k rozporům se západoevropskými spojenci. Dalším problémem bylo vytvoření nového makedonského státu, jehož existence podle mínění řecké vlády ohrožovala územní integritu Řecka. Postupem doby se ale částečně uvolnilo napětí a Řecko později spolu s postupným hospodářským růstem zaujalo v rámci Balkánu silnější pozici. V 90. letech též došlo k normalizaci vztahů s Tureckem.
Změny přinesl i nový vnitropolitický vývoj. Obě velké strany se co do politických názorů částečně přiblížily ke střednímu proudu a rozdíly mezi nimi se poněkud setřely. Na počátku nového tisíciletí se Řecko dočkalo dvou úspěchů – podruhé byly totiž v Athénách konány olympijské hry a roku 2002 bylo v zemi zavedeno euro (až později ale vyšlo najevo, že hospodářské výsledky byly záměrně upravovány a země ve skutečnosti maastrichtská kritéria pro vstup do eurozóny nesplňovala).

### Hospodářská krize a současný stav
Tak jako ostatní země zasáhla citelně Řecko hospodářská krize. Řecký rozpočtový deficit v roce 2009 dosáhl 13,6% hrubého domácího produktu. Výměnou za finanční pomoc od Evropské unie v hodnotě 110 miliard eur se řecká vláda zavázala k rozsáhlým finančním škrtům. To po celé zemi vyvolalo rozsáhlé stávky. Úsporná opatření budou mít pravděpodobně řadu negativních dopadů, mimo jiné i pokles ekonomiky a růst nezaměstnanosti. Krom toho se země nadále potýká s dalšími problémy, především korupcí, klientelismem, nadbytečnou byrokracií a šedou ekonomikou. Přes pookřání vztahů s Tureckem také nadále není vyřešen problém Kypru. Ten totiž zůstává rozdělen na tureckou a řeckou část (zatímco turecká část není mezinárodně uznávána, řecká byla roku 2004 přijata do Evropské unie).
V letech 2005 až 2015 byl prezidentem a hlavou řeckého státu Karolos Papulias.
Koncem roku 2014 nově vládnoucí strana SYRIZA navrhla do funkce řeckého prezidenta Prokopise Pavlopulose a řecký parlament jej hned v prvním kole zvolil. V roce 2020 jej v čele státu nahradila Katerina Sakellaropulosová.